# Liste der Kulturdenkmale in Kleinzschocher
Die Liste der Kulturdenkmale in Kleinzschocher enthält die Kulturdenkmale des Leipziger Stadtteils Kleinzschocher, die in der Denkmalliste vom Landesamt für Denkmalpflege Sachsen mit Stand 2017 erfasst wurden.

## Legende
- Bild: Bild des Kulturdenkmals, ggf. zusätzlich mit einem Link zu weiteren Fotos des Kulturdenkmals im Medienarchiv Wikimedia Commons. Wenn man auf das Kamerasymbol klickt, können Fotos zu Kulturdenkmalen aus dieser Liste hochgeladen werden:
- Bezeichnung: Denkmalgeschützte Objekte und ggf. Bauwerksname des Kulturdenkmals
- Lage: Straßenname und Hausnummer oder Flurstücknummer des Kulturdenkmals. Die Grundsortierung der Liste erfolgt nach dieser Adresse. Der Link (Karte) führt zu verschiedenen Kartendiensten mit der Position des Kulturdenkmals. Fehlt dieser Link, wurden die Koordinaten noch nicht eingetragen. Sind diese bekannt, können sie über ein Tool mit einer Kartenansicht einfach nachgetragen werden. In dieser Kartenansicht sind Kulturdenkmale ohne Koordinaten mit einem roten bzw. orangen Marker dargestellt und können durch Verschieben auf die richtige Position in der Karte mit Koordinaten versehen werden. Kulturdenkmale ohne Bild sind an einem blauen bzw. roten Marker erkennbar.
- Datierung: Baubeginn, Fertigstellung, Datum der Erstnennung oder grobe zeitliche Einordnung entsprechend des Eintrags in der sächsischen Denkmaldatenbank
- Beschreibung: Kurzcharakteristik des Kulturdenkmals entsprechend des Eintrags in der sächsischen Denkmaldatenbank, ggf. ergänzt durch die dort nur selten veröffentlichten Erfassungstexte oder zusätzliche Informationen
- ID: Vom Landesamt für Denkmalpflege Sachsen vergebene, das Kulturdenkmal eindeutig identifizierende Objekt-Nummer. Der Link führt zum PDF-Denkmaldokument des Landesamtes für Denkmalpflege Sachsen. Bei ehemaligen Kulturdenkmalen können die Objektnummern unbekannt sein und deshalb fehlen bzw. die Links von aus der Datenbank entfernten Objektnummern ins Leere führen. Ein ggf. vorhandenes Icon  führt zu den Angaben des Kulturdenkmals bei Wikidata.

## Liste der Kulturdenkmale in Kleinzschocher
| Bild                                    | Bezeichnung | Lage | Datierung | Beschreibung | ID       |
| --------------------------------------- | --- | --- | --- | --- | -------- |
|                                         | Denkmal | (Karte) | 1820 (Denkmal) | sogenannter Freundschaftsstein mit Inschrift, Sandsteindenkmal auf zweistufigem Sockel, ortsgeschichtlich von Bedeutung | 09260778 |
| Direkt Bild zu diesem Denkmal hochladen | Mietshaus in halboffener Bebauung | Altranstädter Straße 8 (Karte) | 1887–1889 (Mietshaus) | Putz-Klinker-Fassade, baugeschichtlich von Bedeutung Kurz vor Weihnachten 1887 wurde Bauantrag gestellt für ein Wohngebäude, Privatmann Franz Moritz Brückmann versicherte sich der baulichen Umsetzung durch Zimmermeister F. Sachse. Die Protokolle zur Schlussprüfung datieren vom 19. Juni 1889. Zum Grundstück Nummer 10 wurde im Blick auf das abschüssige Gefälle 1941/1942 eine Stützmauer zum Garten angelegt durch Baumeister Erich Seyffert und Josef Popp für Bennes Erben. Im Jahr 1997 wurde auf dem gerade erwähnten Grundstück Altranstädter Straße 10 Bauvorbescheid erlassen für einen Neubau zur Lückenschließung. In Rede stehendes Gebäude Nummer 8 erhielt zwei Wohnungen pro Etage sowie hinter der verschieferten Mansarde ihrer drei. Die Fassade besitzt den klassischen historistischen Aufbau. Hier fassen zwei zweiachsige Seitenrisalite den vierachsigen Mittelteil. In den oberen Stockwerken prägen Klinkerflächen das Bild, das Erdgeschoss ist verputzt und der Bruchsteinsockel steinsichtig. Vorgefertigte Gliederungselemente und einige noch vorzufindende Stuckkonsolen (die Traufzone ist geglättet) ergänzen das straßenseitige Bild des Hauses, dessen Ausstattung vermutlich in Teilen erhalten geblieben ist. Zum Hof die Hauseingangstür und Treppenhausfenster modern neu gestaltet. Ortsentwicklungsgeschichtlicher und baugeschichtlicher Wert. LfD/2014, 2018 | 09298657 |
| Direkt Bild zu diesem Denkmal hochladen | Mietshaus in halboffener Bebauung | Altranstädter Straße 10 (Karte) | 1907–1908 (Mietshaus) | Klinkerfassade mit Sandsteingliederung, der qualitätvolle Mietshausbau im geschlossenen Straßenzug besitzt einen baugeschichtlichen und einen ortsentwicklungsgeschichtlichen Wert Auf schmalem, aber etwa 16 Meter tiefem Grundriss entstand 1907/1908 innerhalb eines guten Jahres ein dreigeschossiges Wohngebäude, das Frau Anna Marie verehelichte Weber geb. Nitzschke in Auftrag gab. Pläne des Architekten Otto Schmidt setzte Maurerpolier Robert Weber um. Ein Gang führte im Erdgeschoss zum rückwärtig eingeordneten Treppenhaus, wobei in jeder Etage nur eine Wohnung eingerichtet war. Für das Dachgeschoss kam eine kleine Wohnung zur Ausführung. 2004 wurde die Genehmigung zur denkmalgerechten Sanierung ausgefertigt und 2006–2007 fanden Arbeiten an den Balkonen statt sowie ein Dachgeschossumbau. Die reizvolle Fassade mit einer bis in das erste Obergeschoss reichenden Sandsteinverkleidung und weiteren Sandsteingliederungselementen wie Sohlbänken, Fensterrahmungen, eine profilierte Traufe. Klinkerblender finden sich in den beiden Obergeschossen darüber. Der qualitätvolle Mietshausbau im geschlossenen Straßenzug besitzt einen baugeschichtlichen und einen ortsentwicklungsgeschichtlichen Wert. LfD/2014 | 09263461 |
| Direkt Bild zu diesem Denkmal hochladen | Mietshaus in heute halboffener Bebauung | Altranstädter Straße 11 (Karte) | 1905 (Mietshaus) | Putzfassade, das Wohngebäude im geschlossenen Straßenzug besitzt einen baugeschichtlichen und einen ortsentwicklungsgeschichtlichen Wert Das Mietshaus entstand 1905 im Auftrag von Anna Marie Weber durch den Ausführenden Robert Weber, dem Planunterlagen von Baumeister Richard Rammelt zur Grundlage dienten. Im April wurde das alte Gebäude auf dem Grundstück abgebrochen und zum 11. Oktober 1905 die Ingebrauchnahme gestattet. Wohl nicht umgesetzt wurde das Projekt einer Funktionsbereichsmodernisierung 1988. Im Jahr 2006 wurde dem Bauherrn Dr. Poser Immobilien GmbH in Berlin die sanierungsrechtliche Genehmigung zugestellt für die „Sanierung des Wohngebäudes“, in etwa zeitgleich Zustimmung zur Balkonanlage. Hinter der durch unterschiedliche Putzstrukturen gestalteten Fassade über Sandsteinsockel sind zwei Wohnungen in jeder Etage angeordnet, eine beantragte Wohnung im Dachgeschoss wurde 1905 nicht genehmigt. Kunststeinformteile und Sandsteinrahmungen im Parterre gliedern die nur über drei Geschosse reichende aber acht Achsen breite Fassade, links ist im Keller ein sogenannter Wirtschaftsdurchgang eingefügt. Das Wohngebäude im geschlossenen Straßenzug besitzt einen baugeschichtlichen und einen ortsentwicklungsgeschichtlichen Wert. LfD/2014 | 09263462 |
| Direkt Bild zu diesem Denkmal hochladen | Mietshaus in geschlossener Bebauung | Altranstädter Straße 13 (Karte) | vor 1915 (Mietshaus) | Sandsteinfassade, Wohngebäude mit seltener Natursteinfassade und baugeschichtlicher Bedeutung | 09263463 |
| Direkt Bild zu diesem Denkmal hochladen | Doppelmietshaus in geschlossener Bebauung | Altranstädter Straße 15; 17 (Karte) | 1913/1914 (Doppelmietshaus) | Putzfassade mit reicher Gliederung, baugeschichtlich von Bedeutung als Mietshausbau im geschlossenen Ensemble | 09263464 |
| Direkt Bild zu diesem Denkmal hochladen | Mietshaus in geschlossener Bebauung | Altranstädter Straße 19 (Karte) | um 1890 (Mietshaus) | mit Tordurchfahrt, ehemals mit Laden, Putz-Klinker-Fassade, baugeschichtlich von Bedeutung, straßenraumcharakterisierend | 09298822 |
| Direkt Bild zu diesem Denkmal hochladen | Mietshaus in ehemals geschlossener Bebauung | Altranstädter Straße 20 (Karte) | um 1910 (Mietshaus) | Putzfassade, baugeschichtlich von Bedeutung als Wohnhausbau der Reformstilzeit | 09263465 |
| Direkt Bild zu diesem Denkmal hochladen | Mietshaus in geschlossener Bebauung mit Treppenanlage zum Garten Altranstädter Straße 23 und schmiedeeiserne Geländer im Hof | Altranstädter Straße 21 (Karte) | 1890 (Mietshaus) | Putzfassade, baugeschichtlich und ortsentwicklungsgeschichtlich von Bedeutung | 09263466 |
| Direkt Bild zu diesem Denkmal hochladen | Wohnhaus in geschlossener Bebauung | Altranstädter Straße 23 (Karte) | 1895–1896 (Wohnhaus) | villenartiges Wohngebäude mit historisierender Klinkerfassade, Rückseite Blendfachwerk mit Klinkerausfachung, baugeschichtlich und ortsentwicklungsgeschichtlich bedeutsam | 09263468 |
| Direkt Bild zu diesem Denkmal hochladen | Mietshaus in geschlossener Bebauung konzipiert | Altranstädter Straße 28 (Karte) | 1900–1901 (Mietshaus) | Klinkerfassade, Holzpaneele und Malerei sowie Stuck und Schablonenmalerei im Eingangsbereich, baugeschichtlich von Bedeutung Mit dem Anbau eines „Gewelb“ (Verkaufsladen) an das im Besitz von Johanna Auguste verehelichte Günther befindliche eingeschossige Wohnhaus beginnt die im Archiv aufbewahrte Bauakte. Am 22. Dezember 1900 wird von Privatmann Franz Anton Günther der Antrag auf Errichtung eines Mietshauses und Waschhauses auf dem Grundstück „an Stelle abzubrechender Baulichkeiten“ gestellt, den Entwurf hierzu lieferte Baumeister Oswald Ebert, der auch Ausführung und Bauleitung übernehmen sollte. Nach der im Februar 1901 erteilten Baugenehmigung wird das Haus zwischen März und August erbaut. Im Jahr 1917 ersteht Kaufmann Ernst Paul Seltmann das Grundstück auf einer Zwangsversteigerung und verkauft es 1919 an Schmiedemeister Hermann Bernhard Hentzschel sowie Max Alfred Fischer. Der 1929 beabsichtigte Einbau einer Dachwohnung wird nicht genehmigt. Das über vier Geschosse verfügende, noch gründerzeitlich konzipierte Mietshaus mit verputztem Erdgeschoss und klinkerverblendeter Fassade in den Obergeschossen. Insgesamt strenge Fassadengliederung mit Gliederung durch Betonwerksteine und Stuckdekor, der in Teilen Einflüsse des Jugendstils zeigt, Hausdurchgang. LfD/2010 | 09263470 |
| Direkt Bild zu diesem Denkmal hochladen | Wohnhaus in offener Bebauung | Altranstädter Straße 34 (Karte) | 1. Hälfte 19. Jh. (Wohnhaus) | eingeschossiger Fachwerkbau, verputzt, giebelständig zur Straße, baugeschichtlich und ortsentwicklungsgeschichtlich von Bedeutung, eines der ältesten erhaltenen Häuser in Kleinzschocher | 09263472 |
| Direkt Bild zu diesem Denkmal hochladen | Mietshaus in ehemals geschlossener Bebauung | Altranstädter Straße 41 (Karte) | um 1890 (Mietshaus) | mit Tordurchfahrt, ehemals mit Laden, Putzfassade, baugeschichtlich und ortsentwicklungsgeschichtlich von Bedeutung | 09263474 |
| Direkt Bild zu diesem Denkmal hochladen | Zwei Wohnhäusern eines Bauernhofes | Altranstädter Straße 42 (Karte) | um 1800 (Wohnhaus), um 1850 (Wohnhaus) | eingeschossiger Lehmbau und daran anschließend zweigeschossiges Wohnhaus, Fachwerk verputzt, baugeschichtlich von Bedeutung als eines der letzten Zeugnisse des Bauerndorfes Kleinzschocher | 09263475 |
|                                         | Mietshaus in halboffener Bebauung in Ecklage, mit Einfriedung an der Altranstädter Straße | Altranstädter Straße 46 (Karte) | 1895/1900 (Mietshaus) | mit Laden, Klinkerfassade, baugeschichtlich bedeutsamer Wohnhausbau in städtebaulich prägnanter Lage | 09263476 |
| Weitere Bilder                          | Parkanlage | Antonienstraße (Karte) | 1931 (Parkanlage) | am Zugang zum Park ein Denkmal für die Völkerschlacht (siehe Objekt 09263623), gestaltete Anlage mit Wegesystem, Rondell, Hecken, Spielplatz, einschließlich Küchenholzallee und Küchenholz, gartenkünstlerisch und städtebaulich von Bedeutung | 09263624 |
| Weitere Bilder                          | Denkmal für die in der Völkerschlacht bei Leipzig 1813 Gefallenen sowie gestaltete Grünfläche | Antonienstraße (Karte) | bezeichnet 1913 (Denkmal), Anlage vor 1910, spätere Veränderungen (Schmuckplatz)                                                                                           | auf hohem Postament doppelköpfiger bekrönter Bronzeadler, Tafel 2012 gestohlen, ortsgeschichtlich und künstlerisch von Bedeutung, Erinnerungswert, Wert für die Volksbildung, zur Erinnerung an die in der Völkerschlacht gefallenen Österreicher | 09263623 |
| Direkt Bild zu diesem Denkmal hochladen | Zwei Mietshäuser in halboffener Bebauung, dazugehörig Böschung mit Treppen zu den Eingängen | Antonienstraße 3; 5 (Karte) | 1900/1905 (Mietshaus) | Mietshäuser in erhöhter Lage, gegenüber der Einmündung Einsteinstraße, mit Tordurchfahrt bei Nummer 5, Putzfassaden, durch ihre erhöhte Lage straßenraumgestaltende Wohngebäude mit baugeschichtlicher Bedeutung | 09263614 |
|                                         | Mietshaus in geschlossener Bebauung mit Vorgarten | Antonienstraße 7 (Karte) | um 1905 (Mietshaus) | Klinkerfassade, baugeschichtlich von Bedeutung | 09264287 |
|                                         | Mietshaus in geschlossener Bebauung und Vorgarten | Antonienstraße 9 (Karte) | um 1905 (Mietshaus) | Putz-Klinker-Fassade, baugeschichtlich und ortsentwicklungsgeschichtlich von Bedeutung | 09298842 |
|                                         | Mietshaus in geschlossener Bebauung in Ecklage und Vorgarten zur Klarastraße | Antonienstraße 11 (Karte) | um 1895 (Mietshaus) | mit Laden, Klinkerfassade, baugeschichtlich bedeutsamer Eckbau mit großer städtebaulicher Präsenz | 09263615 |
|                                         | Filmtheater Schauburg, Kino in offener Bebauung | Antonienstraße 21 (Karte) | bezeichnet 1928 (Kino), 1929 (Einfriedung und Vorbauten) | Putzbau in expressionistischen Formen, baugeschichtlich, künstlerisch und ortsgeschichtlich von Bedeutung als seltenes Zeugnis eines Filmtheaters der 1920er Jahre mit Erinnerungswert, LfD/2005 | 09263616 |
|                                         | Mietshaus in halboffener Bebauung in Ecklage | Antonienstraße 41 (Karte) | 1899–1900 (Mietshaus) | mit Eckladen, Putzfassade, wirkungsvoll im Straßenraum wahrnehmbarer Eckbau mit baugeschichtlicher Relevanz Nach einem zunächst erfolglosen Antragsverfahren 1898 unternahmen die Herren B. Kuntzschmann und M. Tischendorf in Vollmacht des Bauvereins zur Beschaffung preiswerter Wohnungen in Leipzig eGmbH im Folgejahr einen neuerlichen Anlauf für das Eckgrundstück. Statik lieferte Herr Hermsdorf, der wohl auch für die Pläne verantwortlich zeichnete. Im April 1900 erfolgte nach nur einem Jahr Bauzeit die Schlussrevision von Seiten der Baubehörde. Zwei Wohnungen und eine Ladenwohnung gelangten im Erdgeschoss zur Einrichtung, die Stockwerke darüber waren ebenfalls dreispännig konzipiert. Eine seitliche Einfriedung entstand im Mai 1900 (nicht erhalten). Für den Jahreswechsel 1918/1919 ist der Einbau einer Dachwohnung – bestehend aus Küche, Stube und zwei Kammern – belegt. Die Genehmigung für die Aufteilung der Geschosse in jeweils vier Wohnungen datiert vom Mai 1920, einer Zeit großer Wohnungsnot in der Stadt. Vom Herbst 1960 stammt der Antrag für Umbau und eine komplexe Instandsetzung der an der Ecke eingerichteten Storch-Apotheke, heute besitzt das Haus an der Antonienstraße einen weiteren Ladeneinbau. Das bereits in den 1990er Jahren einfach sanierte Haus ist vollständig verputzt, besitzt einen Klinkersockel, eine verbrochene Ecke mit hier angebrachtem Kastenerker und ein markantes Dachhaus über Eck. Breite Bänder im Erdgeschoss und ein Stockgesims über dem Parterre geben eine stark horizontale Ansicht, die Ansicht der oberen Etagen ist gekennzeichnet von kräftigen Fensterrahmungen und Fensterverdachungen sowie einem durchgezogenen Gesimsband unter den Sohlbänken des 3. Obergeschosses. Schade, dass die Kunststofffenster der anspruchsvollen Architektur des Späthistorismus viel von ihrer Wirkung nehmen und die oberen Stockwerke mit einer einheitlichen Farbe komplett überzogen sind. Das markante Eckgebäude mit Eckladen besitzt einen baugeschichtlichen Wert und in unmittelbarer Lage gegenüber dem Stadtplatz zudem eine hervorgehobene, stadtraumprägende Funktion. LfD/2018, 2019 | 09263617 |
| Weitere Bilder                          | Mehrfamilienhäuser einer Wohnanlage, mit begrüntem Innenhof und seitlichen Grünanlagen | Antonienstraße 43; 43a; 43b; 45; 47; 49; 49a; 49b (Karte) | um 1900 (Mehrfamilienwohnhäuser) | mit Läden, Putzbau mit Putzgliederung, Obergeschoss zum Teil klinkerverkleidet, zurückgesetzte Ecktürme über den Treppenhäusern und zur Straße, zwei übergiebelte Risalite, Ladenfront bei Nummer 49 original, bei Nummer 43 stark verändert, rückseitig Balkone mit schmiedeeisernen Gittern, Wäschepfähle im Hof, städtebaulich und sozialgeschichtlich von Bedeutung | 09263618 |
|                                         | Mietshaus in halboffener Bebauung in Ecklage | Antonienstraße 51 (Karte) | um 1905 (Mietshaus) | ehemals mit Eckgaststätte, Klinker-Putz-Fassade, baugeschichtlich und als Vereinsinitiativbau auch sozialgeschichtlich von Bedeutung | 09263619 |
|                                         | Mietshaus in halboffener Bebauung und in Ecklage | Antonienstraße 53 (Karte) | 1903–1905 (Mietshaus) | mit zwei Treppenhäusern, Klinker-Putz-Fassade, wirkungsvoller Eckbau, baugeschichtlich von Bedeutung Mit zunächst zwei geplanten Eingängen und zwei Treppenhäusern entstand in exponierter Ecklage das Mietshaus zwischen 1903 und 1905. Fungierte 1903 Privatmann Emil Geilhufe aus Keuschberg bei Soolbad Dürrenberg als Unternehmer, übernahm 1904 der Privatmann Ernst Emil Thiess aus Leipzig-Gohlis, aber erst Wilhelmine verw. Paasche geb. Lösche erteilte den Ausführungsauftrag an Maurermeister Richard Reinhold im Jahr 1905. Ungewöhnlich sind auch zahlreiche Besitzerwechsel in den Folgejahren. 1936 wurden von der Wohlfahrtspolizei im Erdgeschoss genutzte Räumlichkeiten zu Wohnzwecken umgebaut. Pro Aufgang befanden sich auf den ersten Entwurfszeichnungen die Eingänge zu zwei Wohnungen auf jeder Etage, das Erdgeschoss besaß zwei Wohn- und zwei Gewerbeeinheiten. Ausgeführt wurde der Entwurf des Architekten Otto Lehmann vom Herbst 1904. Ein straßenseitiger Zugang erfolgt (heute) nur von der Antonienstraße aus, prägend für das in halboffener Bebauung Haus ist der an der verbrochenen Ecke weit überstehende vierachsige Erkeraufbau. Die seitlichen Fassaden der oberen Stockwerke sind mit Klinkern verkleidet, während sonst Putzflächen durch Nutungen und Dekor gegliedert sind. Von Interesse ist das Bemühen des Architekten, neue Formen in der Zeit des ausklingenden Jugendstils zu finden. Die Ausstattung ist in Teilen erhalten. Der wirkungsvolle Eckbau besitzt einen baugeschichtlichen Wert, er dokumentiert die Entwicklung der Mietshausarchitektur zu Beginn des 20. Jahrhunderts. LfD/2015 | 09263620 |
| Direkt Bild zu diesem Denkmal hochladen | Historische Gartenlauben einer Kleingartenanlage | Antonienstraße 63 (Karte) | 1920er/1930er Jahre (Gartenpavillon) | einzelne historische Lauben mit baugeschichtlicher Bedeutung (verglaster hölzerner Gartenpavillon eines ehemaligen Rosengartens nicht mehr auffindbar) | 09263580 |
|                                         | Mietshaus in halboffener Bebauung in Ecklage | Baumannstraße 1 (Karte) | um 1905 (Mietshaus) | ehemals mit Laden, Putzfassade, baugeschichtlich und stadtbildcharakterisierend bedeutsam | 09263477 |
|                                         | Mietshaus in geschlossener Bebauung | Baumannstraße 7 (Karte) | um 1905 (Mietshaus) | Klinkerfassade, baugeschichtlich von Bedeutung als Wohnhausbau im geschlossenen Ensemble des Ortserweiterungsgebietes | 09263478 |
|                                         | Mietshaus in halboffener Bebauung | Baumannstraße 9 (Karte) | um 1905 (Mietshaus) | Klinkerfassade, baugeschichtlich bedeutsam als Mietshausbau im Ortserweiterungsgebiet | 09263479 |
|                                         | Mietshaus in geschlossener Bebauung | Baumannstraße 10 (Karte) | 1905 (Mietshaus) | Klinkerfassade, baugeschichtlich und ortsentwicklungsgeschichtlich von Bedeutung | 09263480 |
|                                         | Mietshaus in halboffener Bebauung in Ecklage | Baumannstraße 11 (Karte) | um 1900 (Mietshaus) | ehemals mit Waschhaus im Hof, ehemals mit Eckladen, Klinkerfassade, baugeschichtlich und städtebaulich bedeutsamer Eckbau | 09263481 |
|                                         | Mietshaus in halboffener Bebauung in Ecklage | Baumannstraße 14 (Karte) | 1899 (Mietshaus) | ehemals mit Eckladen, Klinkerfassade, baugeschichtlich von Bedeutung Bauunternehmer Ernst Hermann Grafe (Finanzierung und Ausführung) sowie Bautechniker bzw. Architekt Carl F. Roßbach (Planzeichnungen) waren Initiatoren des 1899 erbauten Hauses. Die Genehmigungsphase verzögerte sich etwas wegen der Lage des Grundstücks in Nähe der Eisenbahn bzw. der Planungen für die Bahnhofstraße. Für die oberen Stockwerke kamen jeweils drei Wohnungen in Vorschlag, während im Parterre neben einer Mietwohnung auch eine ebenfalls für Wohnzwecke geeignete Geschäftseinheit eingerichtet werden sollte. Der Eckladen wurde vermutlich von Produktenhändler Friedrich Albert Schneider genutzt (ab 1901 Grundstücksbesitzer), nachweislich ab 1914 durch den Schuhmachermeister Oskar Theil. 1922 entstand im Auftrag von A. Dietze für die Dampf-Sägewerke Baessler & Bomnitz eine Wohnung im Dachgeschoss. Bäckermeister Ernst Hermann Paul Weise beabsichtigte 1939 den „Verputz und Anstrich der Schauseiten“, einhergehend wohl damit die Entfernung von Stuckteilen über den Fenstern und über den Fenstern<?>. Im Jahr 1963 lagen Umbaupläne für den Laden zur Wohnnutzung vor. Der durch ein Stockgesims, Putzlisenen, einen verputzten Erdgeschossbereich sowie Kunststeinfensterrahmungen gegliederte Klinkerbau prägt den weiten Straßen- und Platzraum an der Ecke Klingen- und Rolf-Axen-Straße. LfD/2014, 2015 | 09263482 |
|                                         | Mietshaus in halboffener Bebauung | Campestraße 2 (Karte) | 1904 (Mietshaus) | Klinkerfassade, baugeschichtlich und ortsentwicklungsgeschichtlich von Bedeutung, Baugruppe mit Nummer 4 und Nummer 6 Baumeister J. Richard Porsche aus Lindenau lieferte im Dezember 1903 Pläne für Vorder- und Hinterwohngebäude, die der Maurermeister Carl Hermann Eulitz aus Stünz als Bauherr im Folgejahr umsetzte (bis 31. März 1940 Campestraße 10). Eine zweimalige Zwangsversteigerung im Jahr 1905 zog einen raschen Besitzerwechsel nach sich, auf Johanna Elsbeth Wassermann folgte die Bank für Grundbesitz Leipzig. 1908 ist Kaufmann Paul Ernst Wilhelm Julius Beiersdorf Eigentümer, zwei Jahre darauf Agnes Helma Rudolph und ab 1913 sind drei Eigentümer namhaft. Abbruch des zweigeschossigen Hofgebäudes 1979, für das Vorderhaus wurde im Februar 2006 Bauantrag für Sanierung, Modernisierung und Umbau gestellt. Das dreigeschossige Mietshaus in halboffener Bebauung mit hofseitigem Zugang. Gelbe Klinkerfassade über verputztem Erdgeschoss mit reicher Stuck- und Kunststeingliederung, Traufe mit prächtigen Stuckkonsolen. Jeweils zwei Wohnungen je Etage mit Korridor, Küche, Stube und zwei Kammern, die Toiletten halbe Treppe. Hoffront mit entstellender Gestaltung nach der Sanierung. Ensemble mit Nummer 4 und 6. LfD/2009 | 09263483 |
|                                         | Mietshaus in geschlossener Bebauung, mit Hinterhaus | Campestraße 4 (Karte) | 1902–1904 (Mietshaus) | Klinkerfassade, Bestandteil einer Baugruppe, baugeschichtlich und ortsentwicklungsgeschichtlich von Bedeutung (Campestraße 12 bis 31. März 1940) Das in der Klingenstraße 25 wohnende Ehepaar Thusnelda Kirsten und Maximilian Oskar Kirsten beauftragten Architekt F. Otto Gerstenberger mit der Umsetzung der mit Sicherheit von ihm selbst gefertigten Pläne für ein dreigeschossiges Mietshaus und ein zweigeschossiges Hinterwohngebäude auf dem Grundstück der damaligen Campestraße 12. Noch bevor im Sommer 1902 richtig mit dem Bau begonnen wurde, geriet das Projekt ins Stocken, am 11. Mai 1903 ersteigerte das Markthelfer Hugo Max Gersdorf aus Leipzig-Volkmarsdorf das unter Zwangsverwaltung stehende Grundstück. Der in Leipzig-Connewitz (Bornaische Straße 74) ansässige Gerstenberger wurde wiederum mit der Ausführung beauftragt, begann im Juni mit den Gründungsarbeiten und beantragte am 7. Dezember 1903 die Schlussrevision. Eine Nachforderung seitens der Behörde bezüglich der verändert ausgeführten Fassade erging im April 1904. Sanierungs- und Modernisierungsarbeiten erfolgten 1995, einschließlich Dachgeschossausbau. Antrag für Balkonanbauten an Vorder- und Hinterhaus 1999. Mit Stuck- und Kunststeindekor gegliederte gelbe Klinkerfassade über verputztem Erdgeschoss mit straßenseitigem Zugang und aufwändigen Gründerzeitkonsolen im Traufbereich. In beiden Gebäuden pro Etage zwei Wohnungen mit Korridor, Küche, einem Zimmer, zwei Kammern und AWC. Die Häusergruppe 2/4/6 mit einheitlichem Erscheinungsbild. LfD/2009, 2018. | 09263484 |
|                                         | Mietshaus in halboffener Bebauung mit Garten und Hinterhaus | Campestraße 6 (Karte) | 1904–1905 (Mietshaus) | Putzfassade, baugeschichtlich und ortsentwicklungsgeschichtlich von Bedeutung Kaufmann Richard Hermann Beyer beauftragte 1904 den Baumeister und Architekten Gustav Glauche mit Entwurf und Ausführung eines dreigeschossigen Vorder- sowie eines zweigeschossigen Hinterwohngebäudes (damals Campestraße 14). Die Schlussabnahme erfolgte am 12. Dezember 1905 und die Gestattung der Ingebrauchnahme zum 1. April 1906. Im April 1998 Baufreigabe für den Bauantrag für Modernisierung und Sanierung, mit Dachgeschossausbau und geringfügigen Grundrissänderungen. Gelbe Klinkerfassade mit reichem Stuck- und Kunststeindekor über verputztem Erdgeschoss, der Zugang über die Hofseite. Die Häusergruppe 2/4/6 mit einheitlichem Erscheinungsbild. LfD/2009, 2018 | 09263485 |
|                                         | Mietshaus in offener Bebauung in Ecklage | Campestraße 8 (Karte) | um 1905 (Mietshaus) | mit Eckladen, Klinkerfassade, straßenbildcharakterisierender Mietshausbau mit baugeschichtlicher und ortsentwicklungsgeschichtlicher Bedeutung | 09263486 |
|                                         | Mietshaus in offener Bebauung in Ecklage, mit Einfriedung | Creuzigerstraße 1 (Karte) | 1870 (Mietshaus) | mit Laden/Apotheke, Putzfassade, baugeschichtlich und ortsgeschichtlich bedeutsamer Eckbau im Ortserweiterungsgebiet | 09263487 |
|                                         | Mietshaus in offener Bebauung und in Ecklage | Creuzigerstraße 2 (Karte) | nach 1870 (Mietshaus) | mit Laden, Putzfassade, Ladenfront original, baugeschichtlich und ortsgeschichtlich bedeutsamer Wohn- und Geschäftsbau in exponierter Ecklage | 09263488 |
|                                         | Mietshaus in offener Bebauung und Nebengebäude im Hof | Creuzigerstraße 3 (Karte) | 1885 (Mietshaus) | mit Laden, Putzfassade, baugeschichtlich und sozialgeschichtlich von Bedeutung, Zeugnis der Ortsentwicklung, im Hof ehemaliges Bäckereigebäude | 09263489 |
|                                         | Mietshaus in offener Bebauung und Hofpflasterung | Creuzigerstraße 4 (Karte) | 1870 (Mietshaus) | Putzfassade, baugeschichtlich und ortsentwicklungsgeschichtlich von Bedeutung | 09263490 |
|                                         | Mietshaus in geschlossener Bebauung | Creuzigerstraße 16 (Karte) | um 1890 (Mietshaus) | mit Tordurchfahrt, Putzfassade, baugeschichtlich und ortsentwicklungsgeschichtlich bedeutsam als Bestandteil des Ortserweiterungsgebietes | 09263494 |
| Direkt Bild zu diesem Denkmal hochladen | Handschwengelpumpe und Brunnenschacht und Abdeckplatte | Dieskaustraße (Karte) | vor 1890 (Handschwengelpumpe) | vor Nummer 51, gegenüber Nummer 36/38, ortsgeschichtlich von Bedeutung | 09294874 |
| Direkt Bild zu diesem Denkmal hochladen | Handschwengelpumpe mit Brunnenschacht und Abdeckplatte | Dieskaustraße (Karte) | vor 1890 (Handschwengelpumpe) | vor Nummer 12, Typ Delphin, ortsgeschichtlich von Bedeutung | 09294873 |
| Direkt Bild zu diesem Denkmal hochladen | Handschwengelpumpe mit Brunnenschacht und Abdeckplatte | Dieskaustraße (Karte) | vor 1890 (Handschwengelpumpe) | vor Nummer 50, ortsgeschichtlich von Bedeutung | 09290217 |
|                                         | Eisenbahnbrücke | Dieskaustraße (Karte) | 1906 (Eisenbahnbrücke) | Stahlträgerbrücke der Eisenbahnstrecke Leipzig-Plagwitz – Markkleeberg-Gaschwitz (6379, sä. PG) mit schmiedeeisernem Geländer, Kunststeinpfeilern, Granitquadermauer, Böschung und Aufgang zum S-Bahn-Haltepunkt Kleinzschocher, technikgeschichtlich von Wert und ortsentwicklungsgeschichtlich bedeutsam an der Nahtstelle zwischen Groß- und Kleinzschocher | 09263495 |
|                                         | Mietshaus in geschlossener Bebauung | Dieskaustraße 7 (Karte) | um 1905 (Mietshaus) | mit Läden, Putzfassade, baugeschichtlich und ortsentwicklungsgeschichtlich von Bedeutung, Zeugnis der Verstädterung des Ortsteils | 09299053 |
|                                         | Mietshaus in ehemals geschlossener Bebauung | Dieskaustraße 8 (Karte) | um 1895 (Mietshaus) | mit Läden, Putzfassade, baugeschichtlich bedeutsamer Mietwohnungsbau an der Hauptausfallstraße, Zeugnis der Verstädterung | 09298998 |
|                                         | Mietshaus in geschlossener Bebauung | Dieskaustraße 10 (Karte) | um 1900 (Mietshaus) | mit Läden, Putzfassade, siehe auch Nummer 12, baugeschichtlich von Bedeutung als Dokument der gründerzeitlichen Ortserweiterung | 09263497 |
|                                         | Mietshaus in geschlossener Bebauung | Dieskaustraße 11 (Karte) | um 1890 (Mietshaus) | mit Läden, Putzfassade, baugeschichtlich bedeutsamer Mietwohnungsbau als Zeugnis der gründerzeitlichen Ortserweiterung | 09263498 |
|                                         | Mietshaus in geschlossener Bebauung | Dieskaustraße 12 (Karte) | um 1900 (Mietshaus) | mit Läden, Putzfassade, siehe auch Nummer 10, baugeschichtlich von Bedeutung als Mietwohnungsbau an der Hauptausfallstraße | 09263499 |
| Direkt Bild zu diesem Denkmal hochladen | Mietshaus in halboffener Bebauung (mit Firmenwerbung) sowie Werkstattgebäude im Hof | Dieskaustraße 13 (Karte) | 1890–1892 (Mietshaus), vermutl. 1906 (Werbung), 1898–1899 (Werkstatt) | Vorderhaus mit Tordurchfahrt und Laden, Putzfassade, das Mietshaus von baugeschichtlichem und ortsgeschichtlichem Wert, das Ateliergebäude besitzt für Sachsen einen Seltenheitswert und ist überregional von Bedeutung Zimmermeister und Bauunternehmer Friedrich Eduard Sachse trat in Personalunion auf hinsichtlich der Errichtung eines Mietshauses an der damaligen Plagwitzer Straße. Innerhalb von gut zwei Jahren entstand 1890 bis 1892 das Gebäude mit einer Ladenwohnung und Durchfahrt im Erdgeschoss, jeweils zwei Wohnbereichen in den oberen Etagen und drei Kleinstwohnungen unterm Dach. Statische Berechnungen lieferte F. W. Weithaas Nachf. Da sich auf dem Nachbargrundstück noch immer eines der kleinen, an den Ausfall- bzw. Hauptdurchfahrtsstraßen errichteten sogenannten Handwerkerhäuser der Zeit um 1865 befindet wird an dieser Stelle in Kleinzschocher die bauliche Entwicklung der Gemeinde besonders deutlich. Kunststeinformteile und Stuckdekor gliedern die Putzfassade. Von Seltenheitswert ist das im Hof stehende Fotoatelier aus den Jahren 1898/1899, ebenfalls von Sachse. Das „Gebäude mit photographischem Atelier“ wurde so errichtet, dass „das Dach und der obere Theil der nördlichen Seite des Obergeschosses .. ganz von Glas in und auf eisernen T-Trägern befestigt hergestellt werden“ soll. Ab Oktober 1906 übernimmt der Photograph Max Karl Ernst Petermann das Grundstück, seine Firmenwerbung ist noch immer am Giebel des Vorderhauses sichtbar. Noch im Februar 2014 präsentiert sich das Haus unsaniert. Max Petermann gehörte zu etwa einer Handvoll in Kleinzschocher wirkenden Fotografen und Verlegern der Ansichtskartenproduktion. Von baugeschichtlichem und ortsgeschichtlichem Wert ist insbesondere das Fotoatelier im Hof, wobei hier eine technikgeschichtliche Bedeutung hinzukommt. Das Ateliergebäude besitzt für Sachsen einen Seltenheitswert und ist überregional von Bedeutung. LfD/2014 | 09263500 |
|                                         | Wohnhaus in halboffener Bebauung | Dieskaustraße 15 (Karte) | um 1860 (Wohnhaus) | Putzfassade, der kleine Wohnbau gehört zu den letzten vorstädtischen Häusern, die an den neuen Hauptverbindungsstraßen, abseits der alten bäuerlich geprägten Ortslagen entstanden, daher baugeschichtlich und ortsentwicklungsgeschichtlich bedeutsam Es ist eines der ältesten in der Dieskaustraße liegenden Häuser, vermutlich um 1860 erbaut, zweigeschossig mit ausgebautem Dachgeschoss und Putzfassade. Die Bauakte setzt 1873 ein, als Friedrich Karl Winkler den Zimmermeister Friedrich Sachse mit dem Anbau eines Waschhauses an sein Wohngebäude beauftragte. Maurermeister Richard Rammelt bekam den Auftrag im Jahr 1903, für den Bäckermeister Gustav Adolf Heidrich einen Ladeneinbau vorzunehmen. Aktenkundig sind für 1935 ein hofseitiger Abortanbau und 1956 ein Ladenumbau, das Dachgeschoss erfuhr nach 1960 einen kleineren Umbau. Zeittypisch schlicht präsentiert sich der nur zweigeschossige verputzte Ziegelbau, der die neue Bebauungsstruktur in Kleinzschocher repräsentiert, die mit der Ortserweiterung in den Jahren um die deutsche Reichsgründung einsetzte: Vororthäuser bzw. Handwerkerhäuser entstanden an den größeren Ortsverbindungsstraßen. So wurde die Struktur der alten Ortslage mit den bäuerlichen Hofanlagen zunächst noch nicht durchdrungen, entstanden Wohngebäude und Handwerksbetriebe abseits des Dorfes. Pittoresk wirkt das zwischen eine klassische Historismusfassade und einen Wohn- und Geschäftshausbau der 1930er Jahre liegende Haus. Es dokumentiert in außerordentlich anschaulicher Weise die bauliche Entwicklung an der ehemaligen Plagwitzer Straße. LfD/2014 | 09305111 |
|                                         | Mietshaus in geschlossener Bebauung, mit Hofpflasterung und Nebengebäude im Hof | Dieskaustraße 17 (Karte) | 1930er Jahre (Mietshaus) | mit Hausdurchgang und mit Laden, Putz-Klinker-Fassade, ortsentwicklungsgeschichtlich und baugeschichtlich bedeutsames Wohn- und Geschäftshausgrundstück | 09263501 |
|                                         | Mietshaus in offener Bebauung in Ecklage, ehemals mit Postamt | Dieskaustraße 20 (Karte) | um 1905 (Mietshaus) | in Ecklage Hirzelstraße, mit Läden, Putz-Klinker-Fassade, baugeschichtlich von Bedeutung und Zeugnis der gründerzeitlichen Ortsentwicklung, als ehemalige Post ist dem Haus ein Erinnerungswert beizumessen | 09298827 |
| Weitere Bilder                          | Zwei Schulen (Anschrift: Dieskaustraße 26 und Gießerstraße 75) und zwei Turnhallen, Einfriedung und Pflasterung des Schulhofes sowie des Zugangsweges, mit Lindenallee und Nebengebäude zwischen den beiden Schulen | Dieskaustraße 26 (Karte) | 1890–1894 (Schule), 1866–1874 (Schule), um 1900 (Turnhalle) | überwiegend Putzbauten, ortsgeschichtlich und baugeschichtlich sowie sozialgeschichtlich von Bedeutung, ortsbildprägend | 09263502 |
|                                         | Mietshaus in halboffener Bebauung sowie Hinterhaus | Dieskaustraße 28 (Karte) | 1901–1902 (Mietshaus), 1902–1903 (Hinterhaus = Wohnhaus) | mit Tordurchfahrt, mit Läden, Klinkerfassade, Hinterhaus mit Putzfassade, baugeschichtlich und ortsentwicklungsgeschichtlich von Bedeutung In Personalunion als Bauherr, Entwurfsfertiger und Ausführender fungierte der Plagwitzer Zimmermann Ernst Pfefferkorn für ein 1874 geplantes zweigeschossiges Wohnhaus mit ausgebautem Dachgeschoss und Laden. Am Silvestertag des Jahres 1901 werden Entwürfe für ein Vorderwohn- und ein Hintergebäude durch Zimmermann Friedrich Ernst Pfefferkorn eingereicht, für welche der bauleitende Architekt Richard Müller verantwortlich zeichnet. Im Mai liegen Tekturen bezüglich eines Ladeneinbaues vor, die Ausführung erfolgt durch Maurermeister Richard Rammelt aus Kleinzschocher bis Dezember 1902. Das zunächst nicht genehmigte Hofgebäude entsteht hauptsächlich 1903. Von Besonderheit zeugt der Umstand, dass die Bewohner des Hofgebäudes Toiletten im Vorderhaus zu nutzen hatten, da hier zehn Toiletten für nur acht Wohnungen zur Verfügung standen. 1947 Bauantrag für den Wohnungsausbau des Dachgeschosses im Vorderhaus „in Selbsthilfe“ nach Planung des Architekten Erich Roesner. 1998 Vorhaben Sanierung, Modernisierung und Balkonanbau für das Mietshaus. Der noch von gründerzeitlicher Bauauffassung geprägte Bau mit Rhythmisierung der Fassade durch unterschiedliche Fensterverdachungen hauptsächlich in der Mittel- und den Seitenachsen. Modern hingegen sind die geschwungenen, mit Riefen versehenen Konsolen im Traufbereich, unter den Fensterverdachungen und als Schlusssteine in den Fensterbögen des dritten Obergeschosses. Ehemals drei, heute noch zwei Läden. Im Hofgebäude zwei Wohnungen mit zwei Stuben, Kammer und Küche im Obergeschoss und nur einer Stube im Parterre, da hier ein Raum zur Waschküchennutzung vorgesehen war. LfD/2008 | 09263503 |
| Direkt Bild zu diesem Denkmal hochladen | Ausstattung eines ehemaligen Fleischerladens | Dieskaustraße 29 (Karte) | um 1900 (Ausstattung) | Glasdecke und Fußbodenkacheln eines Ladens, handwerklich-künstlerisch von Bedeutung | 09263504 |
|                                         | Mietshaus in geschlossener Bebauung konzipiert und Werkstattgebäude im Hof | Dieskaustraße 36 (Karte) | 1905/1910 (Mietshaus) | Klinkerfassade mit Laden, ortsentwicklungsgeschichtlich und baugeschichtlich von Bedeutung | 09263505 |
| Direkt Bild zu diesem Denkmal hochladen | Wohnhaus in ehemals offener Bebauung | Dieskaustraße 40 (Karte) | um 1870 (Mietshaus) | mit Läden, Putzfassade, baugeschichtlich und ortsentwicklungsgeschichtlich von Bedeutung als Zeugnis der frühen Verstädterung des Ortes | 09263507 |
|                                         | Mietshaus in geschlossener Bebauung | Dieskaustraße 42 (Karte) | um 1910 (Mietshaus) | mit Laden, Putzfassade, baugeschichtlich und ortsentwicklungsgeschichtlich von Bedeutung insbesondere gerade durch die Nachbarschaft zu Nummer 40 | 09263509 |
|                                         | Mietshaus in ehemals geschlossener Bebauung | Dieskaustraße 59 (Karte) | bezeichnet 1908 (Mietshaus) | mit Läden, Klinkerfassade, baugeschichtlich und ortsentwicklungsgeschichtlich bedeutsamer, wirkungsvoller Baukörper an der wichtigen Ausfallstraße | 09263510 |
|                                         | Mietshaus in geschlossener Bebauung | Dieskaustraße 63 (Karte) | um 1905 (Mietshaus) | mit Tordurchfahrt, mit Läden, Putzfassade, baugeschichtlich und ortsentwicklungsgeschichtlich von Bedeutung | 09298830 |
|                                         | Mietshaus in geschlossener Bebauung | Dieskaustraße 67 (Karte) | um 1900 (Mietshaus) | mit Läden, Klinkerfassade, als Mietshaus im Gefüge ortsentwicklungsgeschichtlich und baugeschichtlich von Bedeutung | 09263513 |
|                                         | Mietshaus in geschlossener Bebauung | Dieskaustraße 73 (Karte) | um 1900 (Mietshaus) | Putz-Klinker-Fassade, ortsentwicklungsgeschichtlich und baugeschichtlich von Bedeutung als Mietshausbau der Jahrhundertwende um 1900 | 09263515 |
|                                         | Mietshaus in geschlossener Bebauung | Dieskaustraße 75 (Karte) | um 1910 (Mietshaus) | mit Laden, Putzfassade, baugeschichtlich und ortsentwicklungsgeschichtlich wertvoller Mietshausbau im Erweiterungsgebiet | 09263516 |
|                                         | Schule, Turnhalle, Vorbauten, Verbindungsgänge, Toilettengebäude im Hof und Einfriedungsmauer | Dieskaustraße 76 (Karte) | 1904–1906 (Schule) | Fassaden mit Putz- und Klinkergliederung, Gliederungselemente Kunststein, Vorbauten und Verbindungsgänge als Holzkonstruktionen mit Klinkerausfachung, ortsgeschichtlich und baugeschichtlich sowie sozialgeschichtlich von Bedeutung, ortsbildprägend, Erinnerungswert | 09263517 |
|                                         | Turnhalle in offener Bebauung | Dieskaustraße 79 (Karte) | 1912 (Turnhalle) | in rückwärtiger Grundstückslage, Putzfassade, baugeschichtlich und sozialgeschichtlich von Bedeutung, Zeugnis der Ortsentwicklung zu Beginn des 20. Jahrhunderts, erbaut als Kinogebäude Repräsentativ präsentierte sich die Reformstilfassade des ab 1906 erbauten Mietshauses, für dessen Erscheinungsbild/Konzeption/Statik Architekt Karl Poser und die Finanzierung der Zimmermeister Friedrich Franz Winter tätig waren. Ein früheres Bauvorhaben durch den Gutsbesitzer Friedrich Wilhelm Pfeil 1901 war nicht zur Ausführung gekommen. Aber auch das nunmehrige Projekt stockte nach erfolgter Rohbauprüfung und ging im Zuge einer Zwangsversteigerung im Oktober 1907 in die Hände der Holzhändlerin Selma Elise Jordan geborene Vetter über (ein Kopfbogen in der Bauakte benennt die Nutzholzhandlung Martin Hans Jordan). Mit dem Weiterbau wurde der Zimmermann Hermann Otto betraut, mit Bauleitung und weiteren Entwurfsarbeiten der Architekt Becker. Im Frühjahr 1908 kam die Fertigstellung des Zweispänners zur Anzeige, während mit der Errichtung eines 1906 beantragten Wirtschafts- bzw. Fabrikgebäudes im Hof noch immer nicht begonnen worden war. Für das verputzte Vorderhaus stellte die kommunale LWB 2001 den Abbruchantrag, der 2002 genehmigt und 2003/2004 vollzogen wurde. Erhalten geblieben auf dem Grundstück ist das 1912 im Auftrag der Elise Jordan erbaute Hintergebäude: ein Kinematographentheater. Trotz der unmittelbaren Konkurrenz durch die Filmhäuser der Herren Sicks in der Dieskaustraße 8 bzw. Johann Martin in der Windorfer Straße 28 entstand das Haus durch den in Kleinzschocher ansässigen Baumeister Richard Rammelt und die für die Statik herzugezogene Firma C. F. Weithaas Nachf. Einhergehend wurden ein zwanzig Meter hoher Dampfschornstein errichtet, am Vorderhaus ein Vordach von der Firma Knopf & Mucke angebracht für den nun hier eingerichteten Kinozugang. Nach Schlussprüfung am 25. Oktober 1912 begann am Folgetag der Spielbetrieb. Besitzerin blieb zunächst Frau Jordan, bevor knapp zwölf Monate später Zimmermeister Carl August Schmidt aus Erfurt das Grundstück übernahm. Zum 1. April 1919 ist Max Otto Raschke als Kinematographenbesitzer namhaft, der für das Union-Theater Leipzig-Kleinzschocher im Jahr 1925 Umbauarbeiten bei den Architekten Max Bösenberg & Sohn in Auftrag gab und zunächst Pläne mit 762 Sitzplätzen einreichte. Eingeholt werden musste übrigens die Zustimmung des Nachbars, des Allgemeinen Turnvereins Leipzig-Kleinzschocher (Turnhalle im Krieg zerstört). 1945 übernahm Architekt Morgenstern die Beaufsichtigung von Reparaturarbeiten, die sich wegen der Auswirkungen eines Bombentreffers am 6. April auf dem Nachbargrundstück notwendig machten. Ausführende waren das Stuck- und Rabitzgeschäft von Hermann Borchardt sowie Knopf & Mucke für die Stahldachbinder nach Plänen des Ingenieurbüros Lipper & Co. Noch 1958 bis 1960 sollte ein massiver Aufgang zum Vorführraum entstehen, bevor zwei Jahre später der Beschluss zum Umbau in eine Ballspielhalle gefasst wurde. Für die einige Jahre leer stehende Halle ist bis 2018 der Umbau zu einer Tischtennishalle der LTTV Leutzscher Füchse beabsichtigt. Zur ehemals historischen, schützenswerten Ausstattung gehören unter anderem die Rabitzdecke (Reste der Stuckkanten im Vorführraum erhalten), Parkett, einige Türen sowie vier größere Bilder von 1960 mit der Darstellung von Sportlern. Das ehemalige Kino und später für den Breitensport genutzte Gebäude besitzt eine baugeschichtliche und hohe dokumentarische Bedeutung sowie Seltenheitswert, Erinnerungswert und ist bedeutsam für die Volksbildung. LfD/2017 | 09263518 |
|                                         | Wohnhaus in offener Bebauung mit Vorgarten | Dieskaustraße 83 (Karte) | um 1860 (Wohnhaus) | Putzfassade, pittoresker Wohnbau mit ortsentwicklungsgeschichtlichem und baugeschichtlichem Wert | 09263519 |
|                                         | Mietshaus in offener Bebauung in Ecklage | Dieskaustraße 86 (Karte) | 1898–1900 (Mietshaus) | ehemals mit Läden, Putzfassade, ortsentwicklungsgeschichtlich und baugeschichtlich bedeutsamer Kopfbau als Zeugnis des Mietwohnungsbaus mit geschäftlich genutztem Erdgeschoss, unmittelbar vor der Jahrhundertwende um 1900 erbaut | 09263520 |
|                                         | Zwei Mietshäuser in geschlossener Bebauung | Dieskaustraße 87 (Karte) | bezeichnet 1890 (Mietshaus) | Putzfassade, baugeschichtlich von Bedeutung, ortsentwicklungsgeschichtlich bedeutsam | 09263521 |
|                                         | Mietshaus in geschlossener Bebauung in Ecklage, mit Nebengebäude im Hof | Dieskaustraße 90 (Karte) | bezeichnet 1888 (Mietshaus) | ehemals mit Eckladen, Putzfassade, baugeschichtlich von Bedeutung sowie ortsentwicklungsgeschichtlich wertvoller Eckbau | 09263522 |
| Direkt Bild zu diesem Denkmal hochladen | Straßenbahndepot der Leipziger Elektrischen Straßenbahn, mit zwei Wagenhallen (Dieskaustraße 92), Wohn- und Verwaltungsgebäude (Kötzschauer Straße 1) einschließlich Anbau sowie Hofpflasterung und Gleisreste | Dieskaustraße 92 (Karte) | 1898 Eröffnung (Straßenbahndepot), 1897–1898 (Wagenhalle), 1912 (Wagenhalle), 1897–1898 (Wohn- und Bürogebäude)                                                            | ehemaliger Straßenbahnbetriebshof mit Hofgelände, als Übernachtungsdepot mit einer Wagenhalle angelegt, später für Werkstattbetrieb ausgebaut und um eine zweite Halle erweitert, Zeugnisse aus der Frühzeit des öffentlichen elektrischen Nahverkehrs in Leipzig mit zwei konkurrierenden Straßenbahnunternehmen und jeweils eigenständigen Schienennetzen und Betriebshöfen, baugeschichtlich, ortsentwicklungsgeschichtlich und verkehrsgeschichtlich von Bedeutung, Dachtragwerke der Wagenhallen konstruktionsgeschichtlich von Interesse Bereits ab 1872 verkehrte in der Leipziger Innenstadt eine Pferdebahn, umliegende Stadtteile wurden nach und nach an das Schienennetz angeschlossen. 1893 erhielt die Pferdebahngesellschaft – ab 1896 als Große Leipziger Straßenbahn (GLSt) firmierend – Konkurrenz durch eine zweite Straßenbahngesellschaft, die Leipziger Elektrische Straßenbahn (LEst), die wegen ihrer Wagenfarbe auch die „Rote“ genannt wurde. Dass eine gemeinschaftliche Schienenbenutzung verwehrt wurde, führte zum Aufbau eines eigenen Schienennetzes mit teils paralleler Streckenführung und eigener Betriebshöfe. Nach der Streckeneröffnung 1896 mit einem Depot samt Werkstatt an der Wittenberger Straße stellte die Leipziger Elektrische Straßenbahn im Mai 1897 eine Bauvoranfrage (rechtsverbindlich unterzeichnet von den Herren Heise und Köhler) zur Errichtung eines Unterdepots mit Übernachtungslokal für das vorliegende Grundstück, auf dem sich seit 1867 ein Stallgebäude des Kunstgärtners Carl Hermann Wolf befand. Die ausführliche Beschreibung benennt eine gut 42 Meter lange und 15 Meter breite Wagenhalle für zwanzig Motorwagen mit Revisionsgruben, eine kleine Werkstatt mit Lager sowie ein über drei Geschosse reichendes Beamtenwohnhaus an der Ecke zur heutigen Kötzschauer Straße. 1898 erfolgte die Endabnahme des Betriebshofes, der sich gestalterisch mit seiner durch Putz- und rote Klinkerbänder gegliederten Fassade aus gelben Klinkern von der umgebenden Bebauung abhob. Eine von Mackay entworfene Einfriedungsmauer mit der für die „Rote“ typischen Farbgebung an der Südostecke des Betriebsgeländes mit zwei (später drei) Toren zur Anbindung der Hofgleise an die Großzschochersche Straßenbahntrasse wurde im gleichen Jahr fertiggestellt. Im Hof erfolgte die Verteilung der einzelnen Wagen auf die Abstell- und Wartungsgleise im Hof und in der Wagenhalle über Weichen. Waren im Eckgebäude ebenerdig eine Wohnung sowie Büroräume mit Nebengelassen, jeweils zwei Wohnungen in den oberen Etagen und eine Waschküche im Keller vorgesehen, wurden die Gewerberäume bereits ein gutes Vierteljahr nach Fertigstellung in eine Mieteinheit umgestaltet. 1912 verlegte man den Eingang zur Kötzschauer Straße – einhergehend mit der Verlegung der Endhaltestelle der Straßenbahnlinie 5, die von Schönefeld (Löbauer Straße) aus über Johannisplatz, Bayerischen Bahnhof und Beethovenstraße verkehrte. Die Wagenhalle mit vier Gleisen – ursprünglich als reine Abstellhalle für Straßenbahnwagen konzipiert – umfasste bald auch einen Werkstattbetrieb und wurde 1912 auf der Nordseite um eine zweite Wagenhalle über vier weiteren Gleisen ergänzt. Zeitgleich erhielt das Eckgebäude einen Anbau zur neuen Wagenhalle. Ein neuerlicher Erdgeschossumbau im Eckhaus fällt ins Jahr 1953. Beide Wagenhallen unterscheiden sich dabei konstruktiv voneinander. So wurde die erste aus Zwölfer-Mauerwerk in Stahlfachwerkkonstruktion und mit einem repräsentativ aus gelbem Sichtklinkermauerwerk gestellten Giebel errichtet. Von der aufwändigen Gestaltung mit verglastem Giebeldreieck und einem mit gekreuzten Eisenprofilen und Rosetten verzierten Träger über vier Toren (so noch zu sehen an der Wagenhalle des Zentraldepots in der Wittenberger Straße) haben sich leider nur die Eckpfeiler mit Bekrönung erhalten. Im Inneren hingegen besticht die Halle durch das filigrane Dachtragwerk aus genieteten Eisenfachwerkbindern mit seitlichen Abstrebungen zu den Fußpunkten der Seitenwände. Die jüngere Wagenhalle, die im Prinzip eine Hofüberdachung zwischen bestehender Halle und der Grundstücksgrenze an der Kötzschauer Straße darstellte, zeigt sich hingegen im Inneren mit mächtigem Hänge- und Sprengwerk aus Holz, dazu mit einer schmalen Mauerschale an der Seitenwand der älteren Halle sowie einer dem Bestand gestalterisch angelehnten gelben Klinkerfassade mit roten Ziegelbändern parallel zur Seitenstraße. Die Giebelgestaltung blieb vergleichsweise schlicht. Wurde noch 1913 in Paunsdorf ein neues Übernachtungsdepot von der Leipziger Elektrischen Straßenbahn eröffnet, musste sie 1916 mit der Großen Leipziger Straßenbahn fusionieren. Nach und nach wurde das aufgrund der einstigen Konkurrenzsituation oftmals in Nebenstraßen angelegte Streckennetz stillgelegt. Die Betriebshöfe blieben teils in Nutzung, verloren teils aber auch an Bedeutung. So diente der Straßenbahnhof Kleinzschocher nach der Eröffnung des zentrumsnahen Straßenbahnhofs Angerbrücke 1925 überwiegend der Unterstellung schadhafter Wagen, nur noch gelegentlich kam er im Linienbetrieb zum Einsatz und wurde 1959 schließlich veräußert. Trotz nachfolgender Nutzung durch einen Werkstattbetrieb hat sich der ehemalige Straßenbahnhof mit seinen Gebäuden, großen Teilen der Gleisanlage auf dem Hof und in beiden Hallen sowie die Einfriedungsmauer (verändert) erhalten. Als Zeugnisse aus der Frühzeit des öffentlichen elektrischen Nahverkehrs in Leipzig, in der zwei konkurrierende Straßenbahnunternehmen die Ablösung der Pferdebahnen rasch vorantrieben, dokumentieren sie eine einschneidende Phase der Gemeinde- und Stadtentwicklung. Die bemerkenswerten, inzwischen seltenen Dachtragwerke in beiden Wagenhallen sind zudem konstruktionsgeschichtlich von Bedeutung und angesichts ihres engen baulichen Kontextes von großem Anschauungswert. Zusammen mit dem zugehörigen, in Ecklage stehenden und städtebaulich wichtigen Wohn- und Verwaltungsgebäude weisen die Wagenhallen also einen baugeschichtlichen, ortsentwicklungsgeschichtlichen und verkehrsgeschichtlichen Wert auf. LfD/2018  | 09263593 |
|                                         | Mehrfamilienhaus einer Wohnanlage | Dieskaustraße 94 (Karte) | 1936 (Mietshaus) | Putzfassade, Wohnanlage mit Kurt-Kresse-Straße 2–16, städtebaulich und sozialgeschichtlich von Bedeutung, typisches Zeugnis für die Bebauungsstrukturen in den 1930er Jahren | 09299454 |
|                                         | Mietshaus in geschlossener Bebauung und Seitenflügel im Hof | Dieskaustraße 101 (Karte) | 1888 (Mietshaus) | mit Tordurchfahrt, ehemals mit Laden, Putzfassade, baugeschichtlich von Bedeutung, von besonderem Interesse die Lage des Gründerzeithauses zwischen zwei älteren, hinter der heutigen Straßenflucht liegenden Wohnhäusern Das lange Zeit unter Plagwitzer Straße 39 anschriftlich geführte Durchgangsgrundstück (siehe auch Windorfer Straße 144) war mit einem kleinen zweigeschossigen, fünf Achsen vorweisenden Wohnhaus bebaut. Zimmermeister Julius Werner leitete im Auftrag von Dachdeckermeister Friedrich Richard Schinke 1883 Umbauarbeiten und errichtete ein neues Stallgebäude im Hof. Das heutige Mietshaus entstand nebst rückwärtigem Bäckereianbau im Jahr 1888 an Stelle des alten Wohngebäudes. Für die Ausführung zeichnete Zimmermeister F. Sachse verantwortlich. Im Jahr 1922 sind Bäckermeister Emil Arthur Thomas und seine Ehefrau Besitzer des Grundstücks, Umbau der Bäckerei 1924. Von Mai 1975 datieren Planungen für die Umnutzung des Ladens zu Wohnzwecken. Die elegante und feingliedrig dekorierte Putzfassade zeigt Formen gründerzeitlichen Repertoires, beide unmittelbare Nachbarhäuser stammen noch aus vorgründerzeitlicher Bauphase und liegen an der alten Bauflucht der Ortsausfallstraße. Das Haus besaß im Erdgeschoss nur eine Ladenwohnung, der Durchgang ermöglichte insbesondere die Mehlanlieferung über den Hof. Ebenfalls 1888 erstellte Pferdeställe im Hof verweisen auf die Selbstauslieferung der Backprodukte. Städtebaulich bedeutsam, baugeschichtlich von Bedeutung, von Interesse die Lage des Gründerzeithauses zwischen zwei älteren, hinter der heutigen Straßenflucht liegenden Wohnhäusern. LfD/2011 | 09263523 |
| Weitere Bilder                          | Wohnhaus in ehemals offener Bebauung, mit Nebengebäude im Hof | Dieskaustraße 103 (Karte) | 1860er Jahre & um 1870 (Wohnhaus) | spätklassizistisch wirkende Putzfassade, baugeschichtlich von Bedeutung, Zeugnis der Architektur und Bebauungsstruktur in den unmittelbaren Gründerzeitjahren | 09263524 |
|                                         | Mietshaus in halboffener Bebauung | Dieskaustraße 105 (Karte) | um 1912 (Mietshaus) | mit Tordurchfahrt, Putzfassade, baugeschichtlich und ortsentwicklungsgeschichtlich von Interesse | 09298832 |
| Direkt Bild zu diesem Denkmal hochladen | Vereinshaus (sogenanntes Blockhaus) und vorgelagerter zentraler Platz einer Kleingartenanlage | Diezmannstraße 4 (Karte) | 1897–1898 (Vereinshaus) | Spartenheim ein zweigeschossiger Bau im Schweizer Stil mit eingeschossigem Saalanbau in Art eines Blockhauses, Umsetzung 1901 vom Gelände der Industrie- und Gewerbeausstellung im Palmengarten durch Brauerei F. A. Ullrich, baugeschichtlich und sozialgeschichtlich von Bedeutung, Erinnerungswert, Zeugnis der Fest- und Feierkultur | 09263525 |
| Weitere Bilder                          | Einzeldenkmal der Sachgesamtheit Meyersche Häuser Kleinzschocher (Obj. 09304994): 20 Mietshäuser | Diezmannstraße 61; 63; 65; 67; 69; 71; 73; 75; 77; 79; 81; 83; 85; 87; 89; 91; 93; 95; 97; 99 (Karte) | 1907/1937 (Mehrfamilienwohnhaus) | Mietshäuser des sozialen Wohnungsbaus, siehe auch Schönauer Straße 172–178, Herrmann-Meyer-Straße 1–43, 43a–85 und 2–6, 10–46, Ratzelstraße 51–59, städtebaulich, bauhistorisch und sozialgeschichtlich von Bedeutung | 08967683 |
| Direkt Bild zu diesem Denkmal hochladen | Sachgesamtheit Meyersche Häuser Kleinzschocher, mit den Einzeldenkmalen: Wohnanlagenteil Diezmannstraße 61, 63, 65, 67, 69, 71, 73, 75, 77, 79, 81, 83, 85, 87, 89, 91, 93, 95, 97, 99 mit 20 Mietshäusern (Obj. 08967683), Wohnanlagenteil Herrmann-Meyer-Straße 1, 2, 3, 4, 5, 6, 7, 9, 10, 11, 12, 13, 14, 15, 16, 17, 18, 19, 20, 21, 22, 23, 24, 25, 26, 27, 28, 29, 30, 31, 32, 33, 34, 35, 36, 37, 38, 39, 40, 41, 42, 43, 43a, 44, 45, 46, 47, 49, 51, 53, 55, 57, 59, 61, 63, 65, 67, 69, 71, 73, 75, 77, 79, 81, 83, 85 mit 46 Mietshäusern (Obj. 09263556), Wohnanlagenteil Ratzelstraße 47, 49, 51, 53, 55, 57, 59, 61, 63, 65, 67, 69, 71, 73, 75, 77, 79, 81, 83, 85, 87, 89, 91, 93, 95, 97, 99, 101 mit 28 Mietshäusern (Obj. 09263557), Wohnanlagenteil Schönauer Straße 172, 174, 176, 178, 180, 182, 184, 186, 188, 190, 192, 194, 196, 198, 200, 202, 204, 206, 208, 208a, 210, 212, 214, 216, 218 mit 25 Mietshäusern (Obj. 09263653) sowie Vorgärten, Hofgestaltung, Alleen und Rondell mit Bepflanzung sowie Einfriedung und Kandelaber | Diezmannstraße 61; 63; 65; 67; 69; 71; 73; 75; 77; 79; 81; 83; 85; 87; 89; 91; 93; 95; 97; 99 (Karte) | 1907–1914 (Wohnanlage) | Mietshäuser des sozialen Wohnungsbaus, städtebaulich, bauhistorisch und sozialgeschichtlich von Bedeutung | 09304994 |
| Direkt Bild zu diesem Denkmal hochladen | Kindergarten | Diezmannstraße 87a (Karte) | 1962, nach Auskunft (Kindergarten) | zweigeschossiger Putzbau, Freitreppe am Eingang, über Eingang farbige Putzreliefs, baugeschichtlich sowie sozialgeschichtlich von Bedeutung, architekturgeschichtlich bemerkenswertes Gebäude | 09263599 |
|                                         | Mietshaus in geschlossener Bebauung | Eythraer Straße 1 (Karte) | 1894–1895 (Mietshaus) | Putzfassade, baugeschichtlich bedeutsamer Wohnungsbau im geschlossenen Straßenzug Zunächst ist ein Bauantrag im April 1893 von dem Bauunternehmer Anton Uhlemann unterzeichnet (Bauherr und Ausführung), ein im Januar des Folgejahres gestelltes Baugesuch zeigt in beiden Funktionen nun den in Kleinzschocher wirkenden Maurermeister Richardt Leonhardt. Nach Aktenlage wurde das Wohngebäude am 30. Mai 1895 genehmigt und am 29. Oktober die Schlussrevision vorgenommen. Nachfolgende Besitzer waren u. a. Maurer Albert Emil Leonhardt (ab 1899), Lohnarbeiter Karl Moritz Gatsche und Produktenhändler Franz Alwin Crvikla. 1984 beabsichtigte der VEB GWL eine Funktionsbereichsmodernisierung. Hinter der zurückhaltend dekorierten gründerzeitlichen Putzfassade über Klinkersockel liegen pro Etage zwei Wohnungen. Fassadengestaltung durch achsenweise unterschiedliche Fenstergrößen, ein Stockgesims, Putz- und Kunststeingliederung sowie Stuckkonsolen im zweiten Obergeschoss. LfD/2008 | 09302185 |
|                                         | Mietshaus in geschlossener Bebauung | Eythraer Straße 3 (Karte) | um 1895 (Mietshaus) | Putzfassade, baugeschichtlich und ortsgeschichtlich bedeutsamer Mietwohnungsbau der Jahrhundertwende um 1900 im geschlossen erhaltenen Straßenzug | 09263529 |
|                                         | Mietshauszeile (mit Schwartzestraße 31) einer Wohnanlage und Hofgrün | Eythraer Straße 5; 7; 9; 11; 13 (Karte) | 1919–1920 (Mehrfamilienwohnhaus) | Putzfassade, siehe auch Schwartzestraße 21–31, Luckaer Straße 4–10, Hartmannsdorfer Straße 1–7, 1a, 2–8, Dokument sozialen Wohnungsbaues unmittelbar nach dem 1. Weltkrieg, ortsteilgeschichtlich von Interesse, baugeschichtlich bedeutsame und den Straßenzug prägende Anlage preiswerten Wohnungsbaus Gemeinsam mit Häusern an Schwartzestraße und Planstraße VIII entstanden die Gebäude als anerkannte Kleinwohnungsbauten, im August 1919 wurden am Auftrag des in Dresden ansässigen Ingenieurs Richard Hippner Pläne von Architekt Gustav Skuhr aus Leipzig vorgelegt. Zwölf Monate später erfolgten Fertigstellung, Ingebrauchnahme und Verkauf an die Eisenbahner-Bau-Genossenschaft mbH Leipzig, die spätere Gemeinnützige Eisenbahner-Baugenossenschaft eGmbH Leipzig. Glattputzfassaden mit schlichter Gliederung der Hauseingänge und des ersten Treppenhausfensters sowie geschwungenem, mit Dreieckgiebel bekröntem Zwerchhaus. Nummer 13 und Schwartzestraße 31 jeweils als Eckbau in halboffener Bebauung mit schlichtem hofseitigem Zugang. Die Klappläden an den Fenstern der Obergeschosse zeigen den behutsamen Bezug zum Heimatstil, pro Etage jeweils zwei Wohnungen mit zwei Stuben nebst Kammer, Wohnküche, Bad, WC und Loggien zur Hofseite, die Waschküche wurde im Dachgeschoss untergebracht. Sanierung in den Jahren 2009/2010, dabei Treppenhausausmalung weitgehend nach Befund. LfD/2010 | 09263657 |
|                                         | Mietshaus in geschlossener Bebauung | Eythraer Straße 6 (Karte) | um 1900 (Mietshaus) | Putzfassade, baugeschichtliches Zeugnis der Ortserweiterung, Bestandteil eines prägenden Ensembles | 09298810 |
|                                         | Mietshaus in geschlossener Bebauung in Ecklage, mit Vorgarten | Eythraer Straße 12 (Karte) | 1910/1915 (Mietshaus) | mit Läden, Putzfassade, Bleiglasfenster, baugeschichtlich bedeutsamer Reformstilbau im geschlossenen Straßenzug | 09263530 |
|                                         | Mietshaus in geschlossener Bebauung mit Vorgarten | Eythraer Straße 14 (Karte) | 1910/1915 (Mietshaus) | Putzfassade, baugeschichtlich bedeutsamer Reformstilbau im geschlossenen Ensemble | 09263531 |
|                                         | Mietshaus in offener Bebauung in Ecklage | Eythraer Straße 15 (Karte) | 1912 (Mietshaus) | ehemals mit Eckladen, Putzfassade, baugeschichtlich von Bedeutung, Bestandteil im geschlossenen Ensemble Zum 25. November 1911 datiert der Antrag für die Errichtung eines Eckwohngebäudes mit vier Kleinwohnungen pro Etage, eingereicht durch den Spediteur Gustav Reiche. Entwurf, Ausführung und die Bauleitung legte dieser in die Hände des Architekten und Baugeschäftsinhabers Richard Leonhardt. Ab Februar 1912 fungierte Fräulein Luise Emma Leonhardt als Unternehmerin, Ende August des gleichen Jahres war das Gebäude bezugsfertig. Die straßenseitigen Balkone an der Giebelfront mussten 1988 baupolizeilich gesperrt werden, eine 2002 beantragte Sanierung nebst Dachgeschossausbau kam erst im Jahr 2004 zur Umsetzung. Zur Kulkwitzer Straße prägt ein schwach aus der Gebäudefront ragender Mittelrisalit mit Zwerchhaus die einfach gehaltene helle Putzfassade während die Giebelfront an der Eythraer Straße in den Obergeschossen einen kräftig in den Straßenraum ragenden Kastenerker mit angefügten Balkonen aufweist, der Eckladen ist zu Wohnzwecken umgebaut. Unverzichtbar für die Wirkung des Hauses sind die Fenster mit ihrer kleinteiligen Struktur in den Oberlichten und der steinsichtige rote Klinkersockel, die Ausstattung des Treppenhauses ist erhalten. Das Haus ist ein Zeugnis privat finanzierten sozialen Wohnungsbaus und Dokument der Ortserweiterung und besitzt somit eine baugeschichtliche Bedeutung. LfD/2014, 2015 | 09263598 |
|                                         | Mietshaus in geschlossener Bebauung, mit Vorgarten | Eythraer Straße 16 (Karte) | um 1910 (Mietshaus) | ehemals mit Läden, Putzfassade, baugeschichtlich und ortsentwicklungsgeschichtlich von Bedeutung, Bestandteil einer geschlossen erhaltenen Zeilenbebauung | 09263532 |
|                                         | Mietshaus in geschlossener Bebauung, mit Vorgarten | Eythraer Straße 18 (Karte) | um 1910 (Mietshaus) | mit Tordurchfahrt, ehemals mit Laden, Putzfassade, baugeschichtlich von Bedeutung als Bestandteil einer geschlossen erhaltenen Mietshauszeile | 09263533 |
|                                         | Mietshaus in offener Bebauung | Eythraer Straße 19 (Karte) | um 1905 (Mietshaus) | Putz-Klinker-Fassade, ortsentwicklungsgeschicthlich und baugeschichtlich von Bedeutung | 09298813 |
|                                         | Mietshaus in geschlossener Bebauung mit Vorgarten | Eythraer Straße 20 (Karte) | 1910/1915 (Mietshaus) | ehemals mit Laden, Putzfassade, Reformstilbau mit ortsentwicklungsgeschichtlichem und baugeschichtlichem Wert | 09263534 |
|                                         | Mietshaus in offener Bebauung in Ecklage | Eythraer Straße 21 (Karte) | 1910–1911 (Mietshaus) | mit Eckladen, Putzfassade, baugeschichtlich bedeutsamer Eckbau im Ortserweiterungsgebiet Maurermeister Wilhelm Kother stellte am 14. Mai 1910 Bauantrag zur Ausführung eines Eckwohnhauses, nahm einen Architekten zur Planerstellung unter Vertrag sowie den Maurerpolier Emil Zechendorf hinsichtlich Ausführung und Bauleitung. Unmittelbar nach Erteilung der Baugenehmigung im Juli erwarb Fräulein Agnes Lippold das Grundstück. Der vor allem in Gohlis recht umtriebige Architekt M. E. Reichardt fertigte Tekturen und Paul Bernhardt übernahm die Bauarbeiten. Vom 21. Januar 1911 datiert das Protokoll der Schlussabnahme für Wohnhaus samt Anbau, der eine Bäckerei und die Waschküche aufnahm. Zwischen 1956 und 1959 erfolgte der Einbau einer Abschwemmung, 1997/1998 lief das Baugenehmigungsverfahren für einen Dachgeschossausbau und 2001 für Fassadenarbeiten. Insonderheit prägen die Putzstrukturen und ein dreiachsiger Mittelrisalit mit Zwerchhaus in der Campestraße den Reformstilbau, der einen Eckladen besitzt. Teile der Ausstattung sind erhalten. Der Bäckereianbau ist stark verändert und somit kein Denkmal. Das Wohn- und Geschäftshaus ist baugeschichtlich und ortsteilentwicklungsgeschichtlich bedeutsam. LfD/2013 | 09263535 |
|                                         | Mietshaus in geschlossener Bebauung mit Vorgarten | Eythraer Straße 22 (Karte) | 1910/1915 (Mietshaus) | Putzfassade, baugeschichtlich von Bedeutung, Bestandteil einer geschlossen erhaltenen Zeilenbebauung | 09263536 |
|                                         | Mietshaus in geschlossener Bebauung und Vorgarten | Eythraer Straße 24 (Karte) | 1910/1915 (Mietshaus) | mit Tordurchfahrt, Putz-Klinker-Fassade, baugeschichtlich bedeutsamer Mietwohnungsbau im geschlossenen Ensemble | 09263537 |
|                                         | Mietshaus in geschlossener Bebauung und Vorgarten | Eythraer Straße 26 (Karte) | um 1905 (Mietshaus) | mit Tordurchfahrt, ehemals mit Laden, Putz-Klinker-Fassade, das Mietshaus im geschlossenen Straßenzug ist baugeschichtlich von Bedeutung | 09298811 |
|                                         | Mietshaus in geschlossener Bebauung und Vorgarten | Eythraer Straße 28 (Karte) | um 1905 (Mietshaus) | mit Tordurchfahrt, Klinkerfassade, ortsgeschichtliche und baugeschichtliche Bedeutung | 09298841 |
|                                         | Mietshaus in geschlossener Bebauung, mit Vorgarten und Pflasterung vor dem ehemaligen Laden | Eythraer Straße 30 (Karte) | um 1905 (Mietshaus) | mit Tordurchfahrt, ehemals mit Laden, Putz-Klinker-Fassade, im geschlossen erhaltenen Straßenzug überkommenes Wohnhaus mit baugeschichtlichem Wert | 09298812 |
|                                         | Mietshaus in geschlossener Bebauung mit Vorgarten | Eythraer Straße 32 (Karte) | 1900/1905 (Mietshaus) | Klinkerfassade, baugeschichtlich und ortsentwicklungsgeschichtlich von Bedeutung | 09299152 |
|                                         | Mietshaus in geschlossener Bebauung mit Vorgarten | Eythraer Straße 34 (Karte) | um 1905 (Mietshaus) | Putzfassade, baugeschichtlich von Bedeutung, Zeugnis der Ortsentwicklung | 09263538 |
|                                         | Mietshaus in geschlossener Bebauung mit Vorgarten | Eythraer Straße 36 (Karte) | 1913–1915 (Mietshaus) | Putzfassade, das Wohngebäude ist Bestandteil der wirkungsvollen Mietshauszeile an der Eythraer Straße, daher baugeschichtliche, ortsentwicklungsgeschichtliche und straßenenraumgestaltende Bedeutung Zwischen dem Eingang des Bauantrags im August 1913 und der Erteilung der Genehmigung im April 1914 lagen viele ungenutzte Monate, die Schlussabnahme fand am 27. März 1915 statt. Bauherr war der Reudnitzer Holzhändler Carl Friedrich Traugott Rühl, der sich der Baukunst von Baumeister und Baugeschäftsinhaber Richardt Leonhardt aus Kleinzschocher anvertraute. Im August 2002 wurde festgestellt, dass verschiedene Arbeiten am Gebäude ohne behördliche und somit auch ohne denkmalschutzrechtliche Genehmigung ausgeführt worden waren. Für den Balkonanbau erfolgte am 8. Oktober 2002 die Ausreichung der Erlaubnis und im Sommer 2004 die Anzeige der abschließenden Fertigstellung. Hier fungierten die Treuconsult GmbH Leipzig als Unternehmerin und Dipl.-Ing. Dr. Siegfried Axtmann aus Nürnberg als Projektverantwortlicher. Ende 2003 kamen zwei Wohnungen im Dachgeschoss zur Einrichtung. Das schlichte verputzte Gebäude orientiert sich am zeitgenössischen Reformstil und stellt einen künstlerischen Ansatz für das Äußere lediglich auf die ausgewogen konzipierte Fassade und ein Haustürportal ab, Teile der Ausstattung sind erhalten. In Konkurrenz zur viergeschossigen Fassade heute die 2003 aufgesetzten großschlächtigen Dachgauben. Das Wohngebäude ist Bestandteil der wirkungsvollen Mietshauszeile an der Eythraer Straße, baugeschichtliche, ortsentwicklungsgeschichtliche und straßenenraumgestaltende Bedeutung. LfD/2014 | 09299403 |
|                                         | Mietshaus in geschlossener Bebauung mit Vorgarten | Eythraer Straße 40 (Karte) | um 1905 (Mietshaus) | Putz-Klinker-Fassade, Bedeutung für die Baugeschichte und die Ortsentwicklung | 09263539 |
|                                         | Mietshaus in geschlossener Bebauung mit Vorgarten | Eythraer Straße 42 (Karte) | um 1905 (Mietshaus) | Putz-Klinker-Fassade, baugeschichtlich und ortsentwicklungsgeschichtlich von Bedeutung | 09263540 |
|                                         | Mietshaus in geschlossener Bebauung mit Vorgarten | Eythraer Straße 44 (Karte) | 1903 (Mietshaus) | Putz-Klinker-Fassade, stadtteilentwicklungsgeschichtliche Bedeutung Für die Ausführung der streng durch Kunststeinformteile gegliederten Fassade zeichnete im Eigenauftrag Maurer Friederich Hermann Heyne verantwortlich. Rückwärtig wird das Grundstück von der Königlich-Sächsischen Staats-Eisenbahn tangiert. Der Zweispänner mit Waschhausanbau entstand 1903 und wurde in den Jahren 2001–2002 durch die Uni Finanz GmbH saniert. Grundstücksbesitzer waren Gutspächter Johann Karl Schütze (ab 1904), Baumeister Otto Emil Leonhardt, AG für Haus- und Grundbesitz (1922) und die Stadt Leipzig (1935). Das im Übergangsstil zum Jugendstil errichtete Mietshaus mit genutetem Erdgeschoss, verklinkerten Obergeschossen und heute geglätteter Traufe, die Ausstattung in Teilen erhalten. Als Zeugnis der Ortsteilentwicklung von wissenschaftlich-dokumentarischem Wert, stadtbildprägend im Mietshausensemble der geschwungenen Straßenflucht. LfD/2011 | 09263541 |
|                                         | Mietshaus in geschlossener Bebauung mit Vorgarten | Eythraer Straße 46 (Karte) | um 1905 (Mietshaus) | Putz-Klinker-Fassade, wertvoll für Baugeschichte und Ortsentwicklungsgeschichte | 09263542 |
|                                         | Mietshaus in geschlossener Bebauung und Vorgarten | Eythraer Straße 50 (Karte) | 1898–1901 (Mietshaus) | mit Tordurchfahrt, Putz-Klinker-Fassade, baugeschichtlich von Bedeutung, Bestandteil einer geschlossenen Zeilenbebauung Maurermeister Christian Friedrich Wilhelm Hoffmann übernahm von D. Trautschold das Grundstück und beantragte 1899 die Errichtung eines Mietshauses. Mit einem neuen Bauantrag im Herbst 1900 durch den Maurer und Bauunternehmer F. Gustav Haferkorn gelangte das Vorhaben immerhin zur Fertigstellung des Rohbaus. Ein gutes halbes Jahr später wurden die Ausbauarbeiten wieder aufgenommen, nun in Trägerschaft des Ziegeleibesitzers Ernst Kummer und des Gutspächters Johann Carl Schütze. Am 31. August 1901 erfolgte die Schlussprüfung. Bertha Anna Kubik geb. Fischer beauftragte 1927 den Architekten Curt Rost und das Baugeschäft Otto Mucke mit der Einrichtung einer Dachgeschosswohnung, die im gleichen Jahr bezugsfertig war (Aufbau eines vierachsigen Dachhauses). Ein Bauantrag für Sanierung, Modernisierung, weiteren Dachgeschossausbau (u. a. eine Gaube straßenseitig) sowie Balkonanbau und eine Veränderung der Wohnungsgrundrisse kam im Mai 1998 zur Einreichung durch die Bennewitzer R. & M. Bauträgergesellschaft mbH (einhergehend auch eine Verbreiterung der Durchfahrt wegen der Parkplatzeinrichtung für PKW im Hof). Eine Klinkerfassade mit verputzter Erdgeschosszone prägt das Haus im geschlossenen Straßenzug unter Betonung der beiden mittleren Etagen. Hier sind Kunststeinformteile und Historismusstuck prägend, die Traufe ist geglättet, das Haus besitzt einen rückwärtigen Hauseingang. LfD/2014, 2015 | 09298814 |
|                                         | Mietshaus in geschlossener Bebauung und Vorgarten | Eythraer Straße 52 (Karte) | um 1905 (Mietshaus) | mit Tordurchfahrt, Putz-Klinker-Fassade, ortsentwicklungsgeschichtlich sowie baugeschichtlich von Bedeutung | 09263543 |
|                                         | Mietshaus in geschlossener Bebauung und Vorgarten | Eythraer Straße 54 (Karte) | um 1905 (Mietshaus) | mit Tordurchfahrt, Putz-Klinker-Fassade, baugeschichtlich von Bedeutung, Zeugnis der Ortserweiterung | 09263544 |
|                                         | Mietshaus in geschlossener Bebauung mit Vorgarten | Eythraer Straße 56 (Karte) | um 1905 (Mietshaus) | Putz-Klinker-Fassade, baugeschichtlich von Bedeutung als Zeugnis der Ortserweiterung der Jahrhundertwende um 1900 | 09263545 |
|                                         | Mietshaus in geschlossener Bebauung mit Vorgarten und Hofpflaster | Eythraer Straße 58 (Karte) | 1900–1902 (Mietshaus) | Tordurchfahrt, mit Laden, Mietshausbau im eindrucksvoll geschlossener Straßenfront mit baugeschichtlichem und ortsentwicklungsgeschichtlichem Wert Ein erster Bauantrag 1898 von Generalagent und Lokalrichter Friedrich Wilhelm Trautschold wird nicht weiter verfolgt, zum Ende des Jahres 1900 reichte Friedrich Hermann Lägel aus Gautzsch ein Baugesuch ein, wofür Gustav Oehlert statische Berechnungen beisteuerte. Es sollte das auf längere Zeit letzte Haus in der eindrücklichen Mietshausreihe auf der westlichen Seite der Eythraer Straße werden. Weil im Erdgeschoss wegen der Durchfahrt Platz verloren ging wurde hier nur eine Wohnung mit angrenzendem Laden eingerichtet. In den Obergeschossen befanden sich jeweils zwei Wohnungen mit Korridor, Küche, Kammer und zwei Zimmern. Erst im Rohbau fertig, geriet der Bauherr und Ausführende Lägel in finanzielle Schwierigkeiten und das Grundstück gelangte zur Zwangsversteigerung. Ersteher waren der Glasermeister Wilhelm Karl Mahn in Gaschwitz sowie der Klempnermeister Bernhard Koch in Gautzsch. Verantwortlich für die Ausführung war jetzt der Maurermeister Gustav Oehlert aus Zwenkau. Die Schlussprüfung erfolgte im Mai 1902 mitsamt Einfriedung und dem rückwärtig frei stehenden Waschhaus. Eine erste Wohnung im Dachgeschoss wurde 1926–1927 für den Obersteuersekretär Erich Springsguth durch den Architekten Wilhelm Helmholz eingebaut sowie 1997–1998 eine zweite Dachgeschosswohnung. Über dem verputzten Erdgeschoss – der Laden dient nach einem Umbau Wohnzwecken – erhebt sich eine gelbe Klinkerfassade, die durch grünglasierte Ziegelbänder, Kunststeinformteile und reizvollen Jugendstildekor gegliedert wird. Teile der Ausstattung sowie das Tor der Durchfahrt sind erhalten. In der Sichtachse der Kötzschauer Straße liegendes Mietshaus mit baugeschichtlichem und ortsentwicklungsgeschichtlichem Wert. LfD/2014 | 09305117 |
| Direkt Bild zu diesem Denkmal hochladen | Mietshaus in halboffener Bebauung in Ecklage | Gießerstraße 63 (Karte) | um 1907 (Mietshaus) | mit Eckladen, Putz-Klinker-Fassade, Wohn- und Gewerbebau in wichtiger Ecksituation, Dokument der Ortsteilentwicklung, baugeschichtlich von Bedeutung | 09298790 |
|                                         | Zwei Schulen (Anschrift: Dieskaustraße 26 und Gießerstraße 75) und zwei Turnhallen, Einfriedung und Pflasterung des Schulhofes sowie des Zugangsweges, mit Lindenallee und Nebengebäude zwischen den beiden Schulen | Gießerstraße 75 (Karte) | 1890–1894 (Schule), 1866–1874 (Schule), um 1900 (Turnhalle) | überwiegend Putzbauten, ortsgeschichtlich und baugeschichtlich sowie sozialgeschichtlich von Bedeutung, ortsbildprägend | 09263502 |
|                                         | Mietshaus in geschlossener Bebauung | Gießerstraße 79 (Karte) | um 1905 (Mietshaus) | mit Tordurchfahrt, Putz-Klinker-Fassade, ortsentwicklungsgeschichtlich und baugeschichtlich von Bedeutung | 09298794 |
|                                         | Mietshaus in geschlossener Bebauung | Gießerstraße 81 (Karte) | um 1905 (Mietshaus) | mit Tordurchfahrt, Putz-Klinker-Fassade, baugeschichtliche und ortsentwicklungsgeschichtliche Bedeutung | 09298793 |
|                                         | Mietshaus in geschlossener Bebauung in Ecklage | Gießerstraße 82 (Karte) | um 1895 (Mietshaus) | mit Eckladen, Klinkerfassade, baugeschichtliche Bedeutung | 09260909 |
|                                         | Mietshaus in geschlossener Bebauung | Gießerstraße 83 (Karte) | um 1905 (Mietshaus) | mit Tordurchfahrt, Putz-Klinker-Fassade, baugeschichtlich von Bedeutung | 09298792 |
|                                         | Mietshaus in geschlossener Bebauung und Hinterhaus | Gießerstraße 84 (Karte) | 1888–1889 (Mietshaus), 1888–1889 (Hinterhaus) | mit Tordurchfahrt, mit Laden, Putzfassade, baugeschichtlich von Bedeutung Der Bäckermeister August Oehn verkaufte das Grundstück ehemals Gustav-Adolf-Straße 22 an den Zimmermann Karl Friedrich Ferdinand Wurl, der im Herbst 1888 Bauantrag zur Errichtung von Vorder-, Hinter- und Seitengebäude stellte. Statische Berechnungen für die Eisenkonstruktionen steuerte Zimmermeister Fr. Gustav Heine bei. Am 21. Juni 1889 wurde die Schlussprüfung vollzogen: im Hintergebäude waren neben Wohnräumen eine Bäckerei eingerichtet und im Seitengebäude Stall und Waschküche. Im Erdgeschoss des Vorderhauses befindet sich ein Laden sowie die Durchfahrt. 1908 wird vermerkt, dass Karl Wurl zwischen 1902 und Anfang 1908 das Amt des Armenpflegers versehen hat und acht Häuser besitzt, auf dem Grundstück hier ist Bäckermeister Friedrich Otto Wurl tätig. Umbauten 1928 und 1937 betreffen die Hintergebäude. Über drei Geschosse ist die straßenseitige Fassade verputzt und war ehemals mit feingliedrigem Stuckdekor an ausgewählten Stellen geschmückt, insbesondere um die Fenster der Beletage und in Form von Stuckkonsolen unter dem Traufkasten. Das Mansardgeschoss war von Anfang an für eine Wohnnutzung vorgesehen und besitzt stehende Gauben. Nach (ungenehmigter) Sanierung vermutlich 2010–2013 ist von der Eleganz der historistischen Putzfassade quasi nichts geblieben – die aufgebrachten, wohl neugegossenen Stuckelemente wirken kraftlos und zusammenhanglos. Solide saniert präsentiert sich das mehrgeschossige Hofgebäude. Baugeschichtlich von Wert als Zeugnis eines Wohn- und Gewerbegrundstücks im Ortserweiterungsgebiet Kleinzschocher. LfD/2014, 2015 | 09263553 |
|                                         | Mietshaus in halboffener Bebauung und Hofpflaster | Gießerstraße 98 (Karte) | um 1905 (Mietshaus) | mit Tordurchfahrt, Putz-Klinker-Fassade, baugeschichtlich von Bedeutung | 09298795 |
| Direkt Bild zu diesem Denkmal hochladen | Sachgesamtheit Eisenbahnersiedlung Kleinzschocher, mit folgenden Einzeldenkmalen: Mietshaus (Hartmannsdorfer Straße 1a – Obj. 09301914), Mietshaus (Luckaer Straße 2 – Obj. 09301918), Mietshäuser (Schwartzestraße 21, 23 – Obj. 09263656) und mit den Sachgesamtheitsteilen: weitere Mietshäuser einer Wohnanlage (Hartmannsdorfer Straße 1, 3, 5, 7 und Hartmannsdorfer Straße 2, 4, 6, 8) sowie Hofgrün | Hartmannsdorfer Straße 1; 1a; 2; 3; 4; 5; 6; 7; 8 (Karte) | 1919–1922 (Wohnanlage) | städtebaulich und sozialgeschichtlich von Bedeutung Als Bauherr der vier Häuser mit insgesamt 24 Kleinwohnungen fungierte die Eisenbahner-Bau-Genossenschaft eGmbh, sie beauftragte den Lindenauer Architekten und Baumeister Erich Heiser mit der Planung und der Bauleitung. Der Ausführungszeitraum erstreckte sich zwischen Einreichung eines ersten, nicht ausgeführten Entwurfes vom Oktober 1920 und der Schlussabnahme im August 1921. Ein Bauantrag für Sanierung und Modernisierung nebst Balkonverglasung wurde im Oktober 1990 durch die Deutsche Reichsbahn eingereicht und bis 1992 ausgeführt. Akzentvoll mittenbetont löst sich die Gestaltung der verputzten Fassaden von Auffassungen der Reformstilarchitektur und zeigt deutlich das Ansinnen der Schaffung bezahlbaren Wohnraumes, was insbesondere durch das Fehlen jeglichen Dekors augenscheinlich wird. Die offene Bauweise der Mietshausgruppe ermöglicht zwei hofseitige Zugänge, zwei Hauseingänge liegen straßenseitig und besitzen jeweils Klinkerrahmung und eine große Granitstufe. LfD/2010 | 09305384 |
| Direkt Bild zu diesem Denkmal hochladen | Einzeldenkmal der Sachgesamtheit Eisenbahnersiedlung Kleinzschocher (Obj. 09305384, Hartmannsdorfer Straße 1–8): Teil einer Mietshauszeile (mit Schwartzestraße 21/23 und Luckaer Straße 2) einer Wohnanlage | Hartmannsdorfer Straße 1a (Karte) | 1920 (Mehrfamilienwohnhaus) | Putzfassade, siehe auch Schwartzestraße 25–29, 31, Eythraer Straße 5–13, Hartmannsdorfer Straße 1–7 und 2–8, Luckaer Straße 2, 4–10, städtebaulich und sozialgeschichtlich von Bedeutung | 09301914 |
| Direkt Bild zu diesem Denkmal hochladen | Mietshaus in offener Bebauung in Ecklage | Hartmannsdorfer Straße 9 (Karte) | 1913–1914 (Mietshaus) | Putzfassade, baugeschichtlich von Bedeutung Bekannte Namen stehen hinter dem 1913/1914 errichteten Wohnhausbau: Bautechniker Gustav Leonhardt für den Entwurf, das Baugeschäft Richard Leonhardt für die Ausführung der Arbeiten und Gustav Reiche als Initiator und Finanzier. Die Genehmigung erging „zur Ausführung eines freistehenden dreigeschossigen Eckwohngebäudes mit einer Wohnung im Dachgeschoss“ an der Albersdorfer Straße, Ecke der Straße VIII der Plangebietes. In jedem Vollgeschoss kamen vier Kleinwohnungen zur Einrichtung, denn „die Arbeiter vervorzugen die kleinsten und billigsten Wohnungen“. Einhergehend mit Sanierung und Balkonanbau fand eine Zusammenlegung von Wohneinheiten statt: nunmehr nur noch sieben statt ehemals vierzehn. Dipl.-Ing. Architekt Werner Tepasse aus Bocholt lieferte Unterlagen an die durch Josef Möllmann vertretene Uni Finanz GmbH. Die Putzfassade wirkt ausgesprochen elegant und wird durch ein bemerkenswert raffiniertes Dachgeschoss nach oben hin abgeschlossen. Flachreliefs zeigen Kinder bzw. auf Tieren sitzende Kinder sowie Füllhörner und vegetabilische Formen. Hervorzuheben ist die qualitätvolle Fassadensanierung in den Jahren 2001/2002. Das freistehende Eckgebäude besitzt einen baugeschichtlichen und ortsentwicklungsgeschichtlichen Wert. LfD/2014 | 09263554 |
| Direkt Bild zu diesem Denkmal hochladen | Mietshaus in offener Bebauung in Ecklage | Hartmannsdorfer Straße 10 (Karte) | 1912–1913 (Mietshaus) | Putzfassade, eiserne Kellerschranke, Bleiglasfenster im Treppenhaus, baugeschichtlich von Bedeutung Spediteur Gustav Reiche ließ in den Jahren 1912/1913 den freistehenden, verputzten Mietshausneubau in Ecklage zur ehemaligen Albersdorfer Straße (heute Kulkwitzer Straße) ausführen. Dabei versicherte er sich der fachlichen Qualifikation des in Kleinzschocher ansässigen Baugeschäftes Leonhardt, vertreten durch die Herren Gustav Leonhardt sowie den Architekten und Maurermeister Richard Leonhardt. Unmittelbar vor Baubeginn im Mai 1913 übernimmt Fräulein Minna Leonhardt die Funktion des Bauunternehmers. Bauantrag für Sanierung, Umbau mit Grundrißänderungen, Dachgeschossausbau und Balkonanbau wurde im September 2000 gestellt, die Baugenehmigung im Februar des Folgejahres erteilt. Die L + S Assekuranz Service GmbH aus Mühldorf am Inn steht auf Unternehmerseite, Innenarchitekt und Dipl.-Ing. Rudolf Merge lieferte die planerischen Unterlagen. Das Mietshaus wird auf der Hauptschauseite zur Kulkwitzer Straße von einem schwach vortretenden Risalit geprägt, über dem ein repräsentatives Dachhaus thront. Teile der Ausstattung sind erhalten u. a. bleiverglaste Treppenhausfenster und das hölzerne Treppenhaus. Verloren ist die Einfriedung an beiden Straßenfronten. Der Eckbau von baugeschichtlichem Wert, Zeugnis der Ortsausdehnung vor dem 1. Weltkrieg. LfD/2013 | 09263555 |
|                                         | Gebläsehäuschen eines Gaswerkes | Herrmann-Meyer-Straße (Karte) | 1926 (Pumpenhaus) | diente zur Gasversorgung von Markranstädt, kleiner Klinkerbau mit reicher expressionistischer Gliederung, technikgeschichtlich und künstlerisch von Bedeutung, Seltenheitswert | 09263558 |
| Weitere Bilder                          | Einzeldenkmal der Sachgesamtheit Meyersche Häuser Kleinzschocher (Obj. 09304994): 46 Mietshäuser | Herrmann-Meyer-Straße 1; 2; 3; 4; 5; 6; 7; 9; 10; 11; 12; 13; 14; 15; 16; 17; 18; 19; 20; 21; 22; 23; 24; 25; 26; 27; 28; 29; 30; 31; 32; 33; 34; 35; 36; 37; 38; 39; 40; 41; 42; 43; 43a; 44; 45; 46; 47; 49; 51; 53; 55; 57; 59; 61; 63; 65; 67; 69; 71; 73; 75; 77; 79; 81; 83; 85 (Karte) | 1907 (Mehrfamilienwohnhaus) | Mietshäuser des sozialen Wohnungsbaues, siehe auch Ratzelstraße 51–59, Kurt-Kresse-Straße 61–99 und Schönauer Straße 172–178, städtebaulich, bauhistorisch und sozialgeschichtlich von Bedeutung | 09263556 |
|                                         | Mietshaus in halboffener Bebauung in Ecklage | Hirzelstraße 1a (Karte) | 1900–1901 (Mietshaus) | mit Laden, Putzfassade, baugeschichtlich von Bedeutung | 09263559 |
|                                         | Mietshaus in halboffener Bebauung, Werkstattgebäude im Hof und seitliche Toreinfahrt | Hirzelstraße 3 (Karte) | um 1880 (Mietshaus) | Putzfassade, mit Laden, schmiedeeisernes Tor, baugeschichtlich von Bedeutung | 09263560 |
|                                         | Mietshaus in geschlossener Bebauung mit Nebengebäude im Hof | Hirzelstraße 5 (Karte) | 1880er Jahre (Mietshaus) | Putzfassade, baugeschichtlich von Bedeutung | 09263561 |
|                                         | Mietshaus in halboffener Bebauung mit Nebengebäude im Hof | Hirzelstraße 7 (Karte) | 1880er Jahre (Mietshaus) | Putzfassade, baugeschichtlich von Bedeutung | 09263562 |
|                                         | Mietshaus in ehemals halboffener Bebauung | Hirzelstraße 15 (Karte) | um 1890 (Mietshaus) | Putzfassade, mit schmiedeeisernem Tor, baugeschichtlich von Bedeutung | 09263563 |
|                                         | Mietshaus in ehemals geschlossener Bebauung | Hirzelstraße 22 (Karte) | um 1905 (Mietshaus) | Putzfassade, Stuck und Malerei im Eingang, Bleiglasfenster im Treppenhaus, baugeschichtlich von Bedeutung | 09263566 |
|                                         | Mietshaus in geschlossener Bebauung | Hirzelstraße 24 (Karte) | um 1900 (Mietshaus) | mit Tordurchfahrt, Putzfassade, Treppenhausfenster mit Resten farbiger Bleiverglasung, baugeschichtlich von Bedeutung | 09299050 |
|                                         | Mietshaus in geschlossener Bebauung | Hirzelstraße 26 (Karte) | um 1900 (Mietshaus) | mit Tordurchfahrt, Putzfassade, baugeschichtlich von Bedeutung | 09263568 |
|                                         | Mietshaus in geschlossener Bebauung und Werkstattgebäude im Hof | Hirzelstraße 28 (Karte) | um 1900 (Mietshaus) | mit Tordurchfahrt, Laden, Klinkerfassade, Windfangtür und Malerei im Eingang, baugeschichtlich von Bedeutung | 09263569 |
|                                         | Mietshaus in geschlossener Bebauung | Hirzelstraße 31 (Karte) | um 1905 (Mietshaus) | mit Tordurchfahrt, Putzfassade, baugeschichtlich von Bedeutung | 09298791 |
|                                         | Mietshaus in geschlossener Bebauung in Ecklage | Hirzelstraße 34 (Karte) | um 1900 (Mietshaus) | mit Eckladen, Klinkerfassade, Holzpaneele und Stuck im Eingangsbereich, baugeschichtlich von Bedeutung | 09263570 |
|                                         | Mietshaus in geschlossener Bebauung in Ecklage | Hirzelstraße 36 (Karte) | um 1900 (Mietshaus) | Klinkerfassade, Holzpaneele und Stuck im Eingang, baugeschichtlich von Bedeutung | 09263571 |
| Direkt Bild zu diesem Denkmal hochladen | Villa mit Einfriedung, Vorgarten und Garten mit Plastik | Kantatenweg 13b (Karte) | 1899–1900 (Villa), 1900 (Einfriedung) | Klinkerfassade, baugeschichtlich und ortsgeschichtlich von Bedeutung als Bestandteil der alten Ortskernbebauung Vom 5. September 1899 datiert der Bauantrag für ein „freistehendes Familienwohnhaus“, den der Bäckermeister Friedrich August Oehm unterzeichnete und der im Sommer des Folgejahres zur Nutzung freigegeben wurde. Im Jahr 1900 kam auch die Einfriedung zur Ausführung, mit einem aus Zyklopmauerwerk bestehenden Sockel mit darüber befestigten Staketenzaun sowie beidseitig einem geschlossenen Mauerstück aus Klinkern. Ein Anbau von zwei Austritten erfolgte 1935 durch Rudolf Rammelt, Inhaber des Baugeschäfts von Baumeister Richard Rammelt. Finanzier war Bäckermeister August Emil Oehm. Beide Etagen besaßen jeweils eine großzügige Wohnung. Für die Erbauungszeit quasi schon altmodisch entspricht der Baukörper dem klassischen Typ der Villa in der Hochzeit des Historismus, mit freiliegendem Natursteinsockel, wirkungsvoll hervortretendem Mittelrisalit, einem Walmdach mit Schieferdeckung. Eckquader fass(t)en die Kanten, Horizontalgesimse schaffen den Ausgleich zu den schmuckreichen Fensterrahmungen. Repräsentativ wirken die Kunststeinformteile und die Putzflächen im Gegensatz zu den geschlossenen Flächen der roten Klinkerfassade. Teile der Ausstattung sind erhalten, das Dach ist etwas verändert. Der qualitätvolle malerische Historismusbau in Nähe der alten Gutsanlagen von Kleinzschocher mit baugeschichtlichem und ortsentwicklungsgeschichtlichem Wert. LfD/2014 | 09263648 |
| Direkt Bild zu diesem Denkmal hochladen | Mietshaus in geschlossener Bebauung | Kantatenweg 21 (Karte) | um 1905 (Mietshaus) | Klinkerfassade, Holzpaneele, Stuck und Landschaftsmalerei im Eingang, Windfangtür, Bleiglasfenster, baugeschichtlich von Bedeutung | 09263649 |
| Direkt Bild zu diesem Denkmal hochladen | Mietshaus in geschlossener Bebauung | Kantatenweg 25 (Karte) | 1895/1900 (Mietshaus) | Klinkerfassade, baugeschichtlich von Bedeutung | 09263651 |
| Weitere Bilder                          | Einzeldenkmal o. g. Sachgesamtheit: Verwalterhaus, Toranlage, Einfriedungsmauer und Zugangspforte sowie Gedenktafel am rechten Torpfeiler | Kantatenweg 31 (Karte) | um 1820 (Wirtschaftshof), 1962 (Gedenktafel) | als ehemaliges Rittergut mit hohem Wert für die Orts- und Landesgeschichte, Torpfeiler mit wappenhaltenden Löwen (diese 1999 gestohlen), wissenschaftlich- dokumentarischer und ortsbildprägender Wert | 09263652 |
| Weitere Bilder                          | Sachgesamtheit Rittergut Kleinzschocher, mit den Einzeldenkmalen: Verwalterhaus, Toranlage, Einfriedungsmauer und Zugangspforte sowie Gedenktafel (Obj. 09263652, Kantatenweg 31), Gutsgebäude (Orangerie) (Obj. 09263646, Kantatenweg 38) sowie ehemaliger Gutspark und Hahnholz mit Freundschaftsstein (Obj. 09260778) | Kantatenweg 31; 38; 38 (bei) (Karte) | Mitte 19. Jh. und älter (Rittergut) | als ehemaliges Rittergut mit hohem Wert für die Orts- und Landesgeschichte, wissenschaftlich-dokumentarischer und ortsbildprägender Wert | 09304997 |
| Direkt Bild zu diesem Denkmal hochladen | Einzeldenkmal der Sachgesamtheit Rittergut Kleinzschocher (Obj. 09304997): Gutsgebäude (Orangerie) | Kantatenweg 38 (Karte) | Mitte 19. Jh. (Orangerie) | Putzfassade, als Teil des ehemaligen Ritterguts mit hohem Wert für die Orts- und Landesgeschichte, wissenschaftlich-dokumentarischer und ortsbildprägender Wert | 09263646 |
|                                         | Mietshaus in geschlossener Bebauung in Ecklage, mit Vorgarten | Klarastraße 21 (Karte) | um 1905 (Mietshaus) | Klinker-Putz-Fassade, baugeschichtlich von Bedeutung | 09298750 |
|                                         | Mietshaus in geschlossener Bebauung mit Vorgarten | Klarastraße 23 (Karte) | 1898 (Mietshaus), 1899 (Vorgarten) | Klinkerfassade, Holzpaneele, baugeschichtlich von Bedeutung | 09263572 |
|                                         | Mietshaus in geschlossener Bebauung und Vorgarten | Klarastraße 24 (Karte) | um 1905 (Mietshaus) | mit Tordurchfahrt, Klinkerfassade, baugeschichtlich von Bedeutung | 09298838 |
|                                         | Mietshaus in geschlossener Bebauung und Hofpflasterung | Klarastraße 25 (Karte) | um 1900 (Mietshaus) | mit Tordurchfahrt, Klinkerfassade, Windfangtür, baugeschichtlich von Bedeutung | 09263573 |
|                                         | Mietshaus in geschlossener Bebauung mit Vorgarten | Klarastraße 26 (Karte) | um 1900 (Mietshaus) | Klinkerfassade, Stuck und Holzpaneele im Eingang, baugeschichtlich von Bedeutung | 09263574 |
|                                         | Mietshaus in geschlossener Bebauung mit Vorgarten | Klarastraße 28 (Karte) | um 1900 (Mietshaus) | Putzfassade, Holzpaneele, Stuck und Malerei im Eingang, baugeschichtlich von Bedeutung | 09263575 |
|                                         | Mietshaus in geschlossener Bebauung und Vorgarten | Klarastraße 29 (Karte) | um 1900 (Mietshaus) | mit Tordurchfahrt, Klinkerfassade, Stuck und Schablonenmalerei in der Tordurchfahrt, baugeschichtlich von Bedeutung | 09263576 |
|                                         | Mietshaus in geschlossener Bebauung mit Vorgarten | Klarastraße 30 (Karte) | um 1905 (Mietshaus) | Putzfassade, Holzpaneele, baugeschichtlich von Bedeutung | 09298839 |
|                                         | Mietshaus in geschlossener Bebauung mit Vorgarten | Klarastraße 31 (Karte) | um 1900 (Mietshaus) | Klinkerfassade, Stuckgliederung im Eingang, siehe auch Klarastraße 33, baugeschichtlich von Bedeutung | 09263577 |
|                                         | Mietshaus in geschlossener Bebauung mit Vorgarten | Klarastraße 33 (Karte) | 1905 (Mietshaus) | Klinkerfassade, Stuck im Eingang, siehe auch Klarastraße 31, baugeschichtlich von Bedeutung | 09263578 |
|                                         | Mietshaus in geschlossener Bebauung | Klarastraße 39 (Karte) | 1911 (Mietshaus) | Putzfassade, im Reformstil, Dokument des gehobenen Wohnungsbaus zu Beginn des 20. Jahrhunderts in Kleinzschocher, baugeschichtlich von Bedeutung Ein Wohnhaus-Vorprojekt 1908 von Margarete Hellwig geb. Zocher und dem Baumeister Ernst Schlieder kam nicht zur Ausführung. Neuerlichen Anlauf nahm zum Jahresbeginn 1911 der Lithograph Gottlieb Zocher, der ebenfalls Ernst Schlieder aus Gohlis mit der Fertigung von Unterlagen und hernach auch mit der Ausführung beauftragte. Das viergeschossige Vorderwohngebäude mit Dachwohnung wurde im September 1911 fertig gestellt. Prägend sind das hohe Sockelgeschoss, der kräftige Kastenerker, das Dachhaus mit hohem Giebelfeld und das Hauseingangsportal. Sparsam sind Dekorelemente des Reformstils an der Putzfassade angebracht, die Deckung wurde als Doppelziegeldach erstellt. Im Erdgeschoss war bis 1959 ein Laden vorhanden, die Waschküchenverlegung vom Dachgeschoss in den Keller erfolgte bereits 1934. Großzügige Wohnungen – lediglich eine pro Etage – versprachen besten Komfort. Im Jahr 1997 fanden Sanierung, Instandsetzung und Balkonanbau statt. LfD/2014, 2015 | 09305336 |
|                                         | Mietshaus in geschlossener Bebauung | Klingenstraße 39 (Karte) | um 1905 (Mietshaus) | ehemals mit Laden, Putzfassade, Windfangtür, baugeschichtlich von Bedeutung | 09263582 |
|                                         | Doppelmietshaus in geschlossener Bebauung | Klingenstraße 41; 43 (Karte) | um 1905 (Doppelmietshaus) | Putz-Klinker-Fassade, Windfangtür, Ätzglas im Treppenhaus, baugeschichtlich von Bedeutung | 09263581 |
|                                         | Mietshaus in geschlossener Bebauung | Klingenstraße 46 (Karte) | um 1905 (Mietshaus) | mit Laden, Klinkerfassade, baugeschichtlich von Bedeutung | 09298775 |
|                                         | Mietshaus in geschlossener Bebauung | Klingenstraße 48 (Karte) | um 1900 (Mietshaus) | mit Laden, Klinkerfassade, Stuck und Malerei im Eingang, baugeschichtlich von Bedeutung | 09263583 |
|                                         | Mietshaus in halboffener Bebauung und Hofpflasterung | Klingenstraße 49 (Karte) | 1898–1899 (Mietshaus) | mit Tordurchfahrt, Putzfassade, baugeschichtlich von Bedeutung Zeitgleich entstanden zwischen August 1898 und Oktober 1899 ein Vorderwohngebäude, Waschhaus und ein Hofgebäude für und von Baugeschäft Friedrich Zechendorf & Wilhelm Gödicke. Jede Etage des straßenseitigen Gebäudes besaß lediglich eine Wohnung mit zwei Stuben, zwei Kammern, Küche, Korridor und dem außen befindlichen Abort, im Parterre eine kleinere Wohnung wegen der Durchfahrt. Das Gebäude im Hof mit Wagenremise, Pferdestall, Geschirrkammer und darüber liegendem Heu- und Strohboden nebst Hafenkammer (Garagenumbau 1973). Josef Fritsch ließ durch Baumeister Paul Heilemann zum Jahresübergang 1907/1908 einen Laden einrichten, der 1983 wieder rückgebaut wurde. 2001 Ablehnung eines Abbruchantrages, Sanierung 2013/2014 beabsichtigt. Die schmale, nur fünfachsige Fassade mit glattem Verputz, einer axialsymmetrischen Konzeption in den Obergeschossen und historistischem Stuckdekor, die Ausstattung ist weitgehend erhalten. Original erhaltener Historismusbau im Erweiterungsgebiet Kleinzschocher, baugeschichtlich und ortsteilentwicklungsgeschichtlich von Bedeutung. LfD/2013 | 09298782 |
|                                         | Mietshaus in geschlossener Bebauung | Klingenstraße 51 (Karte) | um 1900 (Mietshaus) | Putzfassade, Holzpaneele, Freihandmalerei und Stuckkehle im Eingangsbereich, originale Treppenhauslampe, baugeschichtlich von Bedeutung | 09298783 |
| Direkt Bild zu diesem Denkmal hochladen | Mietshaus in geschlossener Bebauung | Klingenstraße 52 (Karte) | bezeichnet 1899 (Mietshaus) | Putzfassade, Windfangtür im Eingangsbereich, baugeschichtlich von Bedeutung Zunächst gab Otto Heller aus Möckern den Wohnhausneubau bei Architekt Albert Wolf in Auftrag, verkaufte Genehmigung samt Parzelle jedoch vor Baubeginn an den Restaurateur Adolph Hermann Kleine aus Paunsdorf – das Vorhaben konnte dennoch innerhalb des Jahres 1899 umgesetzt werden. Weitere Grundstückseigentümer waren in Folge Johann Heinrich Höhn, der Stationsassistent Johannes Friedrich Czschasche in Werdau, Privatmann Karl Gustav Louis Dammer in Gautzsch, Telegraphenassistent Karl Hermann Bornschein aus Böhlitz-Ehrenberg. Das 110 Jahre beinahe unverändert überkommene Mietshaus sollte erst 2009/2010 umfänglich saniert werden. Über einem Klinkersockel erhebt sich die Putzfassade mit reichem historistischen Stuckdekor, vor allem Reliefplatten unter den Sohlbänken und Fensterverdachungen sowie Konsolen und Zahnschnittleiste an der Traufe. An beiden Seiten fassen zwei nur schwach aus der Fassade vorstehende Seitenrisalite die strenge Gliederung. Von der Nutung im Erdgeschoss sind lediglich die Schlusssteine mit Frauenkopf-Reliefs erhalten. Weitgehend erhalten war zum Zeitpunkt der Erfassung auch die Ausstattung des Gebäudes: Haustür, Treppenhaus, Fußbodenkacheln, Windfangtür und Wohnungstüren. Grandios unpassend präsentieren sich zur hellen Fassade die dunklen übermächtigen Gauben des Dachausbaus. Für das Mietshaus im geschlossenen Quartier besteht ein baugeschichtlicher und ortsteilentwicklungsgeschichtlicher Wert. LfD/2016 | 09263584 |
|                                         | Mietshaus in geschlossener Bebauung in Ecklage | Klingenstraße 53 (Karte) | um 1900 (Mietshaus) | ehemals mit Laden, Klinkerfassade, Stuck im Eingangsbereich, baugeschichtlich von Bedeutung | 09263585 |
|                                         | Mietshaus in geschlossener Bebauung in Ecklage, mit Gaststätte | Klingenstraße 54 (Karte) | 1898–1899 (Mietshaus) | ehemals Laden, Klinkerfassade, baugeschichtlich von Bedeutung, Zeugnis der Ortsteilentwicklung Die benachbarten Mietshäuser Klingenstraße 52 und Wigandstraße 44 entstanden in den Jahren 1899/1900 nach Plänen des Architekten Albert Wolf. Klingenstraße 54 war als Bauplatz des Unternehmers und Maurermeisters Johann Moch aus Möckern ausgewiesen, der wohl auch die Ausführung des Hauses 1899 selbst übernahm. Eine historische Bauakte war im Juli 2015 nicht vorhanden. Die Unterlagen beginnen mit dem Prüfbescheid zur Funktionsbereichsmodernisierung vom 24. Juli 1987. Der Ausbau des Dachgeschosses wurde 1995 beantragt, der Antragsteller erhielt eine Baufreigabe jedoch erst nach Einreichung und Prüfung der Statik im Herbst 1998. Im Jahr 2000 kamen Pläne zur Vorlage für Sanierung und Umbau sowie einen wohl bereits ausgeführten Balkonanbau. Für die oberen Etagen waren bauzeitlich mit Sicherheit drei Wohnungen vorgesehen, im Erdgeschoss lediglich eine Mietpartei sowie übers Eck eine Gastwirtschaft. Diese Gaststätte ist noch 1987 im Bestand erwähnt, 1992 als „Kittlers Gaststätte“ benannt unter dem Betreiber Kuschke, ein Foto 2008 zeigt Werbung für „Pub P“. Über dem verputzten Grundgeschoss erhebt sich die zweifarbige Klinkerfassade mit Gliederungen durch gegossene Kunststeinteile, späthistoristischen Stuckdekor in Fensterverdachungen sowie zahlreiche Konsolen unter den Sohlbänken und Verdachungen, die Traufe ist heute vereinfacht. Ein schwach vortretender Eck- sowie ein Seitenrisalit in der Klingenstraße beleben die vielachsige Front. Von der Ausstattung seien genannt Holztäfelung, Stuck sowie Fußbodenkacheln im Eingangsbereich, Haus- und Wohnungseingangstüren, das Treppenhaus. Der optisch sehr wirkungsvolle Eckbau mit baugeschichtlicher sowie ortsentwicklungsgeschichtlicher Bedeutung und städtebaulichem Wert. LfD/2016 | 09263586 |
|                                         | Mietshaus in geschlossener Bebauung | Klingenstraße 55 (Karte) | um 1900 (Mietshaus) | Klinkerfassade, Stuck und Holzpaneele im Eingang, Bleiglasfenster im Treppenhaus, baugeschichtlich von Bedeutung | 09263587 |
|                                         | Mietshaus in geschlossener Bebauung in Ecklage | Klingenstraße 56 (Karte) | um 1905 (Mietshaus) | Putz-Klinker-Fassade, baugeschichtlich von Bedeutung | 09298781 |
|                                         | Mietshaus in geschlossener Bebauung | Klingenstraße 57 (Karte) | um 1905 (Mietshaus) | Klinkerfassade, baugeschichtlich von Bedeutung | 09299004 |
|                                         | Mietshaus in geschlossener Bebauung | Klingenstraße 58 (Karte) | um 1900 (Mietshaus) | mit Hausdurchgang, Putzfassade, Holzpaneele im Eingangsbereich, baugeschichtlich von Bedeutung | 09299026 |
|                                         | Mietshaus in geschlossener Bebauung | Klingenstraße 60 (Karte) | um 1900 (Mietshaus) | Klinkerfassade, Stuck und Holzpaneele im Eingang, Schablonenmalerei im Treppenhaus, baugeschichtlich von Bedeutung | 09263588 |
|                                         | Mietshaus in geschlossener Bebauung | Knauthainer Straße 4 (Karte) | 1892–1895 (Mietshaus) | einzigartige Putzfassade als Klinkerimitation, qualitätvolle Haustür, bauhistorisch und städtebaulich bedeutsam Erste Pläne für den Wohnhausbau lagen im August 1892 vor, im November 1894 wurden Tekturen für Fassade und die Wohnungsgrundrisse eingereicht. Statt einer üppig dekorierten Schauseite mit jeweils zweiachsigen Seitenrisaliten und einem ausgebauten Mansardgeschoss Ausführung einer hinsichtlich des Stuckes stark reduzierten Gründerzeitfassade und Verzicht auf Dachgeschosswohnungen. Lediglich die Mitte des neunachsigen Baues ist weiterhin durch den Hauseingang und die anders gearteten Fensterverdachungen akzentuiert, Verwendung von Kunststeinformteilen. Betonung des zweiten Obergeschosses durch Stuckkonsolen unter den Fensterverdachungen (Schuppenmotiv und Rosette) und den Sohlbänken. Von Seltenheitswert ist die Putzfassade, die in den drei Obergeschossen eine Klinkerverblendung des Baues imitiert! Im Juni des Jahres 1895 erfolgte die Schlussabnahme. Zunächst sind die Inhaber einer Kohlen- und Baumaterialien-Handlung in Kleinzschocher, die Gebrüder Geidel, sowie Ziegeleibesitzer Osmar Strobel aus Crimmlitz als Bauunternehmer genannt, 1893 ging das Grundstück auf Carl Richard Leonhardt in Kleinzschocher über, der als Maurermeister auch gleich selbst die Ausführung übernahm. Hedwig Oehm wird 1908 als Besitzerin genannt, 1947 der Kaufmann Alfred Meier. Im August 1988 Projekterstellung zur Funktionsbereichsmodernisierung durch den VEB GWL Leipzig. In den Obergeschossen drei Wohnungen je Etage, sehr schöne zweiflüglige Haustür mit Oberlicht und die Ausstattung im Inneren erhalten. Städtebaulich wichtige Lage. LfD/2009 | 09298785 |
|                                         | Mietshaus in halboffener Bebauung | Knauthainer Straße 26 (Karte) | bezeichnet 1913 (Mietshaus) | Putzfassade, originale Flurlampen, Haustür mit geschliffenen Gläsern, baugeschichtlich von Bedeutung | 09299002 |
|                                         | Mietshaus in geschlossener Bebauung | Knauthainer Straße 28 (Karte) | um 1905 (Mietshaus) | Putzfassade, baugeschichtlich von Bedeutung | 09299151 |
|                                         | Mietshaus in geschlossener Bebauung | Knauthainer Straße 30 (Karte) | 1900/1905 (Mietshaus) | Klinkerfassade, baugeschichtlich von Bedeutung | 09263589 |
|                                         | Mietshaus in geschlossener Bebauung in Ecklage | Knauthainer Straße 32 (Karte) | um 1905 (Mietshaus) | mit ehemaligem Laden, Klinkerfassade, baugeschichtlich von Bedeutung | 09263590 |
|                                         | Mietshaus in halboffener Bebauung | Knauthainer Straße 33 (Karte) | 1900/1905 (Mietshaus) | Klinkerfassade, baugeschichtlich von Bedeutung | 09263591 |
|                                         | Mietshaus in halboffener Bebauung, mit Garten, Balustrade, Bassin und Gartenlaube sowie Gartentor | Knauthainer Straße 36 (Karte) | 1897–1898 (Mietshaus), 1922, Dachgeschossausbau (Mietshaus) | Putzfassade, baugeschichtlich von Bedeutung Zwischen Oktober 1897 und Juni 1898 entstand der Wohnhausbau durch den Maurermeister Richard Leonhardt, der das Unterfangen selbst übernahm und zudem die statischen Berechnungen unterzeichnete. Im Jahr 1899 wurde eine Holzveranda angefügt. Die Verlegung des Hauseingangs 1903 kam hingegen nicht zur Ausführung, somit blieb die Tordurchfahrt erhalten. Unter Grundstücksbesitzerin Marie Werner geb. Leonhardt ist 1922 der Einbau einer Dachwohnung durch Baumeister und Architekt Gustav Spatzier aktenkundig, für 1938 das Vorhaben einer Fassadensanierung mit Edelputz, wobei alle Gipskonsolen und Verzierungen abgeschlagen werden sollten. Sanierung, Balkonanbau, Grundrissänderungen und Dachausbau wurden 1999 beantragt. Der Akzent der Fassadengestaltung liegt auf der linken Achse mit dem Tor des Hausdurchgangs, ansonsten gliedern ein Stockgesims und Fensterrahmungen. Teile der Ausstattung dürften erhalten sein, von besonderem Interesse ist die hölzerne Balkonkonstruktion. Für den im Historismus einzuordnenden, ungewöhnlich schlichten Mietshausbau darf ein baugeschichtliches und ortsteilentwicklungsgeschichtliches Interesse angemeldet werden. LfD/2016 | 09263592 |
|                                         | Straßenbahndepot der Leipziger Elektrischen Straßenbahn, mit zwei Wagenhallen (Dieskaustraße 92), Wohn- und Verwaltungsgebäude (Kötzschauer Straße 1) einschließlich Anbau sowie Hofpflasterung und Gleisreste | Kötzschauer Straße 1 (Karte) | 1898 Eröffnung (Straßenbahndepot), 1897–1898 (Wagenhalle), 1912 (Wagenhalle), 1897–1898 (Wohn- und Bürogebäude)                                                            | ehemaliger Straßenbahnbetriebshof mit Hofgelände, als Übernachtungsdepot mit einer Wagenhalle angelegt, später für Werkstattbetrieb ausgebaut und um eine zweite Halle erweitert, Zeugnisse aus der Frühzeit des öffentlichen elektrischen Nahverkehrs in Leipzig mit zwei konkurrierenden Straßenbahnunternehmen und jeweils eigenständigen Schienennetzen und Betriebshöfen, baugeschichtlich, ortsentwicklungsgeschichtlich und verkehrsgeschichtlich von Bedeutung, Dachtragwerke der Wagenhallen konstruktionsgeschichtlich von Interesse. Bereits ab 1872 verkehrte in der Leipziger Innenstadt eine Pferdebahn, umliegende Stadtteile wurden nach und nach an das Schienennetz angeschlossen. 1893 erhielt die Pferdebahngesellschaft – ab 1896 als Große Leipziger Straßenbahn (GLSt) firmierend – Konkurrenz durch eine zweite Straßenbahngesellschaft, die Leipziger Elektrische Straßenbahn (LEst), die wegen ihrer Wagenfarbe auch die „Rote“ genannt wurde. Dass eine gemeinschaftliche Schienenbenutzung verwehrt wurde, führte zum Aufbau eines eigenen Schienennetzes mit teils paralleler Streckenführung und eigener Betriebshöfe. Nach der Streckeneröffnung 1896 mit einem Depot samt Werkstatt an der Wittenberger Straße stellte die Leipziger Elektrische Straßenbahn im Mai 1897 eine Bauvoranfrage (rechtsverbindlich unterzeichnet von den Herren Heise und Köhler) zur Errichtung eines Unterdepots mit Übernachtungslokal für das vorliegende Grundstück, auf dem sich seit 1867 ein Stallgebäude des Kunstgärtners Carl Hermann Wolf befand. Die ausführliche Beschreibung benennt eine gut 42 Meter lange und 15 Meter breite Wagenhalle für zwanzig Motorwagen mit Revisionsgruben, eine kleine Werkstatt mit Lager sowie ein über drei Geschosse reichendes Beamtenwohnhaus an der Ecke zur heutigen Kötzschauer Straße. 1898 erfolgte die Endabnahme des Betriebshofes, der sich gestalterisch mit seiner durch Putz- und rote Klinkerbänder gegliederten Fassade aus gelben Klinkern von der umgebenden Bebauung abhob. Eine von Mackay entworfene Einfriedungsmauer mit der für die „Rote“ typischen Farbgebung an der Südostecke des Betriebsgeländes mit zwei (später drei) Toren zur Anbindung der Hofgleise an die Großzschochersche Straßenbahntrasse wurde im gleichen Jahr fertiggestellt. Im Hof erfolgte die Verteilung der einzelnen Wagen auf die Abstell- und Wartungsgleise im Hof und in der Wagenhalle über Weichen. Waren im Eckgebäude ebenerdig eine Wohnung sowie Büroräume mit Nebengelassen, jeweils zwei Wohnungen in den oberen Etagen und eine Waschküche im Keller vorgesehen, wurden die Gewerberäume bereits ein gutes Vierteljahr nach Fertigstellung in eine Mieteinheit umgestaltet. 1912 verlegte man den Eingang zur Kötzschauer Straße – einhergehend mit der Verlegung der Endhaltestelle der Straßenbahnlinie 5, die von Schönefeld (Löbauer Straße) aus über Johannisplatz, Bayerischen Bahnhof und Beethovenstraße verkehrte. Die Wagenhalle mit vier Gleisen – ursprünglich als reine Abstellhalle für Straßenbahnwagen konzipiert – umfasste bald auch einen Werkstattbetrieb und wurde 1912 auf der Nordseite um eine zweite Wagenhalle über vier weiteren Gleisen ergänzt. Zeitgleich erhielt das Eckgebäude einen Anbau zur neuen Wagenhalle. Ein neuerlicher Erdgeschossumbau im Eckhaus fällt ins Jahr 1953. Beide Wagenhallen unterscheiden sich dabei konstruktiv voneinander. So wurde die erste aus Zwölfer-Mauerwerk in Stahlfachwerkkonstruktion und mit einem repräsentativ aus gelbem Sichtklinkermauerwerk gestellten Giebel errichtet. Von der aufwändigen Gestaltung mit verglastem Giebeldreieck und einem mit gekreuzten Eisenprofilen und Rosetten verzierten Träger über vier Toren (so noch zu sehen an der Wagenhalle des Zentraldepots in der Wittenberger Straße) haben sich leider nur die Eckpfeiler mit Bekrönung erhalten. Im Inneren hingegen besticht die Halle durch das filigrane Dachtragwerk aus genieteten Eisenfachwerkbindern mit seitlichen Abstrebungen zu den Fußpunkten der Seitenwände. Die jüngere Wagenhalle, die im Prinzip eine Hofüberdachung zwischen bestehender Halle und der Grundstücksgrenze an der Kötzschauer Straße darstellte, zeigt sich hingegen im Inneren mit mächtigem Hänge- und Sprengwerk aus Holz, dazu mit einer schmalen Mauerschale an der Seitenwand der älteren Halle sowie einer dem Bestand gestalterisch angelehnten gelben Klinkerfassade mit roten Ziegelbändern parallel zur Seitenstraße. Die Giebelgestaltung blieb vergleichsweise schlicht. Wurde noch 1913 in Paunsdorf ein neues Übernachtungsdepot von der Leipziger Elektrischen Straßenbahn eröffnet, musste sie 1916 mit der Großen Leipziger Straßenbahn fusionieren. Nach und nach wurde das aufgrund der einstigen Konkurrenzsituation oftmals in Nebenstraßen angelegte Streckennetz stillgelegt. Die Betriebshöfe blieben teils in Nutzung, verloren teils aber auch an Bedeutung. So diente der Straßenbahnhof Kleinzschocher nach der Eröffnung des zentrumsnahen Straßenbahnhofs Angerbrücke 1925 überwiegend der Unterstellung schadhafter Wagen, nur noch gelegentlich kam er im Linienbetrieb zum Einsatz und wurde 1959 schließlich veräußert. Trotz nachfolgender Nutzung durch einen Werkstattbetrieb hat sich der ehemalige Straßenbahnhof mit seinen Gebäuden, großen Teilen der Gleisanlage auf dem Hof und in beiden Hallen sowie die Einfriedungsmauer (verändert) erhalten. Als Zeugnisse aus der Frühzeit des öffentlichen elektrischen Nahverkehrs in Leipzig, in der zwei konkurrierende Straßenbahnunternehmen die Ablösung der Pferdebahnen rasch vorantrieben, dokumentieren sie eine einschneidende Phase der Gemeinde- und Stadtentwicklung. Die bemerkenswerten, inzwischen seltenen Dachtragwerke in beiden Wagenhallen sind zudem konstruktionsgeschichtlich von Bedeutung und angesichts ihres engen baulichen Kontextes von großem Anschauungswert. Zusammen mit dem zugehörigen, in Ecklage stehenden und städtebaulich wichtigen Wohn- und Verwaltungsgebäude weisen die Wagenhallen also einen baugeschichtlichen, ortsentwicklungsgeschichtlichen und verkehrsgeschichtlichen Wert auf. LfD/2018 | 09263593 |
|                                         | Mietshaus in halboffener Bebauung | Kötzschauer Straße 2 (Karte) | um 1905 (Mietshaus) | Putz-Klinker-Fassade, Stuckgliederung und Stuckkehle, Windfangtür, Wohnungstüren mit Supraporten, eiserne Kellerschranke, baugeschichtlich von Bedeutung | 09298815 |
|                                         | Mietshaus in halboffener Bebauung | Kötzschauer Straße 4 (Karte) | um 1920 (Mietshaus) | Putzfassade, Kellerfenstergitter, Traufe mit Resten von Malerei, eiserne Kellerschranke, baugeschichtlich von Bedeutung | 09298816 |
|                                         | Doppelmietshaus in offener Bebauung in Ecklage | Kötzschauer Straße 5a; 5b (Karte) | 1910/1915 (Doppelmietshaus) | Putzfassade, Reformstil-Architektur, baugeschichtlich von Bedeutung | 09263594 |
|                                         | Mietshaus in offener Bebauung in Ecklage | Kötzschauer Straße 7 (Karte) | 1912–1913 (Mietshaus) | erbaut in Art eines Doppelmietshauses, Putzfassade, Veranden zum Hof, Reformstil-Architektur, baugeschichtlich von Bedeutung Baugewerker Paul Beck stellte im Februar 1912 gemeinsam mit dem Baugeschäftsinhaber Albin Wunderlich den Antrag für ein Eckwohngebäude mit vier Wohnungen pro Etage, die über zwei Treppenhäuser erschlossen werden sollten. Zeichnungen zum Vorhaben steuerte der Architekt Carl Wolf bei, der zudem mit der Bauleitung beauftragt wurde. Der Firmenstempel des ausführenden Unternehmens lautet auf Paul Beck & Co., Baugeschäft, Leipzig-Schleußig, Stieglitzstraße. Nach der im September erfolgten Rohbauprüfung gingen Grundstück und Haus in den Besitz des Klempnermeisters Xaver William Pittschaft über. Nun lagen Ausführung in Händen von Gustav Kämpfe und die Bauleitung bei Architekt Artur Werner, zum 19. März 1913 datiert die Schlussprüfung. Am 28. Juli 1994 Ausreichung der Baugenehmigung mit Baufreigabe für Umbau und Modernisierung. Der dreigeschossige Eckbau zur Luckaer Straße wird rückwärtig erschlossen, besitzt eine Putzfassade über einem bis zu den Fenstersohlbänken des Erdgeschosses gezogenen Klinkersockel, schwach vortretende Risalite an beiden Fassaden und wenig Dekor sowie einen Dachgeschossausbau mit stehenden Gauben. Wenig vorteilhaft erscheinen nach der letzten Umbauphase 1994/1995 die grobschlächtigen Fenster und die Vergitterungen der Kellerfenster. Als Eckbau im Ortserweiterungsgebiet besitzt das Haus einen baugeschichtlichen und straßenraumcharakterisierenden Wert. LfD/2014 | 09263595 |
|                                         | Doppelmietshaus in offener Bebauung in Ecklage | Kötzschauer Straße 9a; 9b (Karte) | 1910/1915 (Doppelmietshaus) | Putzfassade, teilweise Bleiglasfenster im Treppenhaus, baugeschichtlich von Bedeutung | 09263596 |
|                                         | Mietshaus in ehemals geschlossener Bebauung in Ecklage | Kulkwitzer Straße 1 (Karte) | um 1900 (Mietshaus) | mit Tordurchfahrt und Laden, Putz-Klinker-Fassade, Ätzglas im Treppenhaus, baugeschichtlich von Bedeutung | 09263597 |
| Weitere Bilder                          | Mehrfamilienhäuser einer Wohnanlage, mit Vorgarten bei Nr. 8–16 | Kurt-Kresse-Straße 2; 4; 6; 8; 10; 12; 14; 16 (Karte) | 1936–1938 (Mehrfamilienwohnhaus) | Putzfassade, Wohnhauszeile mit Dieskaustraße 94, städtebaulich und sozialgeschichtlich von Bedeutung | 09299453 |
|                                         | Mietshäuser einer Wohnanlage | Luckaer Straße 1; 3; 5; 7 (Karte) | 1929–1931, Nummer 5/7 (Mehrfamilienwohnhaus), 1931, Nummer 1/3 (Mehrfamilienwohnhaus)                                                                                      | Putzfassade mit Klinkergestaltung, siehe auch Schwartzestraße 17/19, Anklänge an den Stil der Neuen Sachlichkeit, baugeschichtlich von Bedeutung | 09263655 |
|                                         | Einzeldenkmal der Sachgesamtheit Eisenbahnersiedlung Kleinzschocher (Obj. 09305384, Hartmannsdorfer Straße 1–8): Teil einer Mietshauszeile (mit Schwartzestraße 21/23 und Hartmannsdorfer Straße 1a) einer Wohnanlage | Luckaer Straße 2 (Karte) | 1921–1922 (Mehrfamilienwohnhaus) | Putzfassade, siehe auch Schwartzestraße 25–29, 31, Eythraer Straße 5–11, Luckaer Straße 4–10, Hartmannsdorfer Straße 1a, 1–9 und 2–8, städtebaulich und sozialgeschichtlich von Bedeutung | 09301918 |
| Weitere Bilder                          | Mietshausgruppe einer Wohnanlage, mit Einfriedung und Hofgrün | Luckaer Straße 4; 6; 8; 10 (Karte) | 1921–1925 (Mehrfamilienwohnhaus), 1926 (Einfriedung) | Putzfassade, siehe auch Luckaer Straße 2, Schwartzestraße 21–29, Eythraer Straße 5–11, Hartmannsdorfer Straße 1–7 und 2–8, städtebaulich und sozialgeschichtlich von Bedeutung | 09263658 |
|                                         | Mietshaus in offener Bebauung in Ecklage | Luckaer Straße 12 (Karte) | 1921–1923 (Mietshaus) | Putzfassade, baugeschichtlich von Bedeutung | 09263602 |
|                                         | Mietshaus in offener Bebauung in Ecklage, mit Einfriedung | Luckaer Straße 20 (Karte) | 1910/1915 (Mietshaus) | Putzfassade, Bleiglasfenster im Treppenhaus, baugeschichtlich von Bedeutung | 09263603 |
|                                         | Mietshaus in offener Bebauung | Luckaer Straße 22 (Karte) | um 1910 (Mietshaus) | Putzfassade, Fachwerkgiebel, Stuckkehle im Eingang, Bleiglasfenster im Treppenhaus, baugeschichtlich von Bedeutung | 09263604 |
|                                         | Mietshaus in offener Bebauung in Ecklage | Luckaer Straße 24 (Karte) | um 1905 (Mietshaus) | ehemals mit Eckladen, Putz-Klinker-Fassade, Ladentür ehemals original, baugeschichtlich von Bedeutung | 09299052 |
|                                         | Mietshaus in offener Bebauung in Ecklage | Luckaer Straße 26 (Karte) | 1910/1915 (Mietshaus) | mit Laden, Putzfassade, Reste von Bleiglasfenstern im Treppenhaus, baugeschichtlich von Bedeutung | 09263605 |
| Direkt Bild zu diesem Denkmal hochladen | Wohnhaus in ehemals halboffener Bebauung, mit Hofpflaster | Neue Straße 4 (Karte) | 1874 (Wohnhaus) | Putzfassade, Dokument der Ortsteilentwicklung im Übergang von der bäuerlichen Struktur zur Verstädterung, baugeschichtlich von Bedeutung Der kleine frühgründerzeitliche Bau zeigt den Wandel in den um Leipzig liegenden Dörfern, in denen Wohn- und Gewerbegrundstücke nun in neu angelegten kurzen Nebenstraßen zu den entlang der Hauptstraßen gereihten Bauernhöfe treten. Franz Erler ließ 1874 Vorder- und Hintergebäude errichten mit jeweils einer Wohnung pro Etage im Vorderhaus, bestehend aus zwei Stuben, Kammer und Küche. Ein Toilettengebäude befand sich auf dem Hof. Hermann Heilemann gab 1886 einen Anbau in Auftrag. Er ließ zwei Jahre später ein Rollhaus mit Stallanbau errichten, das 1930 übersetzt wurde. Frau Anna Bertha verwitwete Hartmann geborene Breitenborn gab 1937 einen hofseitigen Anbau für Wasserspülklosetts in Auftrag, straßenseitig erfolgte 1951 ein Dachfensteraufbau. Sanierungs- und Modernisierungsmaßnahmen 2010/2011 nach Plänen von Architektin Doreen Graumann im Eigenauftrag. LfD/2010 | 09263610 |
| Direkt Bild zu diesem Denkmal hochladen | Wohnhaus in halboffener Bebauung | Neue Straße 9 (Karte) | um 1900 (Wohnhaus) | mit Tordurchfahrt, Putzfassade, baugeschichtlich von Bedeutung | 09298840 |
| Direkt Bild zu diesem Denkmal hochladen | Wohnhaus in halboffener Bebauung | Neue Straße 10 (Karte) | 1874 (Wohnhaus) | Putzbau mit Feldsteinsockel, baugeschichtliche Bedeutung, Dokument der frühen Dorferweiterung Typisch für die ersten gründerzeitlichen Ortserweiterungen in unmittelbarer Randlage in den um Leipzig gelegenen Dörfern wurde das kleine zweigeschossige Haus mit Putzfassade über Bruchsteinsockel 1874 als Doppelhaus für die Herren Wilhelm Sachse und Gustav Wurl errichtet. Für die Ausführung ist Zimmermeister Friedrich Sachse aus Kleinzschocher namhaft. Für Nummer 10 ist im Jahr 1886 ein hofseitiger Anbau für August Schulze nachweisbar unter Bauunternehmer Richard Müller. Das Erscheinungsbild im Erfassungsjahr 1993 mit stehenden Gauben im Dachgeschoss und die Fassade komplett mit Winterfenstern überkommen. Mittlerweile muss diesem Haustyp in den sächsischen Großstädten Seltenheitswert bescheinigt werden. LfD/2011 | 09263611 |
| Direkt Bild zu diesem Denkmal hochladen | Denkmal für Opfer des Faschismus | Nikolai-Rumjanzew-Straße (Karte) | 1960 (Denkmal) | Granitmonolith mit Inschrift, Dokument für den Widerstand am Ende des Faschismus mit Geschichtswert und Erinnerungswert Denkmal zur Erinnerung an die vermutlich größte deutsch-sowjetische Widerstandsgruppe in Deutschland unter der Leitung des Deutschen Max Hauke und des russischen Drehers und verschleppten Fremdarbeiters Nikolai Rumjanzew, der unweit des Gedenksteines in der Gartenlaube der Familie Hauke lebte. Der Widerstandsgruppe gegen den Faschismus wurde von Kommunisten in den Jahren 1942–1944 gebildet, bevor ein Teil von ihnen der Gestapo in die Hände fiel, die Sowjetbürger wurden in Auschwitz ermordet, die deutschen Widerstandskämpfer in Dresden zum Tode verurteilt. Jedoch gelang diesen im Zusammenhang mit dem Luftangriff alliierter Bomberverbände auf die Stadt die Flucht. Der Gedenkstein aus Granit wurde am 15. Jahrestag der Befreiung am 8. Mai 1960 eingeweiht. Über der Inschrift ist die Fahne der Sowjetunion abgebildet. | 09263612 |
|                                         | Mietshaus in geschlossener Bebauung in Ecklage und Gartenlaube im Hof | Panitzstraße 1 (Karte) | um 1900 (Mietshaus) | ehemals mit Läden, Putzfassade, Holzpaneele, Windfangtür, baugeschichtlich von Bedeutung | 09263625 |
| Weitere Bilder                          | Mietshaus in offener Bebauung in Ecklage | Panitzstraße 2 (Karte) | 1906–1907 (Mietshaus) | mit Eckladen, Putzfassade, baugeschichtlich von Bedeutung als Zeugnis der Ortserweiterung, städtebaulich unverzichtbar an der Ecke Rolf-Axen-Straße und Ruststraße Der Bauantrag für das dreigeschossige Wohngebäude in exponierter Ecklage wurde am 8. Dezember 1906 durch den ausführenden Maurermeister Karl Richard Leonhardt gestellt und selbiges Ende September 1907 zur Ingebrauchnahme freigegeben. Eine Wohnung sowie eine Ladenwohnung kamen im Parterre zur Einrichtung und jeweils drei Wohnungen in den oberen Stockwerken. Bemerkenswert für die Zeit ist die Einrichtung von Bädern mit WC in den zwei seitlich situierten Wohnungen, der mittlere Mietbereich erhielt dies erreichbar über den Hausflur. Im Jahr 1908 kam eine Restauration mit Gesellschafts- und Billardzimmer in den Ladenräumen zur Einrichtung, die 1913 durch einen Bäckerladen, hernach durch Café und eine Fahrradhandlung abgelöst wurden. Da der Inhaber des Radgeschäfts Hermann Schuster zudem eine Tankstellenkonzession besaß, sollte 1940 der Erdgeschossbalkon an der heutigen Gießerstraße zu einem Tankwartraum umgenutzt werden. Bereits 1926/1927 ist die Aufstellung einer Benzinpumpe der Rhenania-Ossag, Mineralölwerke AG auf dem Grundstück belegt (Tankstellenabbruch war 1998 beabsichtigt). Das Haus ist komplett verputzt, vom Jugendstil geprägte Lisenen und Sichtfachwerk im Traufbereich charakterisierten den markanten Eckbau. Heute ist in den Eckbereich des Erdgeschosses wieder Gastronomie vorhanden. Die Ausstattung des Gebäudes hat sich in weiten Teilen erhalten. Städtebaulich unverzichtbarer Kopfbau an der Kreuzung Panitzstraße, Ruststraße, Rolf-Axen-Straße, als Dokument der Ortserweiterung baugeschichtlich von Bedeutung. LfD/2014 | 09299025 |
|                                         | Mietshaus in geschlossener Bebauung und Gartenlaube im Hof | Panitzstraße 3 (Karte) | 1901–1902 (Mietshaus) | Putzfassade, baugeschichtlich von Bedeutung Maurermeister Albert Leonhardt stellte am 8. Juni 1901 einen Bauantrag zur Errichtung eines Wohnhauses, das er auch selbst aufzuführen gedachte, die Schlussprüfung fand am 25. Juni 1902 statt. Folgend können weitere Grundstücksbesitzer genannt werden: Baumeister Otto Emil Leonhardt (ab 1907), Oberpostschaffner Karl Eduard Louis Schneider (1912), später die Schneiderschen Erben und ab 1937 Johannes Lohse, Maria verw. Dittmann und Elisabeth ehl. Kreutzburg. Das verputzte Gebäude mit Nutung und Kunststeingliederungen ohne umfänglicheren Dekor, zwei Wohnungen pro Etage mit jeweils zwei Zimmern zur Straße, Kammer und Küche zum Hof, einem zentral liegenden Korridor und einem nicht unter Wohnungsverschluss liegenden Abort. Erhalten die solide handwerkliche Ausstattung des Treppenhauses und des Eingangsbereiches nebst einer späteren Ausmalung. Pläne wurden 1934 für den Ausbau des Dachgeschosses durch Architekt Walter May vorgelegt. Im Garten ehemals eine Gartenlaube, die 1914 als Hühnerstall von Louis Schneider errichtet worden war. In den Jahren 1995/1996 Sanierung einhergehend mit einem weiteren Dachgeschossausbau. Baugeschichtlich und ortsgeschichtlich bedeutsam. LfD/2012, 2013 | 09263626 |
|                                         | Mietshaus in halboffener Bebauung | Panitzstraße 4 (Karte) | um 1905 (Mietshaus) | Putzfassade, Wohnungstüren mit Supraporten, baugeschichtlich von Bedeutung | 09298796 |
|                                         | Mietshaus in geschlossener Bebauung | Panitzstraße 7 (Karte) | um 1900 (Mietshaus) | Klinkerfassade, Stuck und Windfangtür im Eingang, baugeschichtlich von Bedeutung | 09263627 |
| Weitere Bilder                          | Doppelmietshaus in offener Bebauung | Panitzstraße 10; 12 (Karte) | 1905/1910 (Doppelmietshaus) | Putzfassade, Bleiglasfenster im Treppenhaus, im Reform- und Jugendstil, baugeschichtlich von Bedeutung | 09263628 |
|                                         | Mietshaus in geschlossener Bebauung | Panitzstraße 11 (Karte) | um 1907 (Mietshaus) | mit Hausdurchgang, Putzfassade, baugeschichtlich von Bedeutung | 09298797 |
|                                         | Mietshaus in offener Bebauung in Ecklage | Panitzstraße 14 (Karte) | um 1910 (Mietshaus) | ehemals mit Eckladen, Putzfassade, Bleiglasfenster im Treppenhaus, baugeschichtlich von Bedeutung | 09263629 |
|                                         | Mietshaus in geschlossener Bebauung | Panitzstraße 19 (Karte) | 1902 (Mietshaus) | Putzfassade, Stuck im Eingangsbereich, baugeschichtlich von Bedeutung Merkwürdigerweise sind für die Nrn. 15, 17, 19 identische Fassadenzeichnungen in den Bauakten zu finden, obwohl die Ausführungszeiträume und die Bauherren der Mietshäuser unterschiedlich sind. Maurermeister Karl Richard Leonhardt aus Kleinzschocher initiierte Nummer 19 am 5. Oktober 1901, verkaufte Grundstück und Baugenehmigung zum 1. Januar 1902 an den Maurer und Baugeschäftsinhaber Johann Karl Krell aus Knautkleeberg. Dieser führte den Bau bis zum Juli 1902 aus. Ab 1906 ist das Haus im Besitz von Maurer Friedrich August Burkhardt, 1914 von Gastwirt Paul Friedrich Burkhardt, 1936 gehört es Marie Gottschalk geb. Burkhardt, die es noch im gleichen Jahr an Schlossermeister Johannes Lux verkauft. Keine drei Monate später übernimmt Fleischermeister Wilhelm Kasparek, der mit dem Antrag auf Einbau einer Dachwohnung im Jahr 1937 scheitert. Am 3. April 1989 wurde der Prüfbescheid einer Funktionsbereichsmodernisierung ausgefertigt. Die für einen Arbeitervorort typische Putzfassade mit ausgewogener Proportion, Stockgesims, akzentuierenden Fensterverdachungen im 1. Obergeschoss und stuckverzierter Traufe. Erhalten die einfache originale Ausstattung. Baugeschichtlicher Wert. LfD/2012, 2013 | 09263630 |
|                                         | Mietshaus in offener Bebauung und Hofpflasterung | Pörstener Straße 1 (Karte) | 1900–1902 (Mietshaus) | Klinkerfassade, rückseitig Veranden, Wohn- und Gewerbegrundstück mit ortsteilgeschichtlichem Wert 1894 wurde die zwei Jahre zuvor auf Steinmetzmeister Karl Oehm ausgereichte Bauconcession durch dessen Witwe Anna verw. Oehm zurückgegeben. Auch ein im Sommer 1898 eingereichtes Baugesuch von Architekt Bruno Seyfferth erfuhr keine Umsetzung. Erst 1900 wurde ein Wohnhausprojekt auf den Weg gebracht, von Bauunternehmer Carl Schmidt und dem von ihm vertraglich gebundenen Architekten Richard Müller, der gleichfalls die Bauleitung innehatte. Im März 1902 fand die Schlussabnahme statt für den Bau mit jeweils zwei Wohnungen pro Etage, einer Klinkerfassade über genutetem Erdgeschoss und einem heute nicht mehr vorhandenen Waschhausbau. Die Beletage wird durch aufwendigere Fensterrahmungen hervor gehoben, die Traufzone durch historistischen Stuckdekor akzentuiert. Die Ausstattung ist nur in Teilen erhalten, Sanierung und Modernisierung – einhergehend mit Balkonanbau sowie Dachgeschossausbau mit Liegefenstern – 1999 für Guldner & Hawly aus München nach eigenen Vorlagen. Störend die Kunststofffenster und die ebensolche rückwärtige Hauseingangstür. Als Bestandteil der planmäßigen Ortserweiterung von ortsteilentwicklungsgeschichtlicher und baugeschichtlicher Bedeutung. LfD/2012 | 09263607 |
|                                         | Mietshaus in halboffener Bebauung | Pörstener Straße 3 (Karte) | um 1900 (Mietshaus) | Putzfassade mit Klinkerimitation, ortsteilgeschichtlicher Wert | 09298819 |
|                                         | Mietshaus in halboffener Bebauung mit Waschhaus und Hofpflasterung | Pörstener Straße 8 (Karte) | 1889–1890 (Mietshaus) | Putzfassade, Dokument der Ortsteilentwicklung, baugeschichtlich von Interesse Grünwarenhändler August Heinrich Skuhr begehrte 1889 ein Wohnhaus sowie ein Stallgebäude zu errichten, verpflichtete Richard Leonhardt mit Entwurf/Ausführung und hielt im Februar 1890 das Bau-Revisions-Protokoll der Schlussabnahme in Händen. Beteiligt war am Projekt der Maurer Ernst Skuhr. Im Hintergebäude war neben der Waschküche ein gewölbter Pferdestall, Schuppen und ein Heuboden eingerichtet. Im Vorderhaus befinden sich in jedem Stockwerk zwei Wohnungen, das zu Wohnzwecken konzipierte Mansardgeschoss war nicht genehmigt worden. 1997/1998 ein nicht ausgeführter Bauantrag für Balkonanbau und Dachgeschossausbau durch Helmut Völker. Erhalten geblieben ist das in Klinkermauerwerk ausgeführte Hofgebäude und das historische Hofpflaster, die Fassade des Vorderhauses ist verputzt und besitzt eine zurückhaltende Stuckdekoration. Als Dokument der Ortserweiterung ist das einfache Gebäude einschließlich der Nebenanlagen baugeschichtlich und ortsentwicklungsgeschichtlich von Wert. LfD/2014 | 09298818 |
|                                         | Doppelmietshaus in offener Bebauung | Pörstener Straße 13; 15 (Karte) | um 1910 (Doppelmietshaus) | Fassade mit Klinker- und Putzgliederung, hölzerne Veranden auf der Rückseite, baugeschichtlich von Bedeutung | 09263609 |
|                                         | Mietshaus in offener Bebauung in Ecklage | Pörstener Straße 14 (Karte) | 1902–1904 (Mietshaus) | Klinkerfassade, ehemals mit Eckladen, dem in Ecklage stehenden Gebäude kommt ein baugeschichtlicher und ein ortsentwicklungsgeschichtlicher Wert zu Paul Schaaf initiierte gemeinsam mit Architekt Josef Miller im Herbst 1896 einen Wohnhausbau, dem abschlägiger Bescheid erteilt wurde und der dann nicht weiter verfolgt wurde. Erst 1902 unternahm Privatmann Carl Fehse einen neuerlichen Anlauf zur Bebauung des Grundstücks, wozu der Connewitzer Architekt F. Otto Gerstenberger hinzugezogen wurde hinsichtlich Entwurf und Ausführung. Nach Erteilung der Baugenehmigung im Oktober 1902 erfuhr das Grundstück den Weiterverkauf an den Maurer Herrmann Lewandowsky, der Maurermeister Max Bernhardt und Baumeister Julius Richard Porsche in die Umsetzung des Vorhabens einband. Während der Arbeiten 1903 stockte das Vorhaben, das Grundstück ging an Kaufmann Hermann Josef Kaiser über, der das Haus im Frühjahr 1904 zu Ende führen ließ. Der Ladeneinbau mit zwei Schaufenstern erfolgte 1907 unter Baugeschäftsinhaber Ernst Schlegel, der Finanzierung, Ausführung, Bauleitung und Entwurf übernahm. Wirkungsvoll steht das Gebäude an der Ecke Luckaer Straße, mit zwei verklinkerten Obergeschossen über heute geglättet verputztem Erdgeschoss. Bemerkenswert sind die Fensterrahmungen aus Kunststein, im Übergang zwischen Historismus und Jugendstil. Teilweise überkommen ist die Ausstattung. Dem in Ecklage stehenden Gebäude kommt ein baugeschichtlicher und ein ortsentwicklungsgeschichtlicher Wert zu. LfD/2014 | 09305112 |
|                                         | Mietshaus in offener Bebauung | Pörstener Straße 16 (Karte) | 1909–1910 (Mietshaus) | Putzfassade, Bestandteil der Ortsteilentwicklung, stadtteilgeschichtlich von Interesse Pläne für das mit einer recht ungewöhnlichen Fassade versehene Mietshaus aus den Jahren 1901/1910 legte Architekt M. E. Reichardt aus Leipzig-Gohlis vor, der zunächst von Maurermeister Wilhelm Kother unter Vertrag genommen worden war. Das Grundstück ging jedoch bereits vor Beginn der Bauarbeiten in den Besitz von Cementwarenhändler Friedrich Paul Bernhardt und Maurermeister Theodor Fahnert über. Ein ungewöhnlicher Vermerk findet sich in der Bauakte, wo seitens der Aufsichtsbehörde vermerkt wird: „Fahnert hat schon viele Häuser, z. Zt. auch in Kleinzschocher, gebaut und gehört zu denjenigen die scharf überwacht werden müssen“. Im August 1910 legt Architekt M. E. Reichardt Tekturen für die Fassade vor, bevor am 30. September die Schlussbauabnahme erfolgte. Im Jahr 1923 ergeht Bauantrag für den Einbau einer Dachgeschosswohnung mit Unterlagen von Architekt und Baumeister Gustav Spatzier für den Bauherren Arthur Hartung, der 1926–1927 eine zweite Wohneinheit im Dach ausbauen lässt. Dachwohnung Nummer 3 folgt 1931/1932 sowie ein 1935 bis 1938 ein Umbau der Mittelwohnungen. Antrag für Ausbau Spitzboden, Balkonneuanbau, Grundrißänderungen, Einbau eines Personenaufzuges 1998 durch WF Bauträger GmbH aus Eching und Planfertigung von Dipl.-Ing. Architekt Uwe-Michael Hönle aus Leipzig. Die Glattputzfassade des Hauses besitzt eine feine Nutung und zweifarbig eingefärbten Verputz. Von der Ausstattung erhalten u. a. das Treppenhaus nebst Windfangtür. Baugeschichtliche und ortsteilentwicklungsgeschichtliche Bedeutung, Bestandteil im geschlossenen Ensemble des Erweiterungsgebietes Kleinzschocher. LfD/2011, 2013 | 09298820 |
|                                         | Mietshaus in offener Bebauung in Ecklage | Pörstener Straße 17 (Karte) | um 1905 (Mietshaus) | Putzfassade, Eckbau, ortsteilgeschichtlich und baugeschichtlich von Interesse | 09298999 |
| Direkt Bild zu diesem Denkmal hochladen | Wohnhaus (mit zwei Hausnummern) in geschlossener Bebauung und Hofpflaster | Ratzelstraße 10; 10a (Karte) | 1928 (Wohnhaus) | drei- und viergeschossiges Gebäude mit Läden und Tordurchfahrt, reich gegliederte Klinkerfassade, dem Expressionismus verpflichtet, Bleiglasfenster im Treppenhaus, erbaut als Konsumverkaufsstelle, baugeschichtlich von Bedeutung | 09263631 |
| Weitere Bilder                          | Schule, mit Turnhalle, Brunnen im Hof und Einfriedung sowie Schulhof | Ratzelstraße 26 (Karte) | 1928–1929 (Schule) | Schule als U-förmige Anlage, Putzbau mit Klinkergliederung, Architekt: Stadtbaurat Hubert Ritter, stilistisch zwischen Traditionalismus und Modernismus, baugeschichtlich und kunstgeschichtlich von Bedeutung | 09263632 |
| Weitere Bilder                          | Einzeldenkmal der Sachgesamtheit Meyersche Häuser Kleinzschocher (Obj. 09304994): 28 Mietshäuser | Ratzelstraße 47; 49; 51; 53; 55; 57; 59; 61; 63; 65; 67; 69; 71; 73; 75; 77; 79; 81; 83; 85; 87; 89; 91; 93; 95; 97; 99; 101 (Karte) | 1907–1908 (Mehrfamilienwohnhaus) | Mietshäuser des sozialen Wohnungsbaus, siehe auch Hermann-Meyer-Straße 1–85 und 2–46, Schönauer Straße 172–178 und Kurt-Kresse-Straße 61–99, städtebaulich, bauhistorisch und sozialgeschichtlich von Bedeutung | 09263557 |
| Weitere Bilder                          | Mietshaus in halboffener Bebauung in Ecklage | Rolf-Axen-Straße 2 (Karte) | 1906–1908 (Mietshaus) | mit Läden, Putzfassade mit Eckturm, Wandkacheln und Windfangtür im Eingang, Bleiglasfenster im Treppenhaus, baugeschichtlich von Bedeutung Als städtebaulich unverzichtbarer Kopfbau fügt sich das Mietshausgebäude zwischen die ehemalige Bahnhof- und die Gustav-Adolf-Straße, heute also Rolf-Axen-Straße und Gießerstraße. Der Bauunternehmer Moritz Arras zog als Initiator und Ausführender den Architekten Carl Wolf hinzu, der ihm Entwürfe lieferte und die Bauleitung übernehmen sollte, diese Aufgabe jedoch erhielt später Georg Reinhold Kühn. Im Oktober 1906 genehmigte das Bauamt das „Vorderwohngebäude mit Verkaufsläden und Lagerräumen im Erdgeschoss nebst Waschhausanbau“, wofür Architekt Max Günther statische Berechnungen nachreichte. Anfang April 1908 wurde die Ingebrauchnahme nach erfolgter Schlussprüfung gestattet. Ausbau einer Dachgeschosswohnung 1922 durch Gustav Spatzier für Franz Sander. Selbiger Spatzier erhielt 1925 den Auftrag für Ausbesserungsarbeiten an den Putzfassaden. Die Entwurfspläne zeigen ein großes Zwerchhaus, eingespannt zwischen zwei sehr wirkungsvoll in den weiten Kreuzungsbereich weisenden Eckerker mit Turmaufsätzen und verschieferten Turmhauben. Verschiedene Putzstrukturen, Kunststeinformteile und Dekor des späten Jugendstils schmückten die klar gerasterte und heute leider stark geglättete Fassade. Baugeschichtlich, städtebaulich und ortsteilentwicklungsgeschichtlich bedeutsamer Kopfbau im Erweiterungsgebiet, Sanierung 2015 LfD/2014, 2017 | 09263633 |
|                                         | Mietshaus in geschlossener Bebauung mit Einfriedung rückwärtig zur Gießerstraße | Rolf-Axen-Straße 4 (Karte) | um 1906 (Mietshaus) | Klinkerfassade, Holzpaneele und Windfangtür im Eingang, baugeschichtlich von Bedeutung | 09263634 |
|                                         | Mietshaus in halboffener Bebauung in Ecklage | Rolf-Axen-Straße 5 (Karte) | um 1900 (Mietshaus) | mit ehemaligem Eckladen und ehemals weiteren Läden, Putz-Klinker-Fassade, baugeschichtlich von Bedeutung | 09263635 |
|                                         | Mietshaus in geschlossener Bebauung | Rolf-Axen-Straße 6 (Karte) | um 1909 (Mietshaus) | ehemals Putz-Klinker-Fassade, baugeschichtlich von Bedeutung | 09299024 |
|                                         | Mietshaus in geschlossener Bebauung | Rolf-Axen-Straße 7 (Karte) | um 1905 (Mietshaus) | Klinkerfassade, Stuckrahmungen im Eingangsbereich, baugeschichtlich von Bedeutung | 09299003 |
|                                         | Mietshaus in halboffener Bebauung | Rolf-Axen-Straße 8 (Karte) | um 1905 (Mietshaus) | Putz-Klinker-Fassade, Holzpaneele im Eingangsbereich, baugeschichtlich von Bedeutung | 09299023 |
|                                         | Mietshaus in geschlossener Bebauung | Rolf-Axen-Straße 14 (Karte) | um 1907 (Mietshaus) | ehemals mit Laden, Klinkerfassade, baugeschichtlich von Bedeutung | 09299051 |
|                                         | Mietshaus in geschlossener Bebauung | Rolf-Axen-Straße 16 (Karte) | um 1900 (Mietshaus) | Putzfassade, Holzpaneele und Stuckkehle im Eingangsbereich, baugeschichtlich von Bedeutung | 09298784 |
|                                         | Mietshaus in geschlossener Bebauung | Rolf-Axen-Straße 20 (Karte) | um 1910 (Mietshaus) | Klinkerfassade, Wandfliesen im Eingang und Bleiglasfenster im Treppenhaus, baugeschichtlich von Bedeutung | 09263636 |
|                                         | Mietshaus in geschlossener Bebauung | Rolf-Axen-Straße 25 (Karte) | um 1909 (Mietshaus) | Putzfassade, Stuckkehle, Windfangtür mit farbigem Strukturglas, Wohnungstüren mit Gitter und Supraporten, Bleiglasfenster im Treppenhaus, Reste von Schablonenmalerei, baugeschichtlich von Bedeutung | 09298788 |
|                                         | Mietshaus in halboffener Bebauung | Rolf-Axen-Straße 27 (Karte) | um 1909 (Mietshaus) | Putzfassade, Treppenhausfenster mit Resten farbiger Bleiverglasung, Flurlampe original, baugeschichtlich von Bedeutung | 09298787 |
|                                         | Mietshaus in halboffener Bebauung in Ecklage | Rolf-Axen-Straße 33 (Karte) | um 1905 (Mietshaus) | Putzfassade, Schablonenmalerei, Holzpaneele, eiserne Kellerschranke, baugeschichtlich von Bedeutung | 09298779 |
| Direkt Bild zu diesem Denkmal hochladen | Lokschuppen, Dienstgebäude und Gütergebäude eines ehemaligen Bahnbetriebswerks sowie Stellwerk am Bahnbetriebswerk (westlich gelegen, nahe Diezmannstraße 23) | Ruststraße (Karte) | 1901–1902 (Lokschuppen), um 1890 (Stellwerk) | Klinkerbauten in historistischen Formen, Klinkergliederungen, ursprünglich Bahnbetriebswerk der Kgl.-Sächsischen Staatseisenbahnen, Zeugnis der regionalen Eisenbahnentwicklung, siehe auch Bahnhof Leipzig-Plagwitz (Leipzig-Plagwitz, Engertstraße 36/38) und Industriebahnhof Leipzig-Plagwitz (Röckener Straße 2–38) sowie preußischer Teil des Bahnbetriebswerkes Leipzig-Plagwitz (Leipzig-Kleinzschocher, Schönauer Straße 113), verkehrsgeschichtlich und technikgeschichtlich von Bedeutung | 09305780 |
|                                         | Mietshaus in geschlossener Bebauung in Ecklage | Ruststraße 1 (Karte) | 1890/1895 (Mietshaus) | ehemals mit Eckladen, Putzfassade, baugeschichtlich von Bedeutung | 09263637 |
|                                         | Mietshaus in halboffener Bebauung | Ruststraße 2 (Karte) | um 1900 (Mietshaus) | Klinkerfassade, Holzpaneele, Stuck und Windfangtür im Eingang, Bleiglasfenster im Treppenhaus, baugeschichtlich von Bedeutung | 09263638 |
|                                         | Mietshaus in geschlossener Bebauung | Ruststraße 3 (Karte) | um 1900 (Mietshaus) | Putzfassade, Holzpaneele und Schablonenmalerei im Eingang, baugeschichtlich von Bedeutung | 09263639 |
|                                         | Mietshaus in geschlossener Bebauung und Hofpflasterung | Ruststraße 5 (Karte) | um 1900 (Mietshaus) | mit Tordurchfahrt, Laden, Putzfassade, Holzpaneele, baugeschichtlich von Bedeutung | 09298802 |
|                                         | Mietshaus in geschlossener Bebauung und Hofpflasterung | Ruststraße 7 (Karte) | um 1900 (Mietshaus) | mit Tordurchfahrt, Putzfassade, baugeschichtlich von Bedeutung | 09298803 |
|                                         | Mietshaus in geschlossener Bebauung | Ruststraße 8 (Karte) | um 1905 (Mietshaus) | Putz-Klinker-Fassade, Wandfliesen mit Abschlussleiste, Stuckrahmung und Kehle im Eingangsbereich, Windfangtür, Wohnungstüren mit Gitter und Supraporten, baugeschichtlich von Bedeutung | 09298798 |
|                                         | Mietshaus in geschlossener Bebauung | Ruststraße 9 (Karte) | um 1900 (Mietshaus) | mit Tordurchfahrt, Laden, Putzfassade, Reste von Schablonenmalerei im Treppenhaus, baugeschichtlich von Bedeutung | 09290725 |
|                                         | Mietshaus in geschlossener Bebauung | Ruststraße 10 (Karte) | 1900–1901 (Mietshaus) | Putz-Klinker-Fassade, Jalousieblenden, Holzpaneele, Windfangtür, Schablonenmalerei, baugeschichtlich von Bedeutung Neben einem Wohngebäude wurden auch eine Glaserwerkstatt und ein Waschhaus beantragt und Rob. Weber mit der Bauleitung beauftragt. Initiator war der in Kleinzschocher ansässige Glasermeister Karl Kleine. Knapp zwei Monate später, im Juni 1900, gelangte das Grundstück durch Verkauf in den Besitz von Bauunternehmer Maximilian Oscar Kirsten in Schleußig, der den Bau in Angriff nahm und das Gebäude bis auf den Innenausbau im Frühjahr 1901 fertig stellte. Nach Zwangsversteigerung im Mai 1901 ließ Privatmann Franz Hermann Heller aus Möckern die letzten Arbeiten ausführen, auf das Werkstattgebäude wurde verzichtet. Im Februar nachträgliche Genehmigung der durch den Architekten M. E. Reichardt geänderten Pläne. In der Besitzerfolge können genannt werden: Fleischermeister Max Paul Müller (1903), Gutsbesitzer Robert Reinhold Trauschel aus Altenroda (1903), Gasthofbesitzer August Franz Hartmann in Weißenfels (1904), Tischler Gustav Otto Reichardt in Lindenau (1910). Otto Reichardt stellt 1956 einen Antrag zum Umbau des Ladens in Wohnraum. Die Putz-Klinker-Fassade des Zweispänner-Mietshauses zeigt im Entwurf eine prächtige Stuckdekoration in der Beletage und weniger aufwändige Fensterrahmungen in den beiden darüber liegenden Obergeschossen. Diese zunächst von Weber konzipierte streng klassisch formulierte Fassadenarchitektur mit betonten Seitenachsen kam nicht zur Ausführung. Heute die Fassade des umgesetzten Entwurfes leider im ersten Obergeschoss geglättet, der Hauseingang mit in dieser Form recht seltener Portalrahmung. Zur originalen Ausstattung gehört das Treppenhaus, die Haustür in Anlehnung an das historische Vorbild neu angefertigt, die stehenden Dachgauben störend in der Ansicht des geschlossenen Straßenzuges. Baugeschichtliche Bedeutung. Lfd/2012 | 09298799 |
|                                         | Mietshaus in geschlossener Bebauung | Ruststraße 11 (Karte) | 1895/1900 (Mietshaus) | mit Tordurchfahrt, Putzfassade, Ätzglas im Treppenhaus, Holzpaneele in der Tordurchfahrt, baugeschichtlich von Bedeutung | 09263640 |
|                                         | Mietshaus in geschlossener Bebauung | Ruststraße 12 (Karte) | um 1905 (Mietshaus) | Putz-Klinker-Fassade, baugeschichtlich von Bedeutung | 09298800 |
|                                         | Mietshaus in geschlossener Bebauung und Gartenlaube im Hof | Ruststraße 13 (Karte) | um 1895 (Mietshaus) | Mietshaus mit Tordurchfahrt und mit Laden, Putzfassade, baugeschichtlich von Bedeutung | 09263641 |
|                                         | Mietshaus in geschlossener Bebauung | Ruststraße 14 (Karte) | um 1900 (Mietshaus) | Klinkerfassade, Stuck im Eingang, baugeschichtlich von Bedeutung | 09263642 |
|                                         | Mietshaus in geschlossener Bebauung | Ruststraße 16 (Karte) | 1899–1900 (Mietshaus) | Putz-Klinker-Fassade, baugeschichtlich von Bedeutung als Mietshaus im geschlossenen Straßenzug Zunächst bemühte sich Bauunternehmer Robert Weber aus Großzschocher um die Baukonzession eines Wohngebäude sowie eines separat im Hof zu errichtenden Waschhauses – nach Erhalt trat Weber die Genehmigung nebst Grundstück an den Maurerpolier (oder Maurermeister?) Wilhelm Theodor Fahnert ab. An den Arbeiten, an deren Ende die Beantragung der Schlussbesichtigung stand, war Architekt Albert Wolf involviert. Instandsetzungsarbeiten wurden 1955 und die Funktionsbereichsmodernisierung 1989 beabsichtigt. Hinter dem Aufbau der „klassischen“ Fassade in recht strengem Raster waren in jeder Etage eine Wohnung mit vier und eine Wohnung mit drei Räumen nebst den üblichen Funktionsräumen vorgesehen, Toiletten noch über die Treppe. Eine Heraushebung erfahren die beiden mittleren Etagen durch Fensterrahmungen aus Kunststeinelementen, und einige Verdachungen, in den Stuck (Muschelmotive) liegt. Hier ehemals weitere Stuckdekoration, die zudem auch im Traufbereich vorhanden war. Zur Ausstattung gehören unter anderem Elemente des Treppenraumes, während beispielsweise Fußbodenfliesen und die Treppenhausfenster erneuert wurden. Das Mietshaus im geschlossenen Straßenzug ist ein baugeschichtliches Zeugnis der Ortserweiterung. LfD/2014 | 09299000 |
|                                         | Mietshaus in geschlossener Bebauung und Hofpflasterung | Ruststraße 17 (Karte) | um 1900 (Mietshaus) | mit Tordurchfahrt, ehemals mit Laden, Putzfassade, Holzpaneele, baugeschichtlich von Bedeutung | 09298804 |
|                                         | Mietshaus in geschlossener Bebauung | Ruststraße 18 (Karte) | um 1905 (Mietshaus) | Putz-Klinker-Fassade, Holzpaneele, baugeschichtlich von Bedeutung | 09298801 |
|                                         | Mietshaus in geschlossener Bebauung | Ruststraße 19 (Karte) | 1895/1900 (Mietshaus) | mit Tordurchfahrt, Putzfassade, baugeschichtlich von Bedeutung | 09263643 |
|                                         | Mietshaus in geschlossener Bebauung | Ruststraße 21 (Karte) | 1890–1891, bezeichnet 1891 (Mietshaus) | mit Tordurchfahrt, mit Läden, Putz-Klinker-Fassade, Stuckfries in der Tordurchfahrt, baugeschichtlich von Bedeutung Mit geradezu überbordender Fassadendekoration präsentiert sich das Mietshaus im geschlossenen Straßenzug – das Erdgeschoss öffnet sich durch Rundbogenfenster zur dahinter liegenden Gastwirtschaft. Zunächst hatten 1890 die Schleußiger Bauunternehmer Gebrüder Kabisch Bauantrag gestellt für zwei Wohnhäuser sowie zwei Waschhäuser und dafür Pläne bei Architekt und Maurermeister F. W. Heine in Auftrag gegeben. Quasi als Doppelhaus sollten die Mietshäuser jeweils als Zweispänner ausgerichtet sein, wobei in jedem Erdgeschoss eine Durchfahrt und eine große Ladenwohnung vorgesehen waren. Für Schönauer Weg bzw. Straße 11 (heute Ruststraße 21) übernahm der auf der gegenüberliegenden Straßenseite wohnende Maler Karl Hermann Fleischer die Initiative, ohne allerdings im Besitz einer gültigen Bauerlaubnis zu sein. Im März 1891 wurden eine nachträgliche Baugenehmigung erteilt und ein Bußgeld verhängt. Einen neuen Fassadenentwurf fertigte Architekt Heinrich Lindemann, der zudem Pläne für Hofgebäude vorlegte: Waschhaus und Wurstküche sowie eine am kleinen Garten gelegene Colonnade für die Gaststättenbesucher. Mehrfach wurden die rückwärtigen Nebengebäude umgebaut, erweitert, umgenutzt. Später erfuhr der „Gesellschaftssaal“ seine Umgestaltung zur Werkstatt. Bekannt ist die Nutzung durch die Maschinenbaufabrik Oskar Hübner & Oskar Schulze. Sanierung und Modernisierung in den Jahren 1992–1994. Zwei rot verklinkerte Seitenrisalite mit gekuppelten Fenstern und üppiger historistischer Stuckdekoration fassen die mittige, gelbe Klinkerfassade über verputztem Erdgeschoss, das Repertoire umfasst u. a. Fruchtgirlanden und Grotesken, Akanthusblätter, Masken, Zahnschnittfries, Kymation und als Hinweis auf die Gastwirtschaft einen fröhlich zechenden „Bierkönig“. Die Ausstattung ist weitgehend erhalten. Als Gastwirtschaft besitzt das Gebäude einen Erinnerungswert, es ist baugeschichtlich, ortsgeschichtlich und wegen der prachtvollen Stuckdekoration auch baukünstlerisch von Bedeutung. LfD/2014 | 09263644 |
|                                         | Mietshaus in halboffener Bebauung in Ecklage | Ruststraße 22 (Karte) | um 1900 (Mietshaus) | ehemals mit Eckladen, Putzfassade, Ätzglas im Treppenhaus, baugeschichtlich von Bedeutung | 09263645 |
|                                         | Mietshaus in geschlossener Bebauung | Ruststraße 24 (Karte) | um 1905 (Mietshaus) | Klinkerfassade, Jalousieblenden, Stuckrahmung und Stuckkehle, baugeschichtlich von Bedeutung | 09298807 |
|                                         | Mietshaus in halboffener Bebauung | Ruststraße 26 (Karte) | um 1905 (Mietshaus) | mit Tordurchfahrt, Klinkerfassade, baugeschichtlich von Bedeutung | 09298808 |
|                                         | Mietshaus in geschlossener Bebauung in Ecklage | Ruststraße 27 (Karte) | um 1900 (Mietshaus) | Putz-Klinker-Fassade, Schablonenmalerei, Windfangtür, baugeschichtlich von Bedeutung | 09298805 |
|                                         | Mietshaus in geschlossener Bebauung | Ruststraße 29 (Karte) | um 1900 (Mietshaus) | Putzfassade, baugeschichtlich von Bedeutung | 09298806 |
|                                         | Mietshaus in geschlossener Bebauung | Ruststraße 31 (Karte) | 1885–1886 (Mietshaus) | Putzfassade, Mietshaus im Ensemble des Erweiterungsgebietes, baugeschichtlich bedeutsam Der Bauantrag für ein Wohngebäude mit hofseitig angebautem Waschhaus wurde am 22. Mai 1895 gestellt. Ausführender und Bauherr war Zimmermeister August Mätzschker. Zudem war Maurermeister Paul Richardt Leonhardt am Unternehmen beteiligt, dessen Abschluss die Endabnahme am 2. April 1896 bildete. Pro Etage wurden zwei Wohnungen mit zwei zur Straße liegenden Stuben sowie Kammer und Küche vorgesehen. Die in den oberen Etagen axialsymmetrisch konzipierte Fassade mit glattem Verputz über Klinkersockel, Kunststeingliederung, Stuckkonsolen unter den Fensterverdachungen sowie Zahnschnittfries an der Traufe. Ehemals Ladeneinbau im Erdgeschoss, noch Juli 2013 ruinöser Zustand bei Verlust fast der kompletten Originalausstattung. Baugeschichtlich von Wert, Bestandteil eines geschlossenen historistischen Mietshausquartiers im Ortserweiterungsgebiet. LfD/2012, 2013 | 09304161 |
| Direkt Bild zu diesem Denkmal hochladen | Mietshaus in geschlossener Bebauung in Ecklage | Ruststraße 33 (Karte) | um 1900 (Mietshaus) | mit ehemaligem Eckladen, Putzfassade, baugeschichtlich von Bedeutung | 09298809 |
|                                         | Lokschuppen I und Wasserturm eines ehemaligen Bahnbetriebswerkes sowie Sammlung von Schienenfahrzeugen, Dampflokomotiven und Eisenbahnwaggons eines Eisenbahnmuseums | Kurt-Kresse-Straße (Karte) | um 1890 (Bahnbetriebsanlage), um 1900 (Wasserturm), 1959 (BR 35 1113-6), 1961 (51 50 88-40 115-0/Speisewagen), 1963 (51 80 59-40 091-2/Liegewagen)                         | Lokschuppen Klinkerbau in historistischen Formen, Wasserturm mit Klinkerschaft und verbrettertem Behälter, ursprünglich Bw. der Kgl.-Preußischen Staatseisenbahnen, Zeugnis der regionalen Eisenbahnentwicklung, siehe auch Bahnhof Leipzig-Plagwitz (Leipzig-Plagwitz, Engertstraße 36/38) und Industriebahnhof Leipzig-Plagwitz (Leipzig-Plagwitz, Röckener Straße 2–38) sowie ehemals sächsischen Teil des Bw. Leipzig-Plagwitz (Leipzig-Kleinzschocher, Ruststraße o. Nummer), Dampflokomotiven 52 5448 und 52 8154-8 der 52er Baureihe, Reisezugschlepptenderlokomotive BR 35 1113-6, Reisezugwagen 51 50 88-40 115-0 (WRme), 51 80 39-40 043-8 (A/B), 51 80 59-40 091-2 (Bc), 51 80 19-40 153-9 (A), 51 80 20-40 062-9 (B), 51 80 82-45 001-7 (B/D), Städteexpresswagen 5680 19-40 153-4, verkehrsgeschichtlich und technikgeschichtlich von Bedeutung | 09299595 |
| Weitere Bilder                          | Einzeldenkmal der Sachgesamtheit Meyersche Häuser Kleinzschocher (Obj. 09304994): 25 Mietshäuser | Schönauer Straße 172; 174; 176; 178; 180; 182; 184; 186; 188; 190; 192; 194; 196; 198; 200; 202; 204; 206; 208; 208a; 210; 212; 214; 216; 218 (Karte) | 1911–1914 (Mehrfamilienwohnhaus) | Mietshäuser des sozialen Wohnungsbaus, siehe auch Ratzelstraße 51–59, Kurt-Kresse-Straße 61–99 und Herrmann-Meyer-Straße 1–85 und 2–46, städtebaulich, bauhistorisch und sozialgeschichtlich von Bedeutung | 09263653 |
| Direkt Bild zu diesem Denkmal hochladen | Gedenkstein für Friedrich Eduard Förster | Schwartzestraße (Karte) | vermutlich 1874 (Gedenkstein) | in Sandstein, der Lehrer Friedrich Eduard Förster starb 1874, Erinnerungswert, Zeugnis der Ortsgeschichte | 09263282 |
| Direkt Bild zu diesem Denkmal hochladen | Ehemaliger Friedhof, heute Parkanlage | Schwartzestraße (Karte) | ab 1892 (Friedhof) | ortsgeschichtlich von Bedeutung | 09263661 |
|                                         | Doppelmietshaus einer Wohnanlage | Schwartzestraße 17; 19 (Karte) | 1931 (Doppelmietshaus) | Putzfassade mit Klinkergestaltung, siehe auch Luckaer Straße 1–7, Anklänge an den Stil der Neuen Sachlichkeit, baugeschichtlich von Bedeutung | 09263654 |
| Direkt Bild zu diesem Denkmal hochladen | Mietshaus in halboffener Bebauung in Ecklage | Schwartzestraße 20 (Karte) | um 1900 (Mietshaus) | mit Eckladen, historisierende Klinkerfassade, baugeschichtlich von Bedeutung | 09263660 |
|                                         | Einzeldenkmal der Sachgesamtheit Eisenbahnersiedlung Kleinzschocher (Obj. 09305384, Hartmannsdorfer Straße 1–8): Mietshäuser (mit Hartmannsdorfer Straße 1a und Luckaer Straße 2) einer Wohnanlage | Schwartzestraße 21; 23 (Karte) | 1921–1922 (Mehrfamilienwohnhaus) | Putzfassade, siehe auch Eythraer Straße 5–13, Hartmannsdorfer Straße 1a, 1–7, 2–8, Luckaer Straße 2, 4–10 und Schwartzestraße 25–29, 31, städtebaulich und sozialgeschichtlich von Bedeutung | 09263656 |
|                                         | Mietshauszeile einer Wohnanlage und Hofgrün | Schwartzestraße 25; 27; 29 (Karte) | 1919–1920 (Mehrfamilienwohnhaus) | Putzfassade, siehe auch Eythraer Straße 5–13, Hartmannsdorfer Straße 1a, 1–7 und 2–8, Schwartzestraße 21–23 und 31, Luckaer Straße 2, 4–10, städtebaulich und sozialgeschichtlich von Bedeutung | 09304996 |
|                                         | Teil einer Mietshauszeile (mit Eythraer Straße 5–13) einer Wohnanlage und Hofgrün | Schwartzestraße 31 (Karte) | 1919–1920 (Mehrfamilienwohnhaus) | Putzfassade, siehe auch Schwartzestraße 21–31, Luckaer Straße 4–10, Hartmannsdorfer Straße 1–7, 1a, 2–8, Dokument sozialen Wohnungsbaues unmittelbar nach dem 1. Weltkrieg, ortsteilgeschichtlich von Interesse | 09302618 |
|                                         | Sachgesamtheit Friedhof Kleinzschocher, mit folgenden Einzeldenkmalen: Friedhofskapelle und Leichenhalle, Einfriedungsmauer und Grabmale (Obj. 09263546) sowie gärtnerisch gestaltete Friedhofsanlage | Schwartzestraße 33 (Karte) | 1915 Eröffnung Begräbnisplatz (Friedhof) | Friedhof mit vielen Erbbegräbnis-Wandstellen und zahlreichen Grabplastiken, baugeschichtlich und ortsgeschichtlich von Bedeutung | 09305002 |
| Direkt Bild zu diesem Denkmal hochladen | Denkmal für die Gefallenen des 1. Weltkrieges | Schwartzestraße 33 (Karte) | nach 1918 (Gefallenendenkmal) | ortsgeschichtlich von Bedeutung, Monolith, umgeben von kleinen Steinbrocken, auf angedeutetem Hügel unter Kiefer | 09263547 |
|                                         | Mietshaus in geschlossener Bebauung in Ecklage | Wigandstraße 2 (Karte) | bezeichnet 1902 (Mietshaus) | mit Tordurchfahrt, Läden, Putz-Klinker-Fassade, Malerei im Eingang, baugeschichtlich von Bedeutung | 09263664 |
|                                         | Mietshaus in halboffener Bebauung | Wigandstraße 3 (Karte) | um 1880 (Mietshaus) | Putzfassade, baugeschichtlich von Bedeutung | 09263665 |
|                                         | Doppelmietshaus in geschlossener Bebauung | Wigandstraße 4; 6 (Karte) | 1888 (Doppelmietshaus) | mit Tordurchfahrt und Laden, Putzfassade, Stuckpilaster in der Tordurchfahrt, baugeschichtlich von Bedeutung Für die beiden Wohngebäude stellte der Maurer Friedrich August Rammelt aus Kleinzschocher zu Beginn des Jahres 1888 den Bauantrag, zugleich für rückwärtige Waschhäuser. Bereits im Herbst wurde die Schlussabnahme vorgenommen. Beide Häuser waren zweispännig konzipiert, mit Toiletten auf halber Treppe, Nummer 4 erhielt im Jahr 1900 einen Ladeneinbau. Für dieses Geschäft wurde nach Umbau 1913 die Durchfahrt genommen, weshalb seither die Zuwegung zum hofseitigen Zugang beider Häuser über den Durchgang von Nummer 6 erfolgt. Zeitgleich errichtete Baumeister Richard Rammelt für seinen Schwiegersohn, den Klempnermeister Karl Scannewin, eine Klempnerwerkstatt im Hof des Grundstücks Nummer 4. Über dem Sockel des Hauptgebäudes aus sichtbar belassenem Bruchsteinmauerwerk und (heute) verputzten Kellerfensterrahmungen stehen wirkungsvoll die sechzehn Achsen zählende Fassade mit verputzten Fensterrahmungen und (!) aufgemaltem Klinkermauerwerk. Solcherart Gestaltung findet sich in Leipzig lediglich einem Dutzend Häuser und besitzt daher Seltenheitswert. Der Stuckdekor wurde 1939 bei Fassadenarbeiten durch die Fa. Edmund Wiegleb abgeschlagen, moderne Platzhalter sind die während der letzten Sanierung angebrachten frei erfundenen Traufkonsolen. Von dieser Renovierungsphase stammen auch die Fassadeninschriften und Malereien im 3. Obergeschoss und in der Durchfahrt. Das wirkungsvoll im Straßenraum präsente Wohn- und Gewerbegrundstück besitzt einen baugeschichtlichen Wert. LfD/2017, 2019 | 09263666 |
|                                         | Mietshaus in geschlossener Bebauung | Wigandstraße 5 (Karte) | 1895 (Mietshaus) | mit Tordurchfahrt, Läden, Klinkerfassade, baugeschichtlich von Bedeutung | 09263667 |
|                                         | Mietshaus in geschlossener Bebauung | Wigandstraße 7 (Karte) | um 1900 (Mietshaus) | mit Tordurchfahrt, Laden, Klinkerfassade, baugeschichtlich von Bedeutung | 09263668 |
|                                         | Mietshaus in geschlossener Bebauung | Wigandstraße 8 (Karte) | um 1905 (Mietshaus) | mit Tordurchfahrt, Putzfassade, reiche Schablonenmalerei im Treppenhaus, baugeschichtlich von Bedeutung | 09298823 |
|                                         | Mietshaus in geschlossener Bebauung | Wigandstraße 9 (Karte) | bezeichnet 1891 (Mietshaus) | Klinkerfassade, Holzpaneele im Eingang, baugeschichtlich von Bedeutung | 09263669 |
|                                         | Mietshaus in geschlossener Bebauung und Hofpflasterung | Wigandstraße 11 (Karte) | um 1900 (Mietshaus) | mit Tordurchfahrt, Putz-Klinker-Fassade, baugeschichtlich von Bedeutung | 09298826 |
|                                         | Mietshaus in geschlossener Bebauung | Wigandstraße 12 (Karte) | um 1890 (Mietshaus) | Putzfassade mit Laden und Tordurchfahrt, baugeschichtlich von Bedeutung | 09263670 |
|                                         | Mietshaus in geschlossener Bebauung | Wigandstraße 13 (Karte) | um 1900 (Mietshaus) | Putzfassade, im Eingangsbereich schöne Stuckgliederung, baugeschichtlich von Bedeutung | 09263671 |
|                                         | Mietshaus in geschlossener Bebauung | Wigandstraße 14 (Karte) | um 1890 (Mietshaus) | mit Tordurchfahrt, Putzfassade, baugeschichtlich bedeutsam | 09263672 |
|                                         | Mietshaus in geschlossener Bebauung und Hofgebäude | Wigandstraße 16 (Karte) | um 1895 (Mietshaus) | mit Tordurchfahrt, Putzfassade, farbiges Ätzglas im Treppenhaus, baugeschichtlich von Bedeutung | 09263673 |
|                                         | Mietshaus in geschlossener Bebauung | Wigandstraße 17 (Karte) | vor 1900 (Mietshaus) | mit Tordurchfahrt, ehemals mit Läden, Putzfassade, baugeschichtlich von Bedeutung | 09263674 |
|                                         | Mietshaus in geschlossener Bebauung und Hofpflasterung | Wigandstraße 19 (Karte) | um 1905 (Mietshaus) | mit Tordurchfahrt, Putz-Klinker-Fassade, Holzpaneele, baugeschichtlich von Bedeutung | 09298825 |
|                                         | Mietshaus in offener Bebauung in Ecklage | Wigandstraße 21 (Karte) | um 1905 (Mietshaus) | ehemals mit Eckladen, Putz-Klinker-Fassade, Treppenhausauge, eiserne Kellerschranke, baugeschichtlich von Bedeutung | 09299049 |
|                                         | Mietshaus in geschlossener Bebauung | Wigandstraße 23 (Karte) | um 1900 (Mietshaus) | ehemals mit Läden, Putzfassade, Stuck und Holzpaneele im Eingangsbereich, baugeschichtlich von Bedeutung | 09263675 |
|                                         | Mietshaus in geschlossener Bebauung | Wigandstraße 24 (Karte) | um 1905 (Mietshaus) | Putz-Klinker-Fassade, baugeschichtlich von Bedeutung | 09298824 |
|                                         | Mietshaus in geschlossener Bebauung | Wigandstraße 25 (Karte) | um 1900 (Mietshaus) | mit Tordurchfahrt, Laden, Klinkerfassade, baugeschichtlich von Bedeutung | 09263676 |
|                                         | Mietshaus in geschlossener Bebauung | Wigandstraße 27 (Karte) | um 1900 (Mietshaus) | mit Tordurchfahrt, Putzfassade, Ätzglas im Treppenhaus, baugeschichtlich von Bedeutung | 09263677 |
|                                         | Mietshaus in geschlossener Bebauung | Wigandstraße 29 (Karte) | um 1895 (Mietshaus) | Putzfassade, baugeschichtlich von Bedeutung | 09263678 |
|                                         | Mietshaus in geschlossener Bebauung und Hofgebäude | Wigandstraße 30 (Karte) | um 1895 (Mietshaus) | mit Tordurchfahrt, ehemals mit Laden, Klinkerfassade, Malerei im Treppenhaus, in der Tordurchfahrt Malerei und Klinkergliederung, baugeschichtlich von Bedeutung | 09263679 |
|                                         | Mietshaus in geschlossener Bebauung | Wigandstraße 31 (Karte) | um 1895 (Mietshaus) | Putzfassade, farbiges Ätzglas im Treppenhaus, Windfangtür, baugeschichtlich von Bedeutung | 09263680 |
|                                         | Mietshaus in geschlossener Bebauung | Wigandstraße 32 (Karte) | um 1895 (Mietshaus) | mit Tordurchfahrt, mit Laden, Klinkerfassade, Stuckgliederung in der Tordurchfahrt, baugeschichtlich von Bedeutung | 09263681 |
|                                         | Mietshaus in geschlossener Bebauung | Wigandstraße 33 (Karte) | um 1895 (Mietshaus) | Klinker-Putz-Fassade, baugeschichtlich von Bedeutung | 09263682 |
|                                         | Mietshaus in geschlossener Bebauung | Wigandstraße 34 (Karte) | um 1895 (Mietshaus) | mit Hausdurchgang, mit Laden, Klinkerfassade, Stuck und Holzpaneele in der Tordurchfahrt, baugeschichtlich von Bedeutung | 09263683 |
|                                         | Mietshaus in geschlossener Bebauung | Wigandstraße 36 (Karte) | 1895/1900 (Mietshaus) | mit Tordurchfahrt, Laden, Klinkerfassade, Stuckgliederung und Holzpaneele in der Tordurchfahrt, baugeschichtlich von Bedeutung | 09263684 |
|                                         | Mietshaus in geschlossener Bebauung | Wigandstraße 38 (Karte) | nach 1895 (Mietshaus) | mit Tordurchfahrt, Laden, Klinkerfassade, baugeschichtlich von Bedeutung | 09263685 |
|                                         | Mietshaus in geschlossener Bebauung | Wigandstraße 39 (Karte) | um 1895 (Mietshaus) | ehemals mit Laden, Klinkerfassade mit Stuck- und Kunststeingliederung, Stuck im Eingangsbereich, baugeschichtlich von Bedeutung | 09263686 |
|                                         | Mietshaus in geschlossener Bebauung | Wigandstraße 40 (Karte) | nach 1900 (Mietshaus) | Klinkerfassade, Stuckkehle, Holzpaneele und Windfangtür im Eingangsbereich, baugeschichtlich von Bedeutung | 09263687 |
|                                         | Mietshaus in geschlossener Bebauung | Wigandstraße 41 (Karte) | um 1905 (Mietshaus) | Klinkerfassade, baugeschichtlich von Bedeutung | 09298780 |
|                                         | Mietshaus in geschlossener Bebauung in Ecklage | Wigandstraße 42 (Karte) | um 1900 (Mietshaus) | mit Hausdurchgang, ehemals mit Eckladen, Putz-Klinker-Fassade, baugeschichtlich von Bedeutung | 09298776 |
|                                         | Mietshaus in geschlossener Bebauung | Wigandstraße 44 (Karte) | 1899–1900 (Mietshaus) | Klinkerfassade, Fußbodenfliesen mit Ornament, Holzpaneele, Stuckkehle, Treppenhausfenster mit Ätzglas, Schablonenmalerei, baugeschichtlich von Bedeutung Schwach vortretende Seitenrisalite mit jeweils zwei Achsen fassen den Aufbau der Klinkerfassade des 1899 bis 1900 erbauten Hauses. Initiator war der Bauunternehmer und Maurermeister Johann Moch aus Möckern (etwa zeitgleich auch am Nachbareckhaus Klingenstraße 54 federführend), der den Architekten Albert Wolf für die Planzeichnungen (auch Klingenstraße 52) verpflichtete, die Ausführungsarbeiten aber selbst übernahm. Wegen der geraden Achsenzahl rückt der straßenseitige Hauseingang aus der Mittelachse, wodurch im Gebäude pro Etage zwei unterschiedlich große Wohnungen entstanden. Das Erdgeschoss und die Traufe sind geglättet, die Schaufläche der oberen Stockwerke durch Kunststeinformteile gegliedert und dekoriert. Zur erhaltenen Ausstattung gehören u. a. die Eingangstür, Fenster, Fußbodenfliesen und Holzpaneel sowie Stuck im Eingangsbereich neben einem mit Schablonenmalerei versehenen Treppenhaus. Bekannte Hauseigentümer sind ab 1901 Brauereivertreter Hermann Reinhold Freigang (später auch Hotelbesitzer), Kaufmann und Biergroßhändler Andreas Martin Zeh in Schleußig (1909) und ab Sommer 1909 die Brauerei F. A. Ulrich OHG. Vom 13. Februar datiert der Prüfbescheid zur Funktionsbereichsmodernisierung, ein 1995 von H. Vogel aus Lauf gestellter Antrag auf Sanierung und Dachausbau wurde mehrfach verlängert und erst 2001 umgesetzt, einhergehend mit den wenig einfühlsam aufgesetzten Gauben des Dachgeschosses. Für das im geschlossenen Quartier stehende historistische Mietshaus liegt eine baugeschichtliche und ortsteilentwicklungsgeschichtliche Bedeutung vor. LfD/2016 | 09298777 |
|                                         | Mietshaus in geschlossener Bebauung in Ecklage | Wigandstraße 45 (Karte) | um 1895 (Mietshaus) | ehemals mit Laden, Klinkerfassade, baugeschichtlich von Bedeutung | 09263688 |
|                                         | Mietshaus in geschlossener Bebauung und Werkstattgebäude im Hof | Wigandstraße 46 (Karte) | um 1900 (Mietshaus) | Vorderhaus mit Tordurchfahrt und Laden, Klinkerfassade, Holzpaneele in der Durchfahrt, baugeschichtlich von Bedeutung | 09263689 |
|                                         | Mietshaus in geschlossener Bebauung | Wigandstraße 48 (Karte) | um 1907 (Mietshaus) | mit Tordurchfahrt, ehemaliger Ladeneinbau, Putzfassade, Werbeinschrift »Gramma« ehemals, baugeschichtlich von Bedeutung | 09298778 |
|                                         | Mietshaus in geschlossener Bebauung | Wigandstraße 50 (Karte) | um 1900 (Mietshaus) | Klinkerfassade, Gebäude mit Tordurchfahrt, Treppenhausfenster mit geätzter Verglasung, baugeschichtlich von Bedeutung | 09263690 |
|                                         | Mietshaus in geschlossener Bebauung in Ecklage und Hofgebäude mit Wäschemangel | Wigandstraße 52 (Karte) | um 1900 (Mietshaus) | mit Hausdurchgang, mit Eckladen, Klinkerfassade, baugeschichtlich von Bedeutung | 09263691 |
| Weitere Bilder                          | Handschwengelpumpe mit Brunnenschacht und Abdeckplatte | Windorfer Straße (Karte) | vor 1890 (Handschwengelpumpe) | vor Nummer 46/48, Typ Delphin, ortsgeschichtlich von Bedeutung | 09294865 |
| Direkt Bild zu diesem Denkmal hochladen | Handschwengelpumpe mit Brunnenschacht und Abdeckplatte | Windorfer Straße (Karte) | vor 1890 (Handschwengelpumpe) | vor Nummer 46/48, Typ Delphin, ortsgeschichtlich von Bedeutung | 09294865 |
| Direkt Bild zu diesem Denkmal hochladen | Handschwengelpumpe mit Brunnenschacht und Abdeckplatte | Windorfer Straße (Karte) | 1891 (Handschwengelpumpe) | vor Nummer 55, Typ Delphin, ortsgeschichtlich von Bedeutung | 09294871 |
|                                         | Denkmal für die Gefallenen des Deutsch-Französischen Krieges 1870/1871 | Windorfer Straße 18 (Karte) | 1876–1877 (Kriegerdenkmal Deutsch-Franz. Krieg) | errichtet von der Gemeinde Kleinzschocher, ehemals vor der alten Dorfkirche aufgestellt, ortsgeschichtlich von Bedeutung, Erinnerungswert, Bedeutung für die Volksbildung | 09263579 |
| Direkt Bild zu diesem Denkmal hochladen | Mietshaus in halboffener Bebauung in Ecklage | Windorfer Straße 1 (Karte) | um 1890 (Mietshaus) | mit Läden, Putzfassade, baugeschichtlich von Bedeutung | 09263692 |
| Direkt Bild zu diesem Denkmal hochladen | Mietshaus in offener Bebauung | Windorfer Straße 3 (Karte) | 1886 (Mietshaus) | mit Laden, Putzfassade, in unmittelbarer Nähe zum Verkehrsknotenpunkt Adler und gegenüber der ehemaligen Gaststätte Adler von städtebaulichem Interesse, stadtbaugeschichtlich und ortsteilentwicklungsgeschichtlich von Interesse Ab 1913 lief das mit einem wirkungsvoll zur Kreuzung „Adler“ bebaute Grundstück unter Windorfer Straße 3, vorher lautete die Adresse „verlängerte Hauptstraße“ und Hauptstraße 83c (Brandkataster Nummer 101 Abt. A). Cigarrensortierer (und späterer Milchhändler) Friedrich Hermann Jäger beauftragte 1886 den Zimmermeister Friedrich Sachse mit Entwurf und Ausführung des Gebäudes in der verlängerten Hauptstraße, gegen den Neubau wurde seitens der Gemeinde Widerspruch eingelegt mit Blick auf das benachbarte Grundstück des Baron von Tauchnitz. Pro Etage waren zwei Wohnungen konzipiert mit je zwei Stuben, Kammer, Küche, Korridor und Abort über die Treppe, im Hof entstand gleichzeitig ein Seitengebäude mit Backofen, Waschhaus, Wagenremise sowie Stätten für Schweine und Federvieh (heute nicht mehr vorhanden). Einige Besitzer: Marie Anna verehelichte Bode geb. Jäger und Gen. (ab 1905), dann Eisenhändler Heinrich Friedrich Rehse und ab 1948 die minderjährige Liselotte Ruth Rehse und Miteigentümer. Sanierung des im förmlich festgelegten Sanierungsgebiet liegenden Hauses 1998/1999 durch GbR Geschäftshäuser Leipzig nach Planungen von Michel & Galfe, Architekten und Ingenieure, dabei einige unglückliche Veränderungen an der verputzten Fassade und im Dachbereich. Der schlichte Bau mit schwach vortretenden Seitenrisaliten, Nutung, Stockgesims, Fensterverdachungen über Stuckkonsolen in den beiden mittleren Etagen und Konsolen im Traufbereich sowie teilweise erhaltener Ausstattung. Gegenüber befand sich bis zu ihrem Abbruch die stadtbekannte Gaststätte „Adler“, die der Verkehrsknoten seinen Namen verdankt. Kulturdenkmalwert aus stadtbaugeschichtlichen und ortsteilentwicklungsgeschichtlichen Gründen, städtebaulich von Interesse. LfD/2011 | 09264593 |
| Direkt Bild zu diesem Denkmal hochladen | Mietshaus in geschlossener Bebauung | Windorfer Straße 8 (Karte) | um 1905 (Mietshaus) | Klinkerfassade, Terrakottafliesen und Stuck im Eingang, baugeschichtlich von Bedeutung | 09263694 |
| Direkt Bild zu diesem Denkmal hochladen | Mietshaus in offener Bebauung | Windorfer Straße 13 (Karte) | um 1895 (Mietshaus) | Klinkerfassade, Stuck und Wandfliesen im Eingang, baugeschichtlich von Bedeutung | 09263697 |
| Direkt Bild zu diesem Denkmal hochladen | Mietshaus in geschlossener Bebauung | Windorfer Straße 14 (Karte) | um 1905 (Mietshaus) | mit Tordurchfahrt, Putzfassade, baugeschichtlich von Bedeutung | 09298837 |
| Direkt Bild zu diesem Denkmal hochladen | Mietshaus in geschlossener Bebauung | Windorfer Straße 16 (Karte) | um 1909 (Mietshaus) | mit Tordurchfahrt, Putzfassade, baugeschichtlich von Bedeutung | 09298836 |
| Direkt Bild zu diesem Denkmal hochladen | Mietshaus in ehemals halboffener Bebauung | Windorfer Straße 19 (Karte) | bezeichnet 1899 (Mietshaus) | mit Tordurchfahrt, Putzfassade, baugeschichtlich von Bedeutung | 09298835 |
| Direkt Bild zu diesem Denkmal hochladen | Mietshaus in halboffener Bebauung | Windorfer Straße 31 (Karte) | 1903 (nach Auskunft) | Putzfassade, schmiedeeiserne Maueranker, baugeschichtlich von Bedeutung | 09263699 |
| Direkt Bild zu diesem Denkmal hochladen | Mietshaus in halboffener Bebauung | Windorfer Straße 32 (Karte) | um 1905 (Mietshaus) | Klinkerfassade, Holzpaneele und Windfangtür, baugeschichtlich von Bedeutung | 09263700 |
| Direkt Bild zu diesem Denkmal hochladen | Wohnhaus in halboffener Bebauung | Windorfer Straße 34 (Karte) | 1870/1880 (Wohnhaus) | ehemals mit Laden, Putzfassade, baugeschichtlich von Bedeutung | 09263702 |
| Direkt Bild zu diesem Denkmal hochladen | Wohnhaus, Scheune, Seitengebäude und Toranlage eines Bauernhofes | Windorfer Straße 35 (Karte) | 1860er Jahre (Bauernhaus), 1860er Jahre (Bauernhof) | Hofanlage mit vorstädtischem Wohnhaus mit Ladeneinbau und historisierender Putzfassade, Scheune: Ziegelbau, Seitengebäude: wohl ein Fachwerkbau, mit Kornboden, schöne Torpfeiler, baugeschichtlich von Bedeutung | 09263701 |
| Direkt Bild zu diesem Denkmal hochladen | Mietshaus in halboffener Bebauung und Hofpflasterung | Windorfer Straße 39 (Karte) | um 1905 (Mietshaus) | mit Tordurchfahrt, Putz-Klinker-Fassade, Wohnungstüren mit Supraporten und Gittern, baugeschichtlich von Bedeutung | 09298833 |
| Direkt Bild zu diesem Denkmal hochladen | Mietshaus in ursprünglich offener Bebauung | Windorfer Straße 43 (Karte) | um 1870 (Mietshaus) | Putzfassade, baugeschichtlich von Bedeutung | 09263704 |
| Direkt Bild zu diesem Denkmal hochladen | Wohnhaus, Scheune und Einfriedung eines Bauernhofes, sowie Kastanienbaum im Hof | Windorfer Straße 44 (Karte) | 1674, Ersterwähnung (Bauernhaus), um 1820/1830 (Bauernhaus) | Wohnhaus Fachwerkbau verputzt, baugeschichtlich von Bedeutung | 09263705 |
| Direkt Bild zu diesem Denkmal hochladen | Kirchgemeindehaus in halboffener Bebauung (mit Kirchsaal), mit Garten und Einfriedung | Windorfer Straße 45a (Karte) | 1926 (Gemeindehaus) | Putzfassade mit reicher Klinkergliederung, qualitätvolle Ausstattung, baugeschichtlich von Bedeutung | 09263706 |
| Direkt Bild zu diesem Denkmal hochladen | Pfarrhaus, Hofpflasterung und Einfriedung | Windorfer Straße 47 (Karte) | 1830, später überformt (Pfarrhaus) | Obergeschoss Fachwerk teilweise verputzt, ortsgeschichtlich und baugeschichtlich von Bedeutung | 09263707 |
| Weitere Bilder                          | Kirche (mit Ausstattung) sowie Kirchplatz mit Umfriedung und Terrasse | Windorfer Straße 49 (Karte) | 1902–1904 (Kirche), 1904 (Gemeindegestühl), 1904 (Bestuhlung Beichtraum), 1904 (Patronatsgestühl), 1904 (Wandschrank im Beichtraum), 1904 (Schrankwand), 1904 (Opferstock) | ortsgeschichtlich, baugeschichtlich und künstlerisch von Bedeutung | 09263708 |
| Direkt Bild zu diesem Denkmal hochladen | Mietshaus in geschlossener Bebauung und Werkstattgebäude im Hof | Windorfer Straße 54 (Karte) | um 1900 (Mietshaus) | mit Tordurchfahrt, Klinkerfassade, Kellerfenstergitter, baugeschichtlich von Bedeutung | 09263710 |
| Weitere Bilder                          | Villa mit Villengarten, Remisengebäude und Einfriedung Villa Tauchnitz | Windorfer Straße 55; 55a; 55b (Karte) | 1872–1873 (Villa), 1872–1873 (Remisengebäude), 1896–1897 (Einfriedung) | Putzfassade, Wohnsitz des Verlegers Christian Karl Bernhard Freiherr von Tauchnitz (1816–1895), Geschichtswert, Erinnerungswert, Zeugnis für die Volksbildung | 09303776 |
| Direkt Bild zu diesem Denkmal hochladen | Mietshaus in halboffener Bebauung | Windorfer Straße 56 (Karte) | um 1905 (Mietshaus) | mit Tordurchfahrt, Putzfassade, Tordurchfahrt mit Oberlicht, preußischer Kappe und Pflasterung, Treppenhausfenster mit Ätzglas, baugeschichtlich von Bedeutung | 09298834 |
| Direkt Bild zu diesem Denkmal hochladen | Mietshaus in offener Bebauung | Windorfer Straße 62 (Karte) | um 1905/1910 (Mietshaus) | mit Tordurchfahrt, Putzfassade, Bleiglasfenster im Treppenhaus, Schablonenmalerei und Holzpaneele in der Tordurchfahrt, baugeschichtlich von Bedeutung | 09263713 |
| Direkt Bild zu diesem Denkmal hochladen | Denkmal für die Gefallenen des 1. Weltkrieges unter den Sächsischen Radfahrern | Windorfer Straße 63 (Karte) | 1921 (Kriegerdenkmal 1. Weltkrieg) | geschichtlich von Bedeutung, Porphyrgranit-Monolith auf verkacheltem Sockel, Inschrift: „1914–1918/SEINEN/GEFALLENEN HELDEN/SÄCHSISCHER RADFAHRER-BUND“ | 09263715 |
| Direkt Bild zu diesem Denkmal hochladen | Kampfbahn, überdachte Tribünen, Gebäude mit Gaststätte | Windorfer Straße 63 (Karte) | 1949, Anlage Sportplatz (Stadion), 1952 (Stadion) | stadt- und sportgeschichtlich bedeutsame Anlage, Seltenheits- und Erinnerungswert, Bedeutung für die Volksbildung | 09263714 |
| Direkt Bild zu diesem Denkmal hochladen | Wohnhaus einer ehemaligen Hofanlage, mit Anbau | Windorfer Straße 74 (Karte) | 1905–1906 (Wohnhaus) | Anbau von 1935, stadtbildgestaltendes Gebäude, ortsentwicklungsgeschichtlich und baugeschichtlich bedeutsam Der Bauernhof in inmittelbarer Nähe zur ehemaligen Dorfkirche (und heute dort stehenden Taborkirche) wurde 1862 durch einen Kuh- und Pferdestall ergänzt, die Scheune erhielt 1877 einen Anbau. Jeweils wird Gutsbesitzer und Landwirt Emil Kirschbaum als Initiator genannt. Bereits 1919 kam die Scheune an der rückwärtigen Grundstücksgrenze zum Abbruch. Pläne für einen straßenseitigen Wohnhausneubau reichte Kirschbaum 1905 bei der Baupolizeibehörde ein. Hinsichtlich der Ausführung wird Karl Michael genannt und mit der Bauleitung der Architekt A. Wurl betraut, der vermutlich auch die Entwürfe lieferte. 1906 erfolgte die Fertigstellung und im gleichen Jahr die Errichtung einer Einfriedung zur Dorfstraße. In der ersten Etage waren vier Zimmer und eine Loggia eingebaut während im Erdgeschoss über die Diele Küche, Salon, Ess- und Wohnzimmer, Herrenzimmer sowie der Abort erschlossen wurden. Angeordnet waren ferner eine Speisekammer und eine Veranda, die Mädchenkammer lag unterm Dach. 1923 erfolgte zunächst die Teilung des Hauses in zwei eigenständige Wohnungen, obwohl auch noch das alte Wohnhaus des Hofes vorhanden war und dieses 1924 umgebaut wurde. Der ansprechende Wohnhausbau von 1905/1906, der Villencharakter besitzt und dessen schmückendes Sichtfachwerk neben der vielgliedrigen verschieferten Dachlandschaft in den erweiterten Straßenraum wirkt erhielt 1935 den eingeschossigen verputzten Anbau einer Arztpraxis, wodurch er viel von seiner architektonischen Strahlkraft einbüßte. Architekt Alfred Staub arbeitete hier für den praktischen Arzt Dr. med. Wilhelm Carl Berthold Maerker. 1955 beantragte der Steinsetzmeister Alfred Sonnekalb den Wiederaufbau des Hofgebäudes zu Wohnzwecken. Stadtbildgestaltendes Gebäude, ortsentwicklungsgeschichtlich und baugeschichtlich bedeutsam. LfD/2014 | 09305113 |
| Direkt Bild zu diesem Denkmal hochladen | Doppelmietshaus in halboffener Bebauung | Windorfer Straße 76; 78 (Karte) | um 1915 (Doppelmietshaus) | Putzfassade, Treppenhausfenster mit Resten farbiger Bleiverglasung, Stuck im Eingangsbereich, baugeschichtlich von Bedeutung | 09299161 |
| Direkt Bild zu diesem Denkmal hochladen | Wohnhaus, daran angebautes Seitengebäude, Scheune und Hofpflasterung eines Bauernhofes | Windorfer Straße 82 (Karte) | um 1820/1830 (Bauernhaus), bezeichnet 1874 (Scheune) | Fachwerk- und Ziegelbauten, baugeschichtlich von Bedeutung | 09263716 |
| Direkt Bild zu diesem Denkmal hochladen | Wohnhaus in halboffener Bebauung | Windorfer Straße 84 (Karte) | 1880/1890 (Mietshaus) | Putzfassade, baugeschichtlich von Bedeutung auch hinsichtlich der Lage im alten Ortskern in unmittelbarer Nähe zur Kirche und zum ehemaligen Schlossareal Das verputzte zweigeschossige Wohngebäude im alten Ortskern, in unmittelbarer Nähe zum ehemaligen Schloss und der Kirche, dürfte um 1865 erbaut worden sein und erhielt 1872–1874 einen Anbau. Bereits 1870 wurde durch Bauunternehmer Heinrich Voigt ein Wasch- und Stallgebäude für Schneidermeister Friedrich August Schmidt errichtet; das wohl recht florierende Schneidergeschäft benötigte 1888 einen weiteren Anbau an die Werkstatt (Architekt F.W. Heine). Ehemals besaß das Wohnhaus wohl einen Ladeneinbau und einen ebenfalls straßenseitigen Hauseingang. Ein Satteldach schließt das Gebäude ab; bis zur Sanierung (vermutlich um 2000) waren Fenster und weitgehend auch die Winterfenster original erhalten. Als eines der ältesten in der Windorfer Straße und in Nähe der Taborkirche erhaltenes Wohngebäude besteht ein dokumentarischer und baugeschichtlicher Wert. LfD/2014 | 09263717 |
| Weitere Bilder                          | Mietshaus in halboffener Bebauung mit Garten | Windorfer Straße 104 (Karte) | bezeichnet 1903 (Mietshaus) | Putzfassade, Kellerfenstergitter, eiserne Kellerschranke, Stuck und Holzpaneele im Eingang, prachtvoller Wohnbau, baugeschichtlich von Bedeutung | 09263718 |

## Ehemalige Kulturdenkmale
| Bild                                    | Bezeichnung                      | Lage                            | Datierung                          | Beschreibung | ID       |
| --------------------------------------- | -------------------------------- | ------------------------------- | ---------------------------------- | --- | -------- |
| Direkt Bild zu diesem Denkmal hochladen | Mietshaus                        | Altranstädter Straße 25 (Karte) | um 1870 (Mietshaus)                | Mietshaus in ursprünglich offener Bebauung (Putzfassade) | 09263469 |
| Direkt Bild zu diesem Denkmal hochladen | Werkstattgebäude                 | Creuzigerstraße 6 (Karte)       | um 1900 (Werkstatt)                | Werkstattgebäude (Klinkerfassade) | 09263491 |
| Direkt Bild zu diesem Denkmal hochladen | Mietshaus                        | Dieskaustraße 62 (Karte)        | um 1860 (Mietshaus)                | Mietshaus in ehemals geschlossener Bebauung (Putzfassade) | 09291014 |
| Direkt Bild zu diesem Denkmal hochladen | Werkstattgebäude                 | Dieskaustraße 65 (Karte)        | um 1900 (Werkstatt)                | Werkstattgebäude im Hof (Klinkerfassade) | 09263511 |
| Direkt Bild zu diesem Denkmal hochladen | Wohnhaus                         | Gießerstraße 69 (Karte)         | 1877 (Wohnhaus)                    | Wohnhaus in offener Bebauung mit Werkstattgebäude (Putzfassade; Winterfenster)                                                                                                   | 09298789 |
| Direkt Bild zu diesem Denkmal hochladen | Wohnhaus                         | Gießerstraße 86 (Karte)         | 2. Hälfte 19. Jh. (Wohnhaus)       | Wohnhaus in halboffener Bebauung mit Tordurchfahrt und Ladeneinbau (Putzfassade)                                                                                                 | 09299005 |
| Direkt Bild zu diesem Denkmal hochladen | Wasserturm am Güterbahnhof       | Kurt-Kresse-Straße (Karte)      | um 1900 (Wasserturm)               | Wasserturm am Güterbahnhof Plagwitz; im unteren Teil mit Klinkergliederung; im oberen Drittel verbrettert                                                                        | 09263600 |
| Direkt Bild zu diesem Denkmal hochladen | Kindergarten                     | Diezmannstraße 93a (Karte)      | 1962, nach Auskunft (Kindergarten) | Kindergarten (zweigeschossiger Putzbau, Freitreppe am Eingang, über Eingang farbige Putzreliefs)                                                                                 | 09263599 |
| Direkt Bild zu diesem Denkmal hochladen | Mietshaus                        | Pörstener Straße 6 (Karte)      | um 1890 (Mietshaus)                | Mietshaus in geschlossener Bebauung mit Tordurchfahrt und ehemaligem Laden sowie Hofpflaster (Putzfassade); baugeschichtlich und ortsteilentwicklungsgeschichtlich von Interesse | 09298817 |
| Direkt Bild zu diesem Denkmal hochladen | Hauszeichen der ehem. Gaststätte | Windorfer Straße 2 (Karte)      | um 1890 (Zubehör)                  | Hauszeichen der ehemaligen Gaststätte „Goldener Adler“ | 09263693 |
| Direkt Bild zu diesem Denkmal hochladen | Mietshaus                        | Windorfer Straße 9 (Karte)      | 1865/1870 (Mietshaus)              | Mietshaus in ursprünglich offener Bebauung mit Vorgarten und Einfriedung (Putzfassade)                                                                                           | 09263695 |
| Direkt Bild zu diesem Denkmal hochladen | Portal mit Nischen               | Windorfer Straße 51 (Karte)     | 17. Jh. (Gebäudeteil)              | Portal mit Nischen (Sandstein, verputzt; teilweise unter dem Niveau des Bürgersteiges)                                                                                           | 09263709 |
| Direkt Bild zu diesem Denkmal hochladen | Bäuerliches Wohnhaus             | Windorfer Straße 58 (Karte)     | um 1800 (Wohnhaus)                 | Bäuerliches Wohnhaus, Vorgarten, Hof mit Pflasterung, Einfriedung, Scheune und Fabrikgebäude (Wohnhaus Fachwerk mit Lehmausfachung, ehemals Gasthaus)                            | 09263711 |